# Gustav Klimt
Gustav Klimt (Wenen, 14 juli 1862 – aldaar, 6 februari 1918) was een Oostenrijkse symbolistische schilder, wandschilder en tekenaar. Hij geldt als het meest prominente lid van de Wiener Secession, waarvan hij ook enige tijd voorzitter was. Kenmerkend voor zijn latere werken, waarmee hij het meest bekend werd, is het "decoratief ornamentalisme" (waarbij hij vaak ook werkte met bladgoud) en de suggestief-erotische symboliek. 
Klimt maakte vooral naam met zijn vrouwenportretten en allegorische werken, maar schilderde ook een groot aantal landschappen. Klimts kunst ontstond tijdens een artistieke bloeiperiode in het Wenen van de belle époque en wordt vaak geassocieerd met de jugendstilbeweging en de art nouveau. Zijn oeuvre wordt wel beschouwd als exemplarisch voor het toenmalige spanningsveld tussen behoudzucht en drang tot vernieuwing.

## Wenen in de belle époque
Tijdens de belle époque gold Wenen, als hoofdstad van de dubbelmonarchie Oostenrijk-Hongarije, met zo'n twee miljoen inwoners als een dynamische, kosmopolitische metropool. Er woonden mensen uit alle delen van het keizerrijk en van allerlei ras en taal. De oprukkende industrialisatie zorgde voor een sterke en kapitaalkrachtige burgerklasse, waardoor de stad uitgroeide tot een centrum van elegantie, luxe en vermaak. Er werden grootse bouwprojecten gestart, zoals de aanleg van de Ringstrasse, die het centrum van de buitenwijken afsloot. Daarbinnen voltrok zich het "tijdperk van de Ring", met haar grote bals, de aristocratische salons, de walsen van Johann Strauss jr. en de Biedermeier.

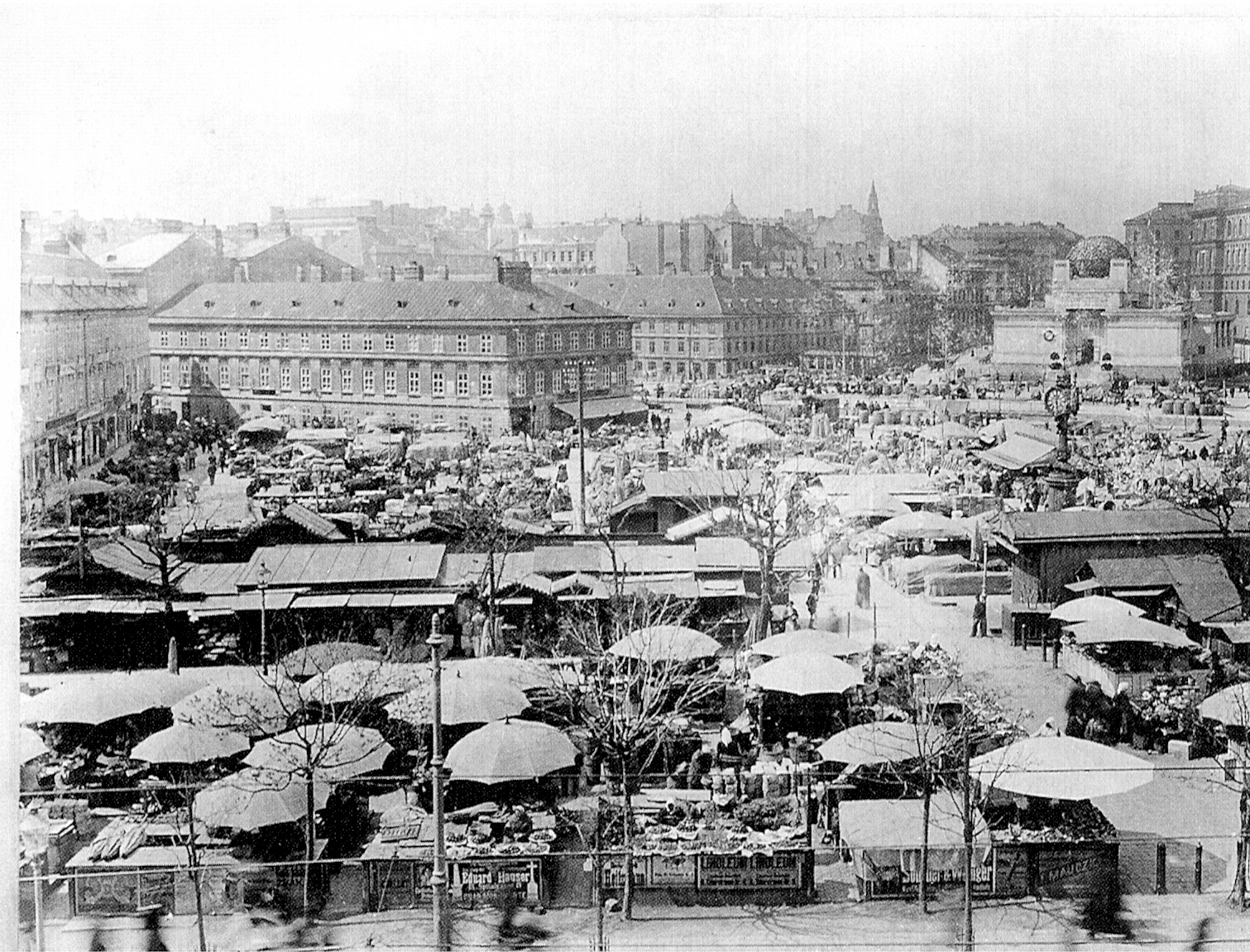
Alter Naschmarkt in Wenen, 1900, met rechtsachter het net gebouwde Secessionsgebouw

Tegelijkertijd was in het Wenen van het fin de siècle ook een cultuurcrisis voelbaar, die samenhing met het in verval raken van het Oostenrijks-Hongaarse rijk. Het was een stad vol paradoxen, waar schitterende bals werden georganiseerd en tradities in stand werden gehouden die de opkomende veranderingen ("moderniteit") moesten verbloemen, maar waarbinnen sociale tegenstellingen steeds nadrukkelijker voelbaar werden. Dit spanningsveld tussen behoudzucht en drang tot vernieuwing bleek rond 1900 een uitstekende voedingsbodem voor een hele generatie kunstenaars, dichters, architecten en wetenschappers, die nieuwe wegen insloegen, op de drempel van een nieuwe eeuw. Tot hen behoorden de componisten Gustav Mahler en Arnold Schönberg, schrijver Arthur Schnitzler, psychoanalyticus Sigmund Freud, filosoof Ludwig Wittgenstein en diverse kunstschilders, zoals Oskar Kokoschka, Egon Schiele en Gustav Klimt. Met name Klimt wist met zijn werk een brug te slaan tussen twee eeuwen, de oude wereld en de nieuwe.
Opgeleid en begonnen als academisch kunstschilder, geliefd ook als portrettist van de hogere klassen, brak Klimt halverwege zijn leven radicaal met het traditionele, op zoek naar vernieuwing. Als belangrijkste initiatiefnemer van de Secession-beweging, koos hij voor een volstrekt persoonlijke en geheel eigen stijl, die een synthese was van een veelheid aan invloeden, zoals de decoratieve kunst, de Japanse prentkunst, de esthetische kunst van de Prerafaëlieten en de symbolistische kunst, onder andere van de Nederlander Jan Toorop en de Belg Fernand Khnopff.
Zo schiep hij een ultiem persoonlijke esthetische schoonheid, verwant aan de jugendstil, maar welbeschouwd in geen enkele stroming duidelijk in te delen.

## Klimt als persoon

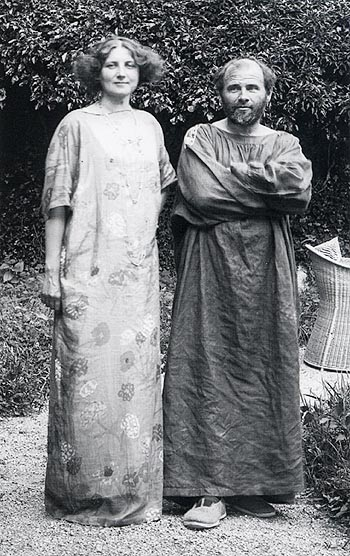
Gustav Klimt en Emilie Flöge in hun opvallende lange gewaden, circa 1905

Ondanks zijn vooraanstaande positie in de Weense kunstwereld, was en bleef Klimt een vrij stugge, zwijgzame, introverte, bijna schuwe man. Hij nam zelden de pen ter hand ("Ik heb geen talent om te spreken of te schrijven, vooral niet als ik iets over mijzelf of mijn werk moet zeggen"). Ook liet hij geen echte zelfportretten na ("Ik heb geen interesse in mijzelf als thema voor mijn schilderijen, maar enkel in anderen, vooral vrouwen"). Zijn werken zeggen ook nauwelijks iets over hemzelf als persoon, afgezien van zijn viriele seksuele geaardheid en zijn obsessieve belangstelling voor het andere geslacht.
Fysiek gezien was Klimt een wat kleine, corpulente, maar tegelijkertijd ook gespierde man. Hij had een luide stem en stond bekend om zijn vaak platte humor, een beeld dat duidelijk contrasteerde met de verfijnde, elegante schilderijen die hij maakte. Hoewel hij al vanaf jonge leeftijd midden in de belangstelling van de kunstwereld stond bleef hij hechten aan zijn dagelijkse routines. Hij woonde zijn hele leven bij zijn moeder en twee ongetrouwde zusters, ging dagelijks in de morgen naar zijn nabijgelegen atelier, waarin hij diverse katten hield, en keerde elke avond weer strikt op tijd, zij het laat terug voor het avondeten. Zwijgend at hij dan grote hoeveelheden en ging vervolgens slapen in zijn kleine, schaars gemeubileerde slaapkamer. "Ik ben er van overtuigd dat ik geen bijzonder interessant persoon ben", zei hij ooit over zichzelf: "Ik heb niets speciaals. Ik ben gewoon een schilder die dag in dag uit en van vroeg tot laat werkt". Slechts een enkele keer doorbrak hij zijn gewoontes door in de avond met enkele vrienden te gaan kegelen. Bijna ieder jaar ging hij op vakantie naar de Attersee.

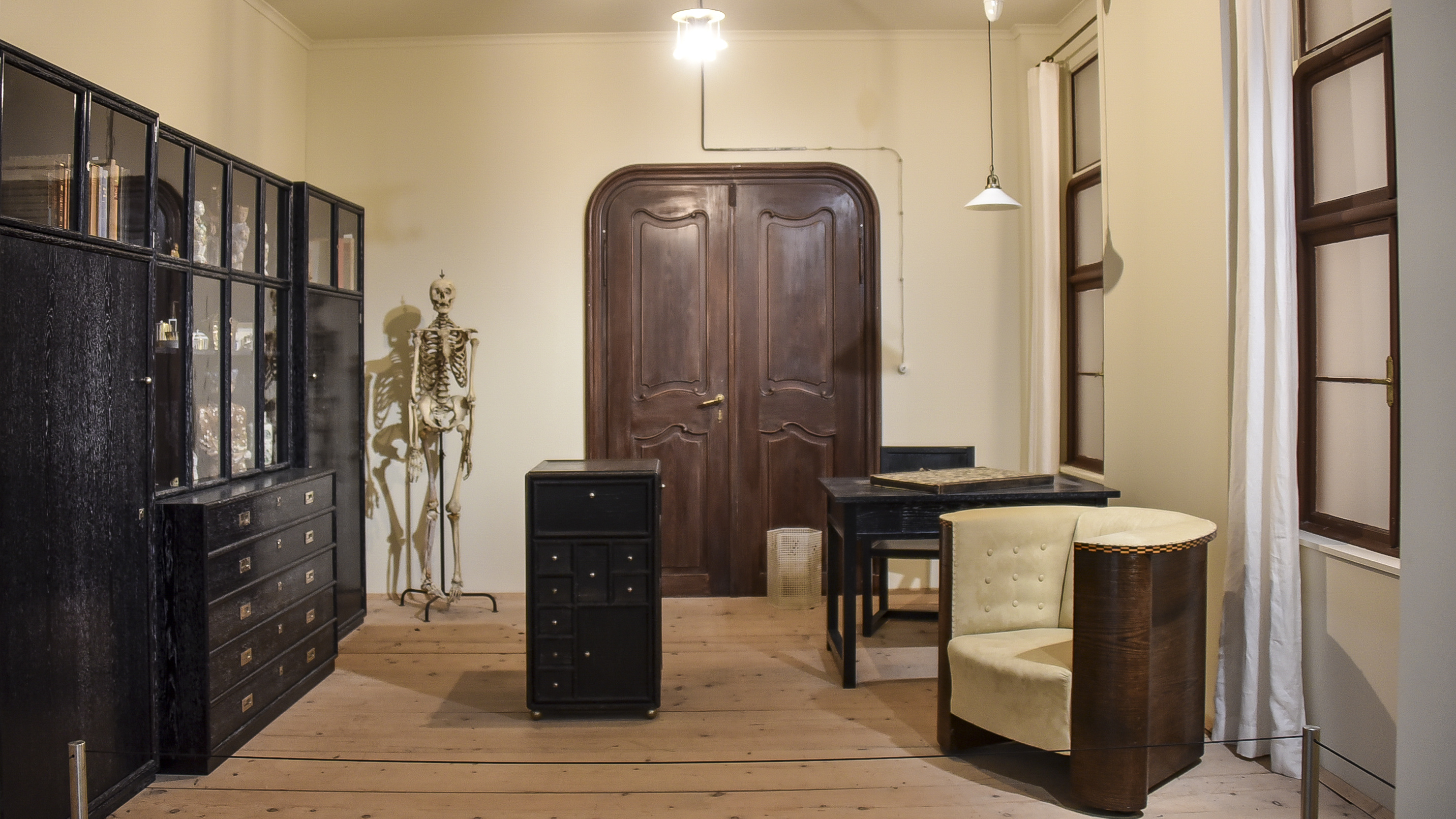
Reconstructie van zijn studio van 1911 in het Leopold Museum, Wenen, in 2023-24

Het enige onconventionele aan de persoon Klimt was zijn liefdesleven. Hij had regelmatig korte romances met modellen die voor hem poseerden en voortdurend (half)naakt door zijn atelier liepen. Hij had minimaal drie, maar waarschijnlijk nog veel meer kinderen bij zijn modellen, soms met meerdere tegelijk. Daarnaast deelde hij ook regelmatig het bed met dames uit de hogere Weense kringen die voor hem poseerden, hetgeen hem - tegen zijn zin - een reputatie van vrouwenversierder bezorgde. De meest duurzame relatie had hij met Emilie Flöge, de schoonzus van zijn broer en een getalenteerd kledingontwerpster. De precieze aard van hun relatie, vriendschap of romance, is nooit helemaal duidelijk geworden, hun relatie was nooit officieel. Flöge was overigens ook verantwoordelijk voor een ander onconventioneel element aan de persoon Klimt, namelijk zijn kleding. Beiden droegen ze, geïnspireerd door de Japanse cultuur, doorgaans ruim zittende kleding, Klimt meestal een lang indigoblauw tuniek met daaronder platte sandalen. Wat opvalt is het contrast van deze vormloze stoflappen met de uitermate elegante kleding van de modellen die hij schilderde.
Klimt overleed in 1918 als gevolg van de Spaanse griep.

## Artistieke ontwikkeling

### Opleidingsjaren
Klimt werd geboren als zoon van een goudgraveur en een muzikaal begaafde moeder, als tweede van zeven kinderen, drie jongens en vier meisjes. Reeds in zijn kindertijd legde hij een bijzondere begaafdheid voor tekenen aan de dag. Van 1876 tot 1883 studeerde hij met een beurs aan de Universität für Angewandte Kunst, binnen Europa de enige in zijn soort afgezien van Engeland. Hij volgde lessen in decoratief tekenen, koos vervolgens voor de richting architectonisch tekenen, en leerde tegelijkertijd de kunst van de "esthetische veredeling" van een product, hetgeen in die tijd volledig aansloot bij de smaak van de rijke liberale burgerij.
In de tijd dat Klimt op de academie zat was er kritiek op de opleiding: deze zou te veel gericht zijn op de pure tekenkunst en het slaafs kopiëren van voorbeelden, zonder de artistieke creatie te stimuleren. Ook Klimt zelf hield zich tijdens zijn studie streng aan de voorbeelden uit de klassieke kunstgeschiedenis, welke neiging ook later in zijn werk herkenbaar zou blijven.
Nog tijdens zijn studie, in 1880, vormde Klimt met zijn jongere broers Ernst en Georg en zijn vriend Franz Matsch, die allen ook op de kunstnijverheidsacademie zaten, de zogenaamde Kunstenaarscompagnie, werkend vanuit een gezamenlijk atelier aan de Sandwirtgasse. Ze kregen opdrachten voor theater- en decorbouw in Wenen, toentertijd een lucratieve markt. Klimt zelf legde zich vooral toe op naturalistisch schilderwerk, vaak muurschilderingen, sterk beïnvloed door de conservatieve academische historieschilder Hans Makart.

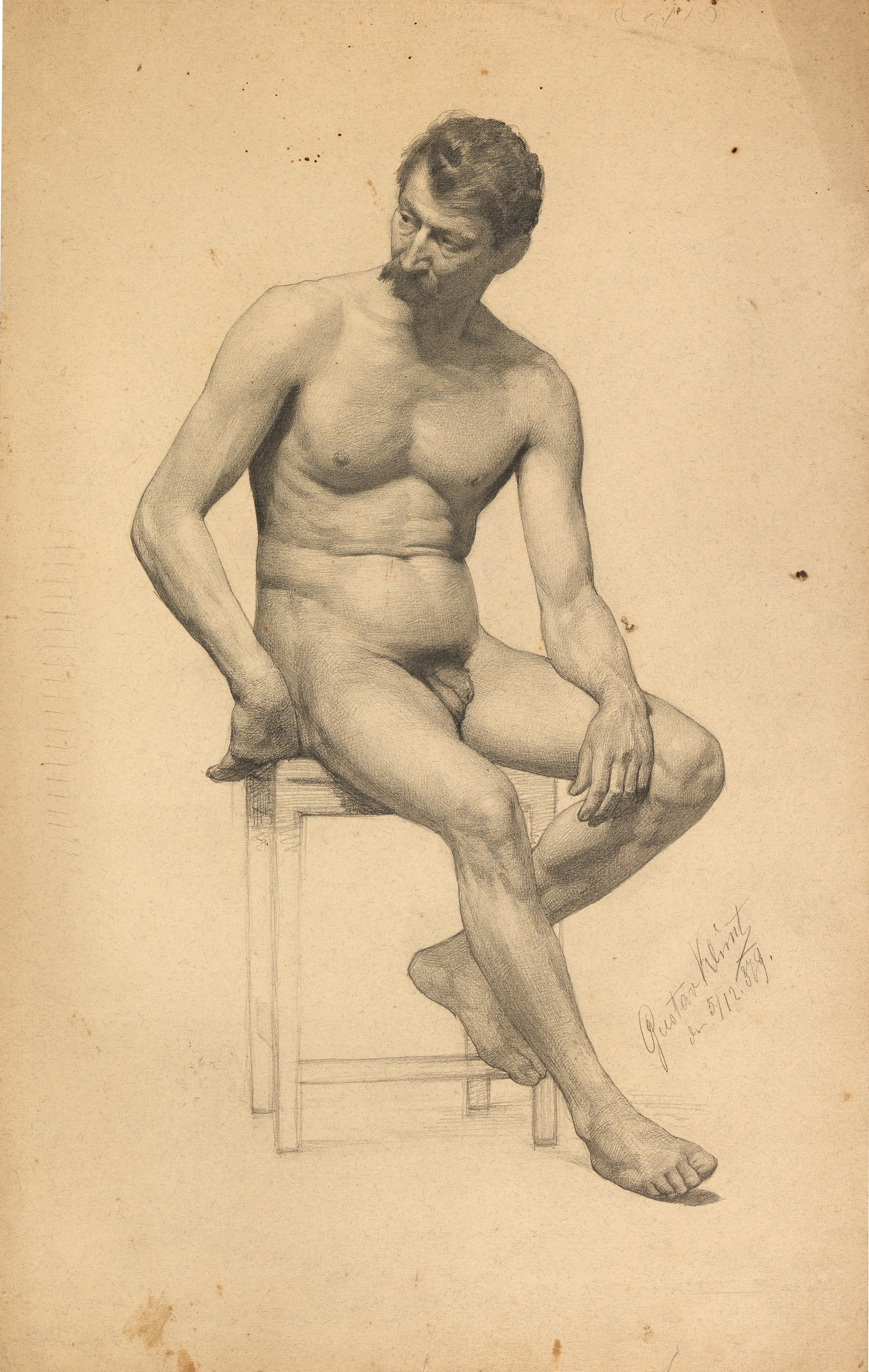
Zittend mannelijk naakt, 1879
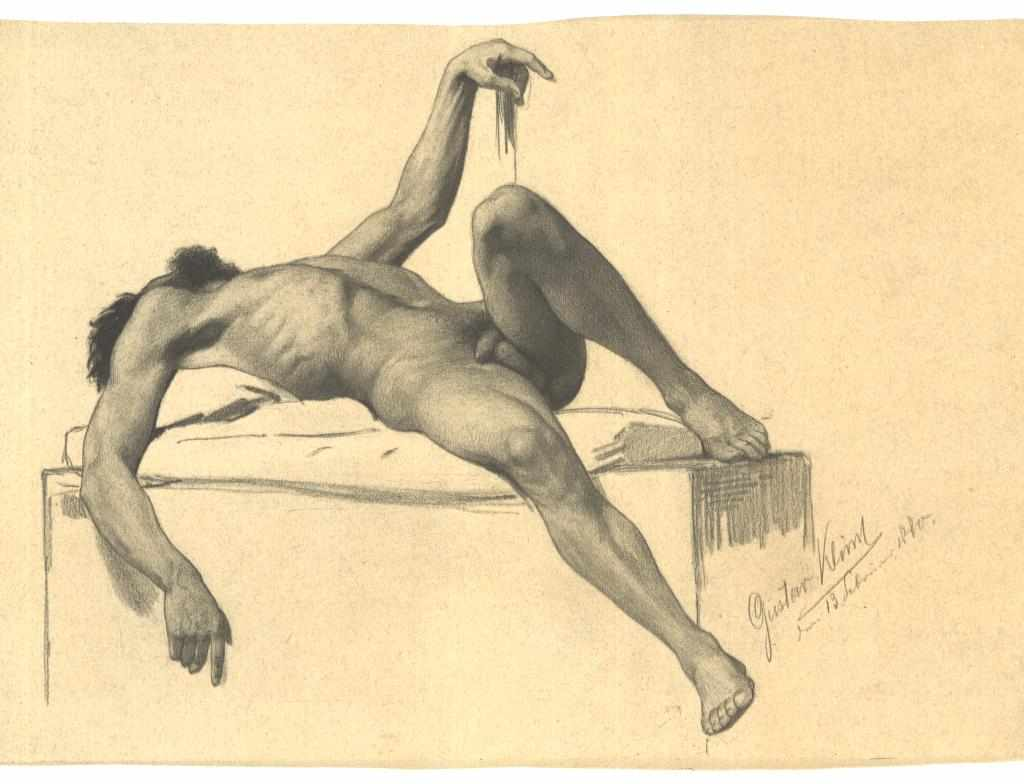
Liggend mannelijk naakt, 1880
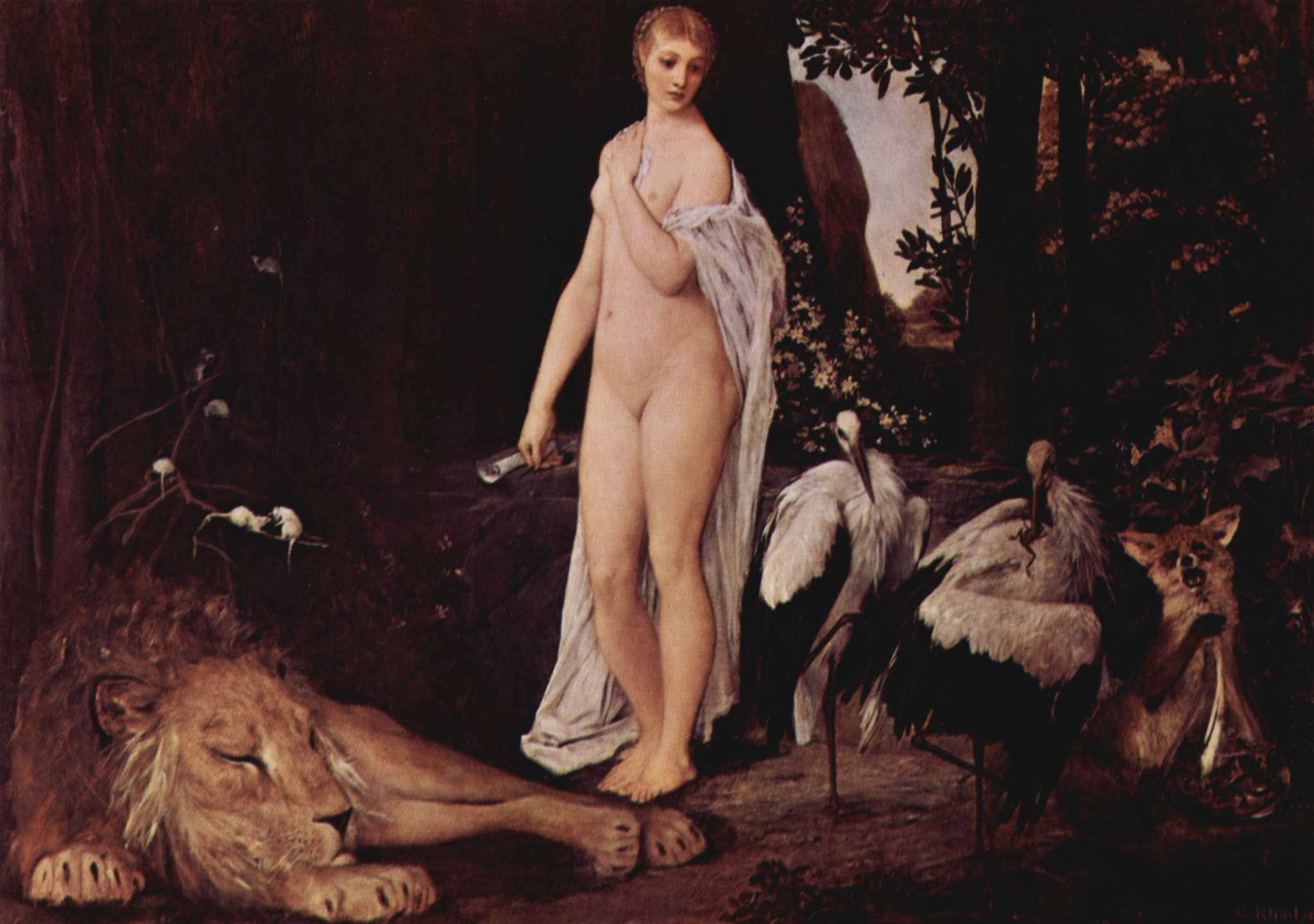
Fabel, 1883

### Vroege werk
Klimts vroege werk bestaat vooral uit schilderijen gemaakt in opdracht. In de tien jaar tussen zijn afstuderen in 1883 en het decennium dat daarop volgde maakte hij vooral muurschilderingen, veelal vanuit het Kunstenaarscollectief met Frans Matsch en zijn broer Ernst. Al tijdens hun studietijd kregen ze opdracht voor de decoratie van het Weense Palais Sturay, maar ook vanuit het buitenland, onder andere het Staatstheater van Reichenberg en het Gemeentetheater van Karlsbad. Een bijzonder blijk van het kunnen van Klimt spreekt uit zijn door Mackart en Michelangelo geïnspireerde schilderij Idylle uit 1884, voor het Kunsthistorisch Museum. In 1886 krijgt het collectief een grote officiële opdracht voor de beschildering van de fronton- en plafondgedeelten van het net gereedgekomen Burgtheater in Wenen, waarin ze de geschiedenis van de kunsten van de Klassieke Oudheid tot aan Shakespeare uitbeeldden. Met deze opdracht waren ze twee jaar bezig, waarna hij met Matsch voor de Weense stadsraad ook nog een hoog geprezen schilderij maakte van het interieur van het oude Burgtheater, met een fotografisch precieze weergave van het publiek. In 1890 kreeg hij een keizerlijke onderscheiding voor dit werk. Korte tijd later daarna werd hij erelid van zowel de Universiteit van München als de Universiteit van Wenen, hetgeen de grote waardering voor zijn vroege traditioneel-academische werken onderstreept.
Klimt maakte zich in deze vroege werken echter geleidelijk los van zijn vrienden en scholing. Hij nam geen genoegen meer met klassieke motieven. Steeds vaker voegde hij er fotografische- en realistische portretten aan toe en introduceerde contemporaine elementen, zoals in Theater in Taormina. Tegelijkertijd ging hij steeds meer variëren met technieken, met name ook in de decoratieve gedeelten. Met deze eigenzinnigheden begint in feite de artistieke vernieuwing die zijn latere werk zou kenmerken. Zonder de klassieke thema's af te zweren verraadt het een stilistische ontwikkeling naar symbolistische ornamentalisme dat zijn manifest zou worden. In 1892 proclameerde hij zijn streven naar modernisering van het artistieke systeem zelfs expliciet tijdens een internationale tentoonstelling van muziek en theater, aanhakend bij de oprichting van de Münchener Secession korte tijd eerder. Met het overlijden in 1892 van zijn broer Ernst aan tuberculose kwam in formele zin een einde aan het collectief.

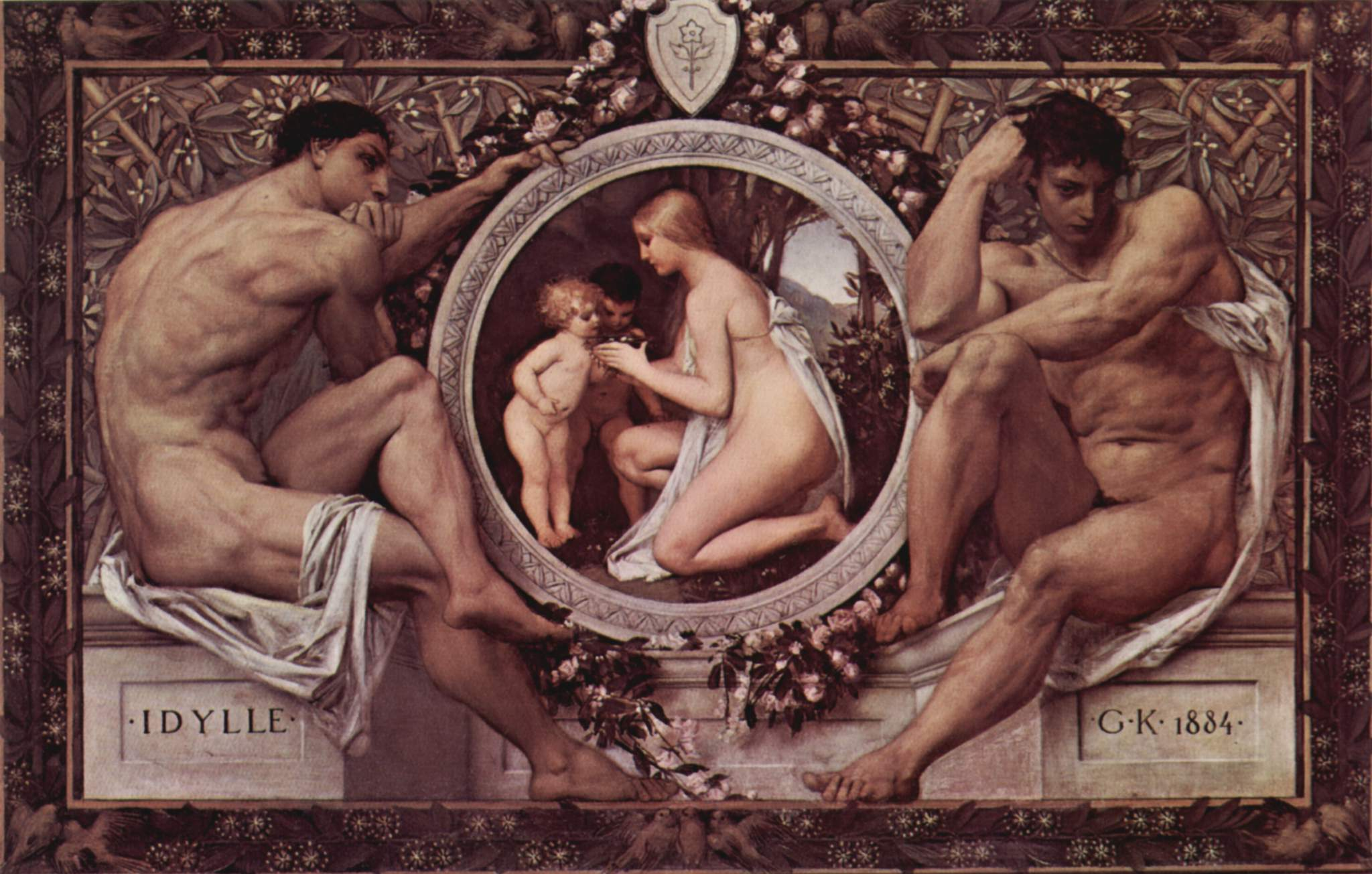
Idylle, 1883, Wien Museum
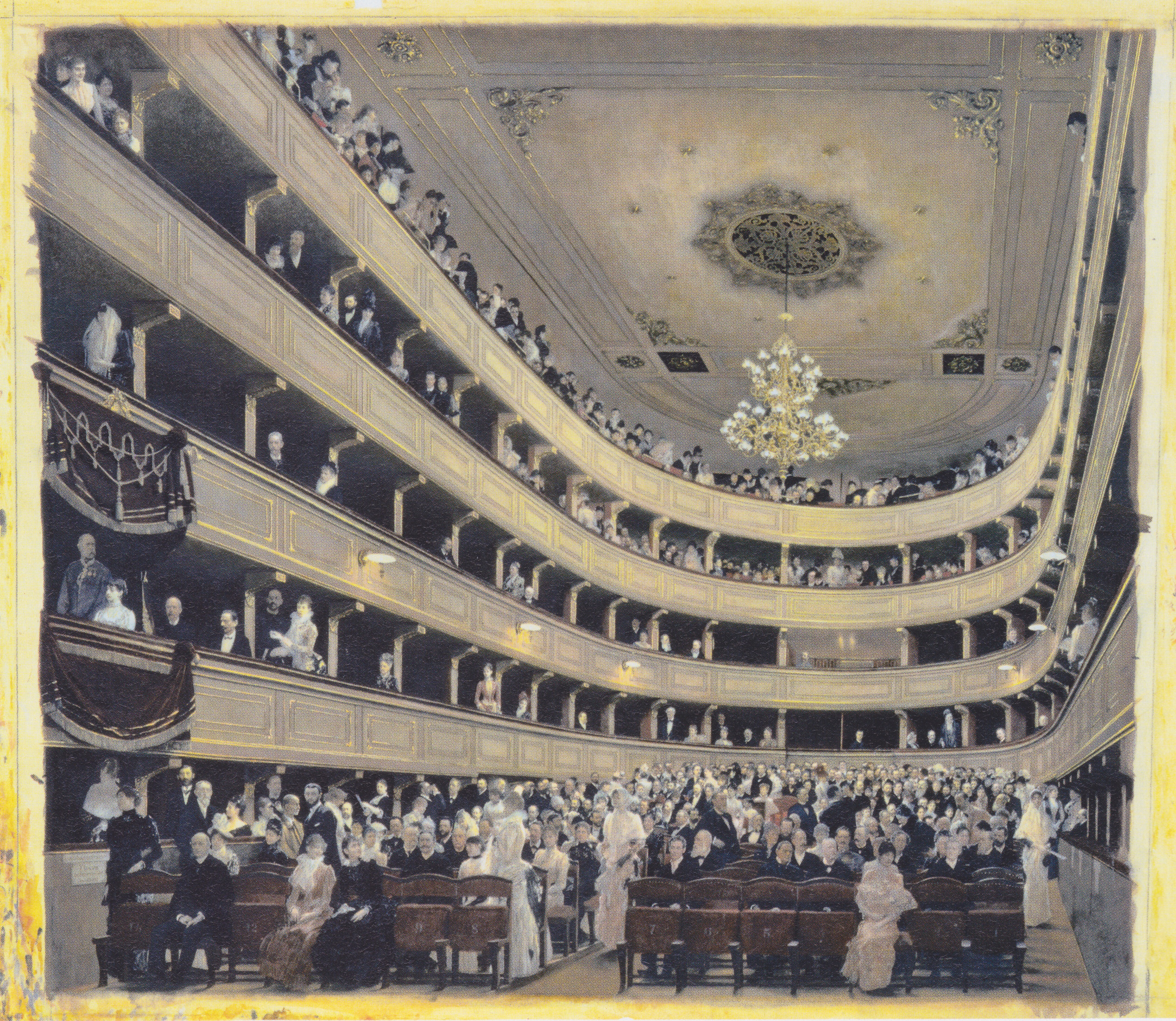
Zuschauerraum im alten Burgtheater, 1888, Wien Museum, Wenen
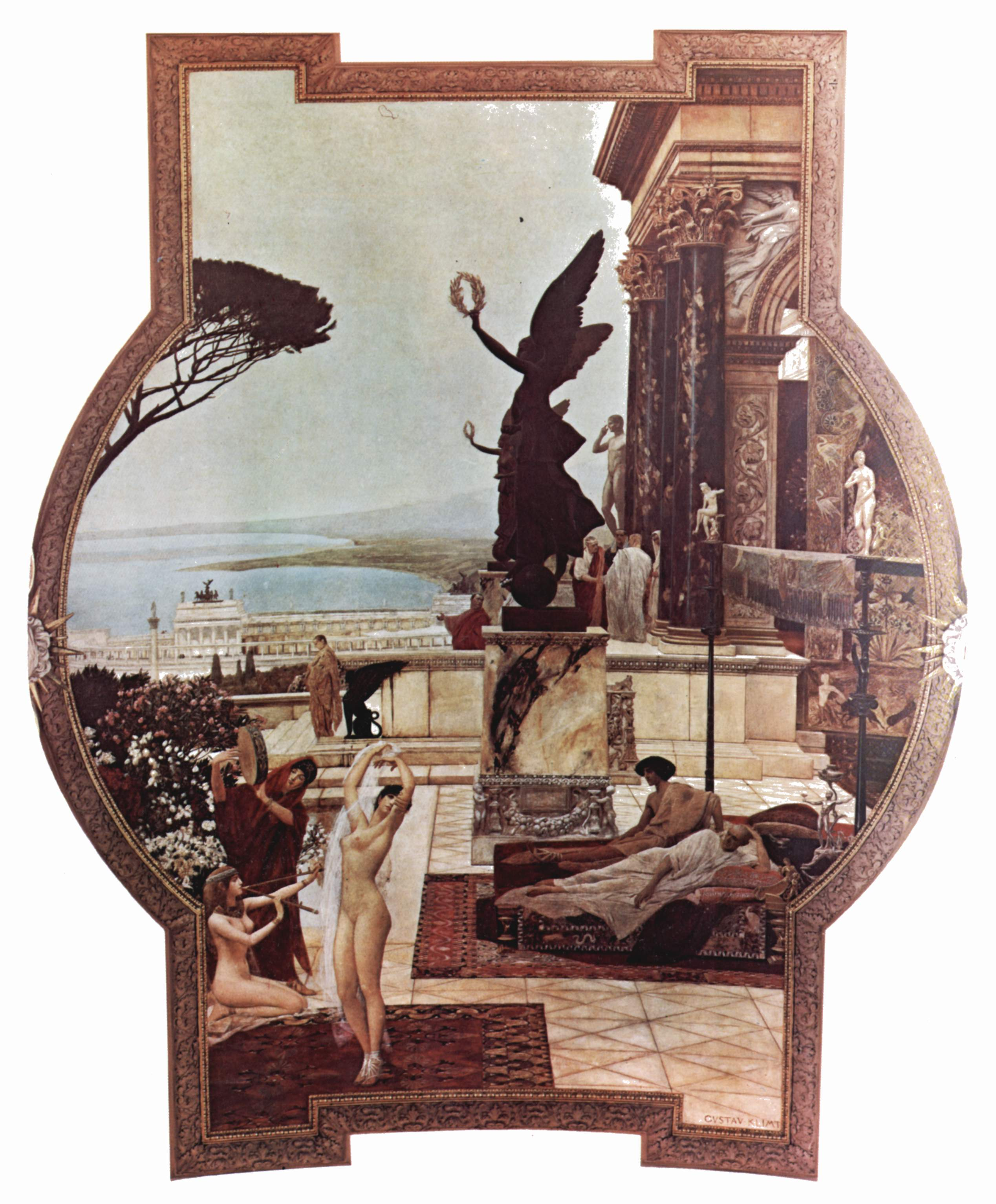
Das Theater von Taormina, 1886-88, plafondschildering Burgtheater, Wenen
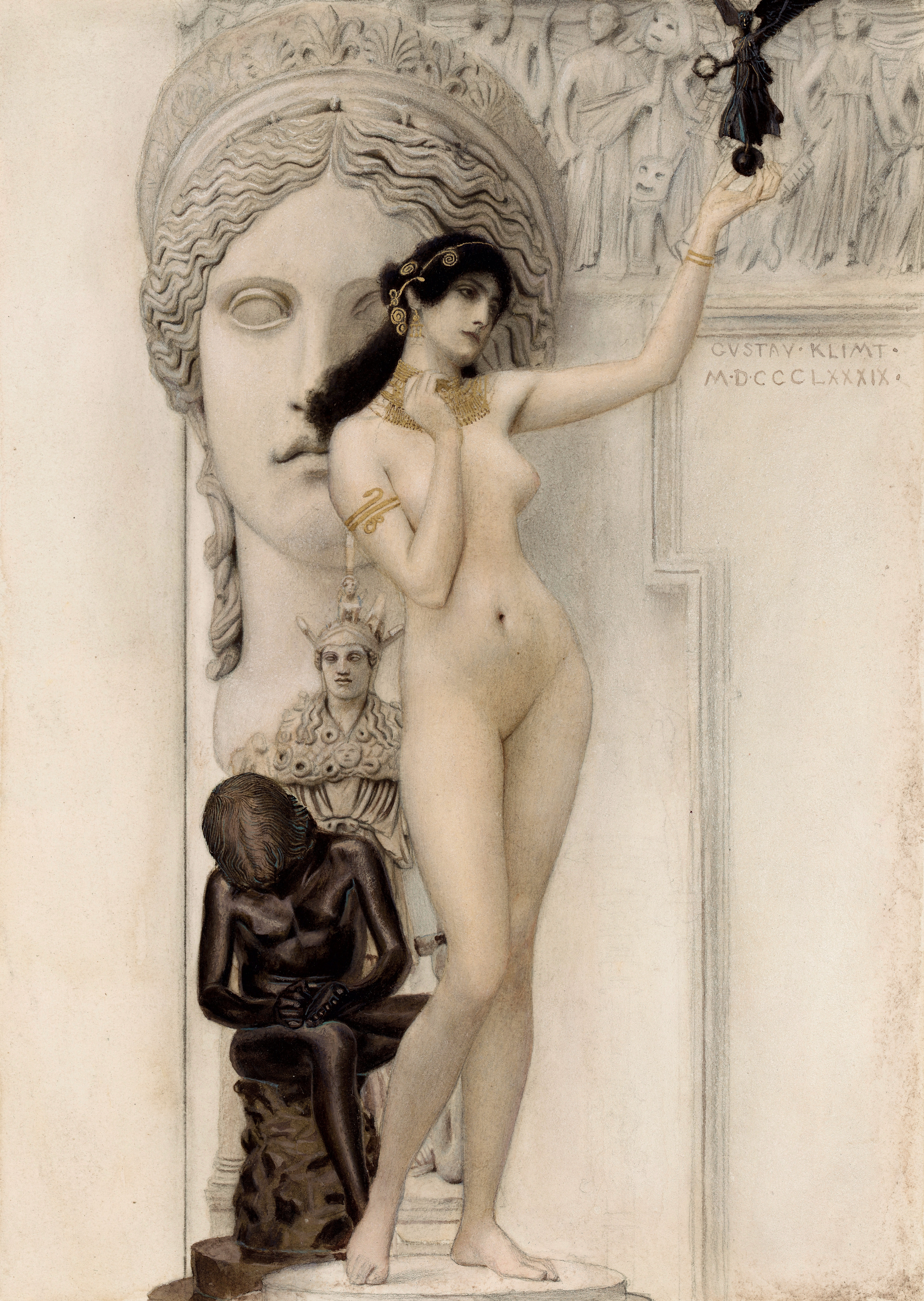
Allegorie van de Beeldhouwkunst, 1889, MAK - Museum voor Toegepaste Kunst, Wenen
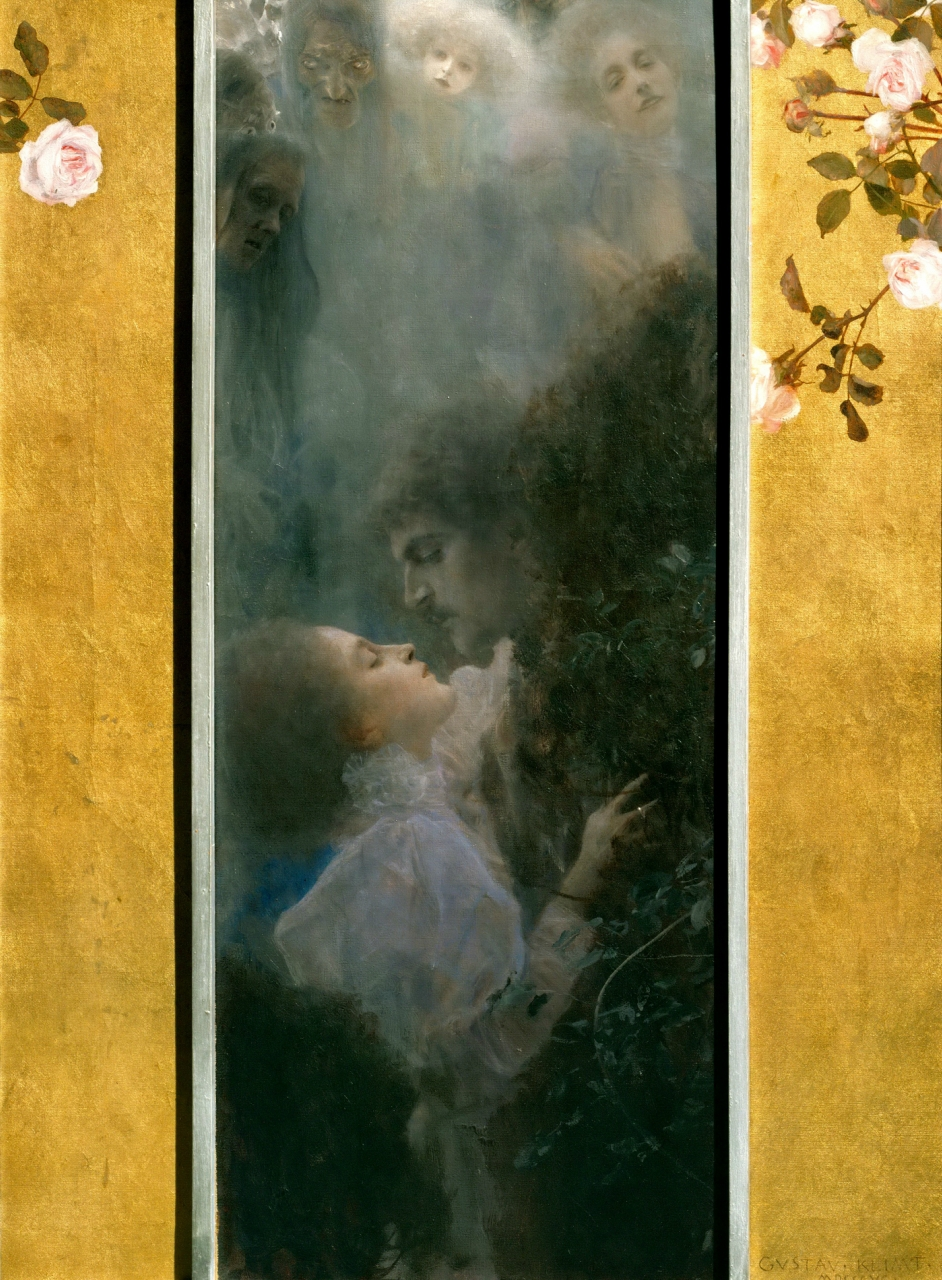
Liebe, 1895, Wien Museum, Wenen

### Vroege portretten
Het succes van Klimt als decoratieschilder vanuit het Kunstenaarscollectief, maakte dat hij onder de Weense bourgeoisie ook uitermate populair werd als portretschilder. Met name in de late jaren 1890 en kort na de eeuwwisseling zou hij een hele reeks portretten in opdracht maken, waarbij in toenemende mate elementen van zijn nieuwe kunstfilosofie kunnen worden ontwaard. Toch blijft in deze vroege portretten de herkenbaarheid van de afgebeelde persoon een eerste vereiste, waarmee aansluiting behouden bleef met de heersende burgerlijke smaak. Klimt schilderde als een der eersten in Wenen veel portretten naar foto's, hetgeen veel discussie opriep. Het resultaat was een hyperrealistische weergave, die dan vaak gecombineerd werd met klassieke elementen in de omlijsting, die steevast een belangrijk onderdeel van Klimts portretten waren geworden.
Een aantal van Klimts portretten uit deze periode tonen ten volle al de experimenteerdrift en de zoektocht naar nieuwe vormen, zoals die kenmerkend was voor de Secessionskunst. Schoolvoorbeeld is zijn bekende Judith I uit 1901. Het academische en daarmee de eis van waarheidsgetrouwe gelijkenis werd losgelaten en de afbeelding van de ruimte wordt voorzichtig vervangen door een decoratieve vlakbehandeling, die kenmerkend zou worden voor zijn latere werk. Ook verwerkt hij steeds vaker suggestief-erotische symboliek in zijn werken. Van Margaret Stonborough-Wittgenstein, een van de meest vooraanstaande dames uit de Weense aristocratie, werd gezegd dat ze voor haar portret naakt had geposeerd, waarna Klimt haar omhulde met een lange witte huwelijksjurk. In zijn faculteitsschilderingen, uit dezelfde periode, komt het erotische - en daarmee de breuk met het traditionele - nog nadrukkelijker naar voren.

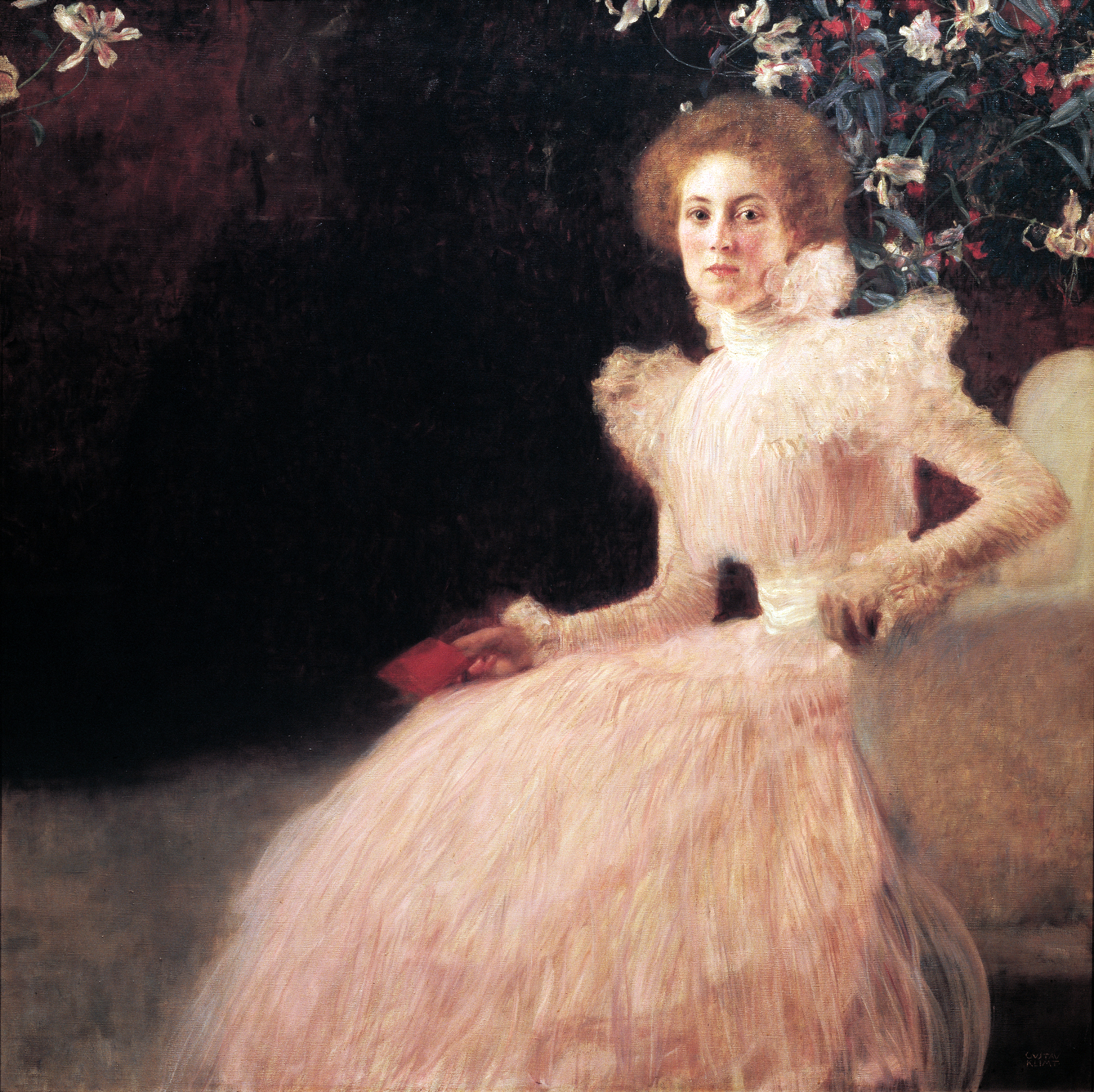
Portret van Sonja Knips, 1898, Belvedere, Wenen
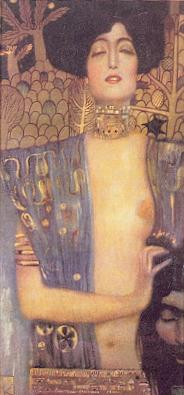
Judith I, 1901
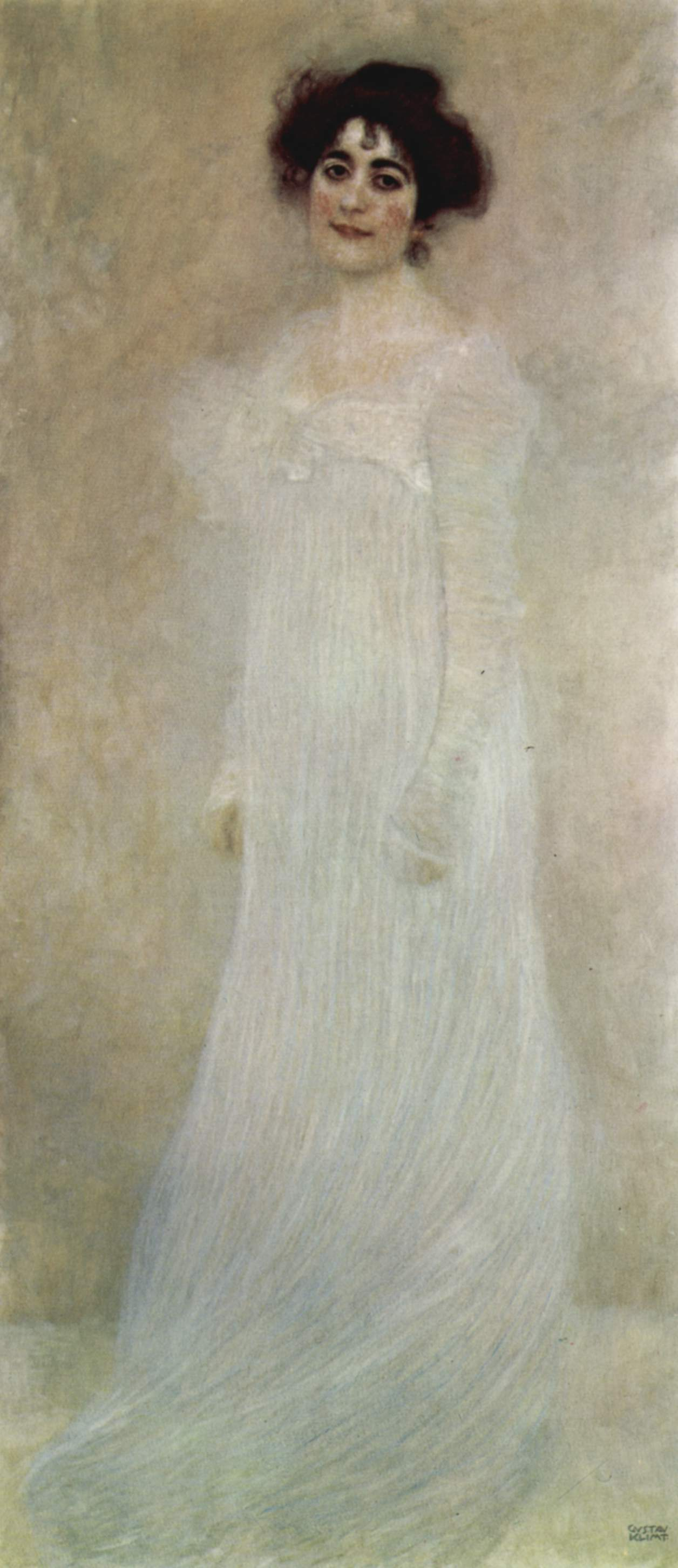
Portret van Serena Lederer, 1899, Kunstmuseum, Basel
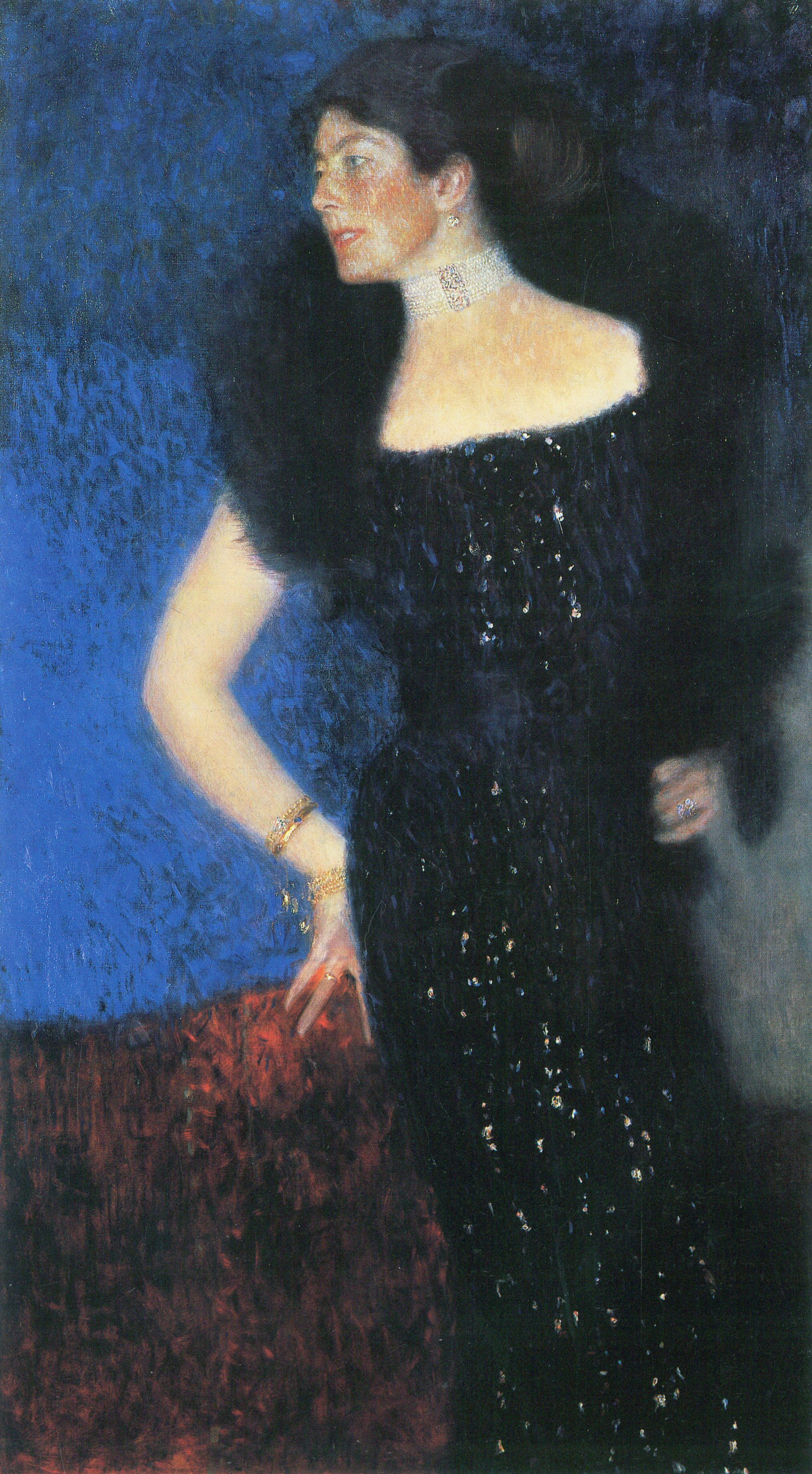
Portret van Rose von Rosthorn-Friedmann, 1900-1901
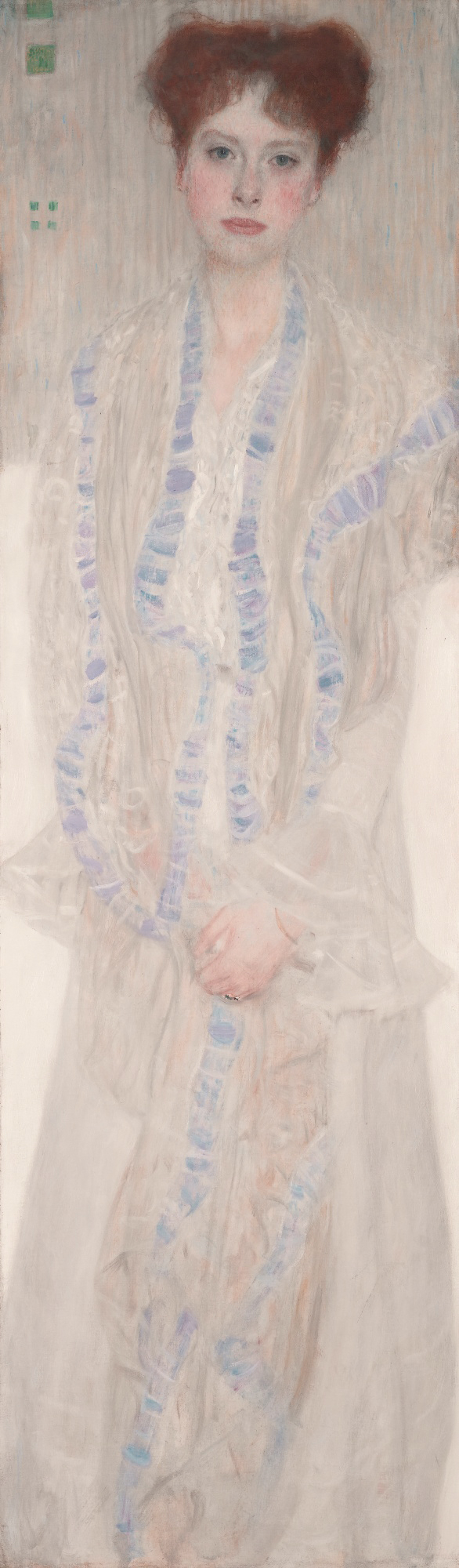
Portret van Gerta Loew, 1902
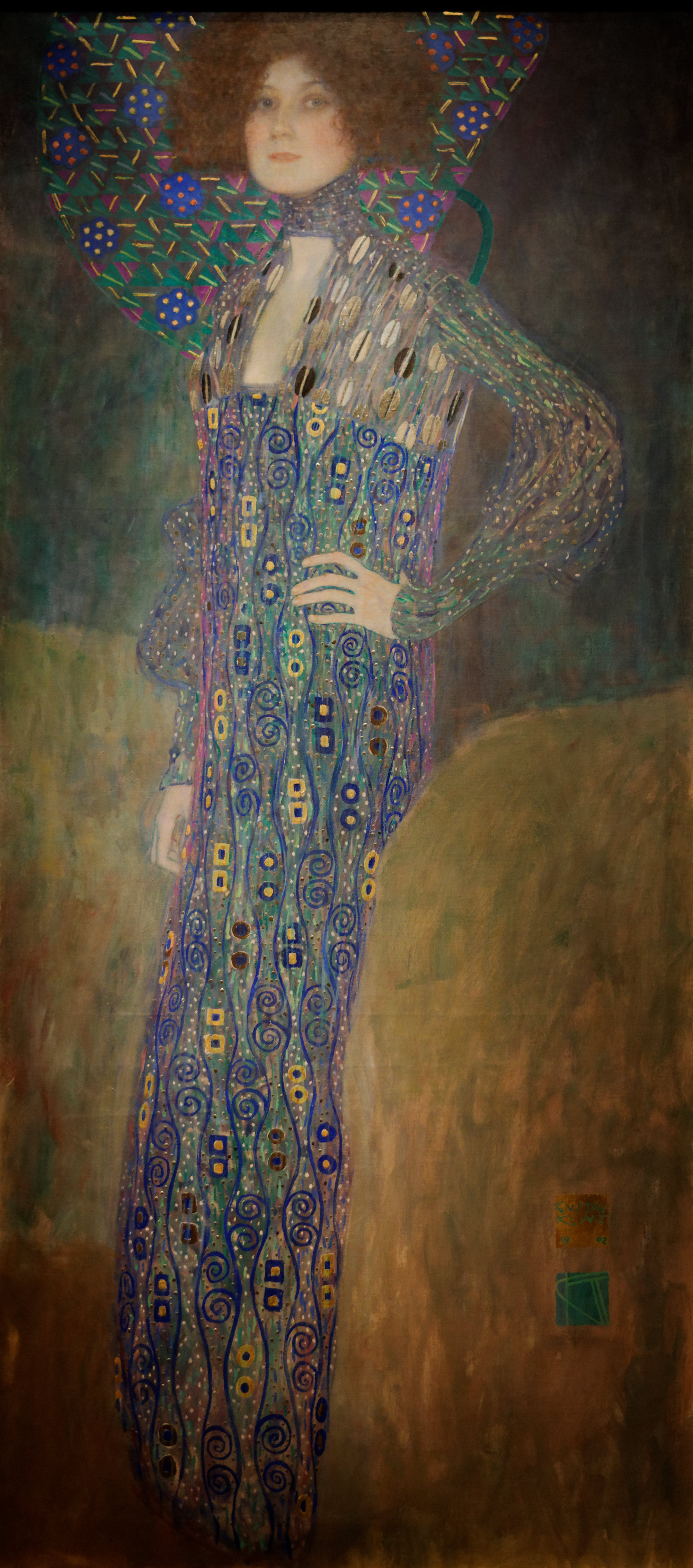
Portret van Emilie Flöge, 1902, Wien Museum, Wenen
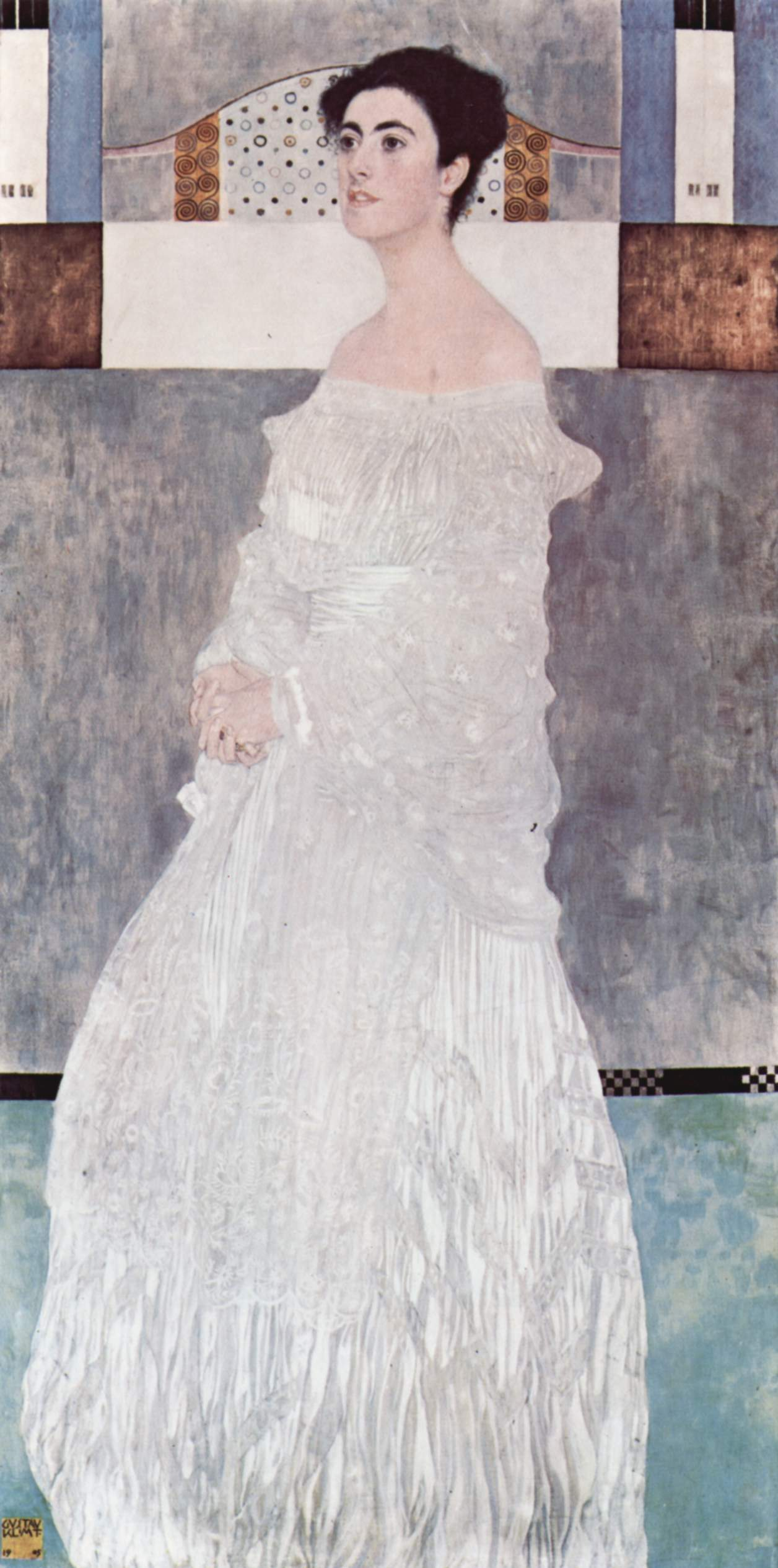
Portret van Margaret Stonborough-Wittgenstein, 1905, Neue Pinakothek, München

### Faculteitsschilderingen
Reeds in 1894 kregen Klimt en Matsch opdracht tot het maken van een aantal plafondschilderingen voor de aula van de nieuwe Universiteit van Wenen, met als thema "De triomf van het licht op de duisternis", een klassieke verheerlijking van de rationalistische wetenschappen beogend. In de uiteindelijke uitwerking tussen 1899 en 1907 van de drie aan hem toegewezen "faculteitsschilderingen", Filosofie, Geneeskunde en Jurisprudentie, geeft hij echter een geheel eigen synthese van zijn wereldbeeld. Beïnvloed door Friedrich Nietzsche en Sigmund Freud, drukt hij de verwarring van de moderne mens uit via taboe-thema's als ziekte, verval en vooral eroticisme. Noch filosofie, noch geneeskunde, noch jurisprudentie kan de mens gelukkiger maken, zo luidt zijn boodschap. Deze negativistische significatie, gedrenkt in erotiek, maakte hem in Wenen van een eerder gevierd kunstenaar tot een sterk controversiële persoon. De burgerlijke pers verweet hem vanaf de eerste presentatie in 1900 "pornografie" en "perversie", maar het zou hem niet van de wijs brengen. Hij besloot korte tijd later om geen werken meer in publieke opdracht te maken. Met zijn schilderij Goudvissen uit 1902, dat hij in eerste instantie "Aan mijn critici" noemde en bedoeld was als antwoord op de kritiek, bevestigde hij de door hem ingeslagen weg.
De faculteitsschilderingen werden tijdens de Tweede Wereldoorlog genationaliseerd en samen met 13 andere werken van Klimt opgeslagen in Schloss Immendorf bij het plaatsje Wullersdorf. Aan het einde van de oorlog werd het slot door terugtrekkende Duitse SS-eenheden in brand gestoken en gingen de werken verloren. Met uitzondering van een detail uit Medizin (Hygieia) resteren alleen zwart-wit foto's.

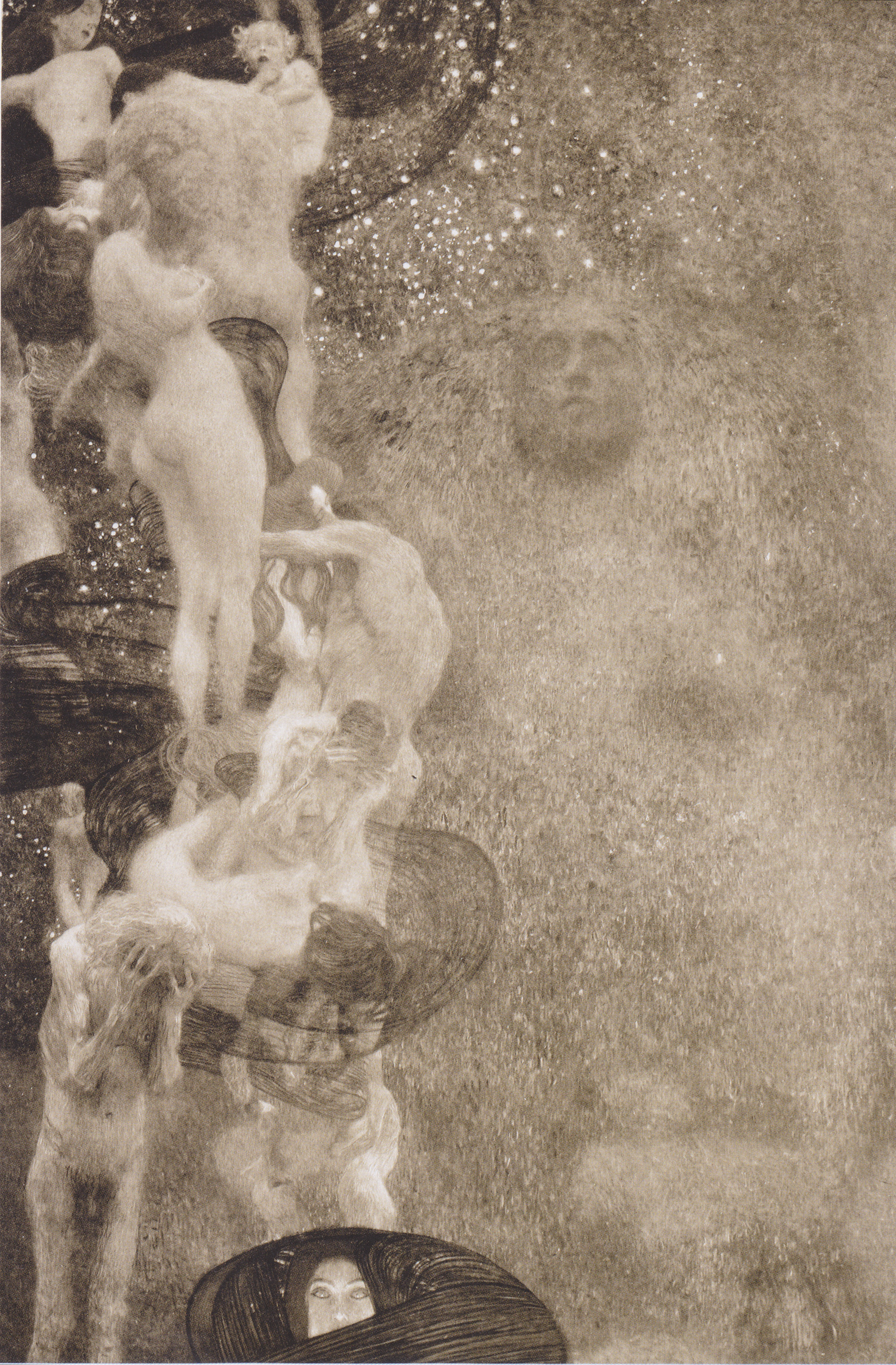
Philosophie
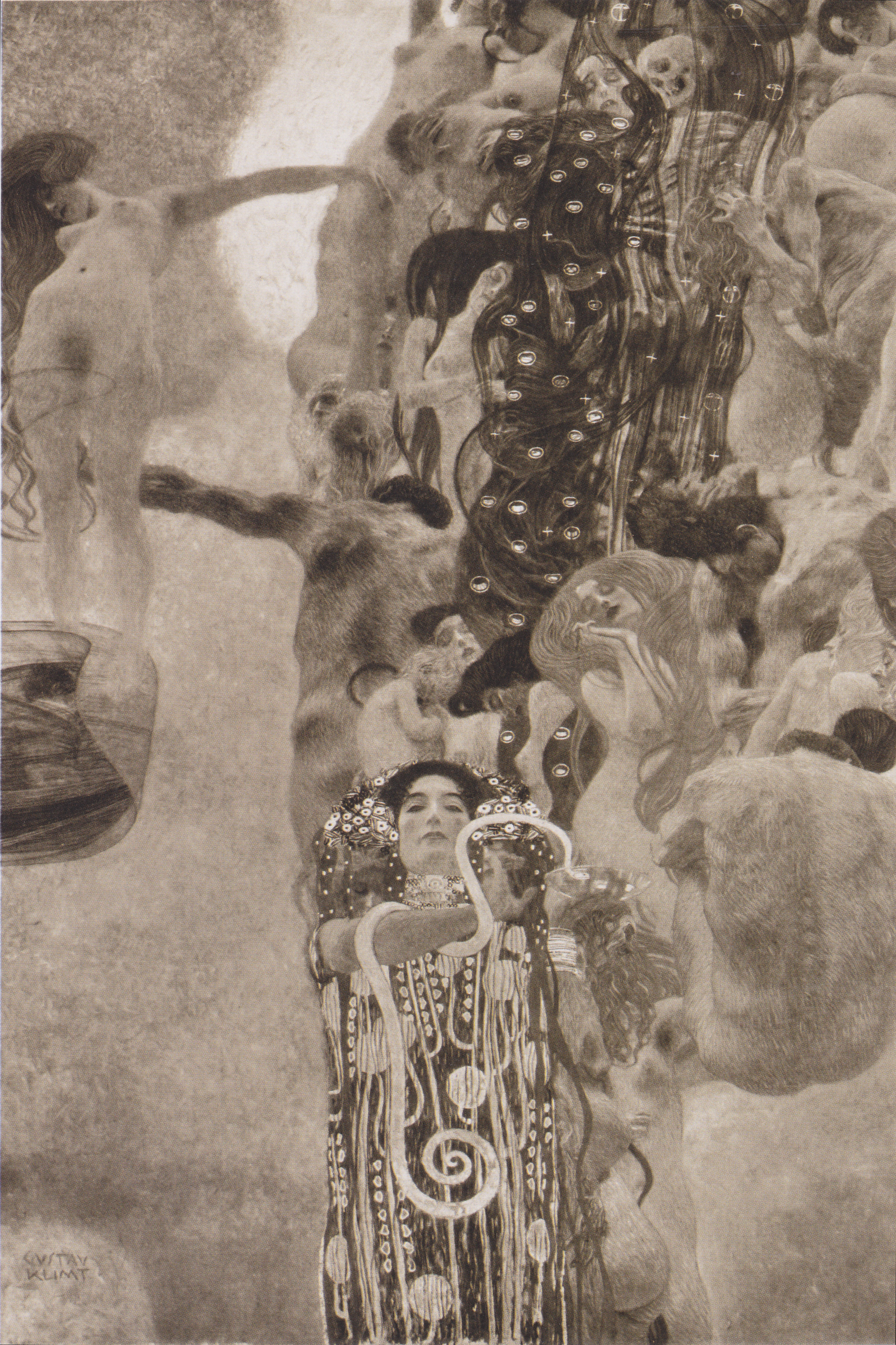
Medizin
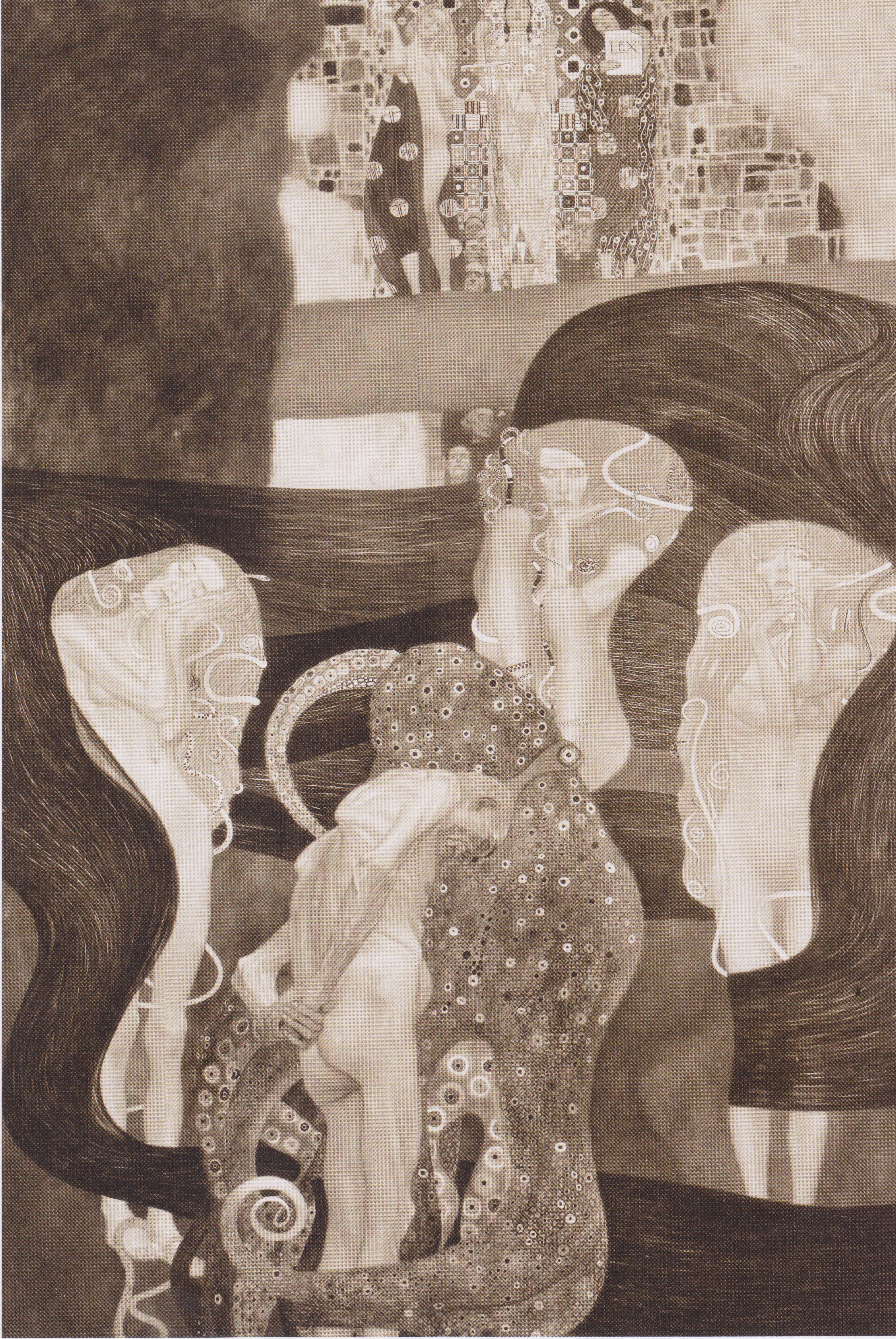
Jurisprudenz
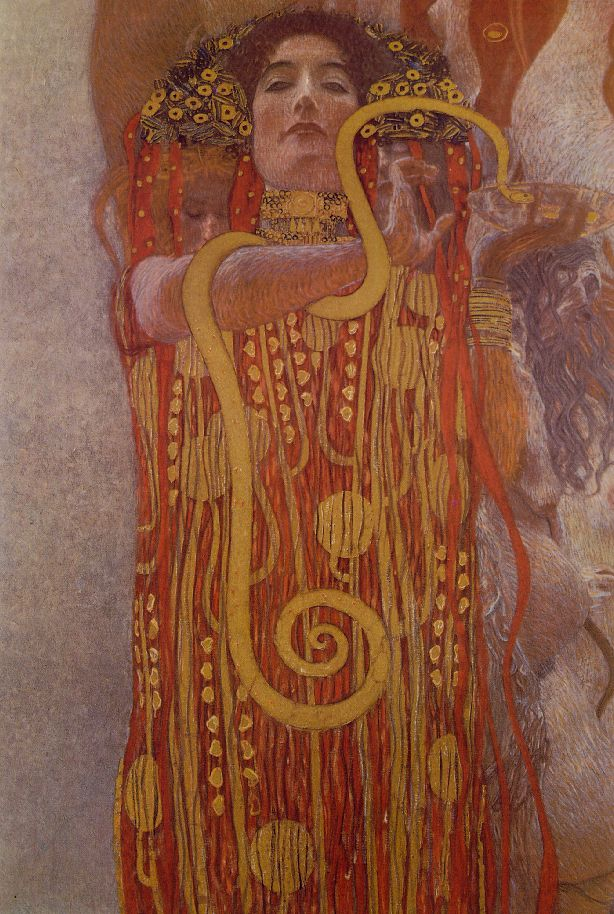
Hygieia, detail uit Medizin in kleur
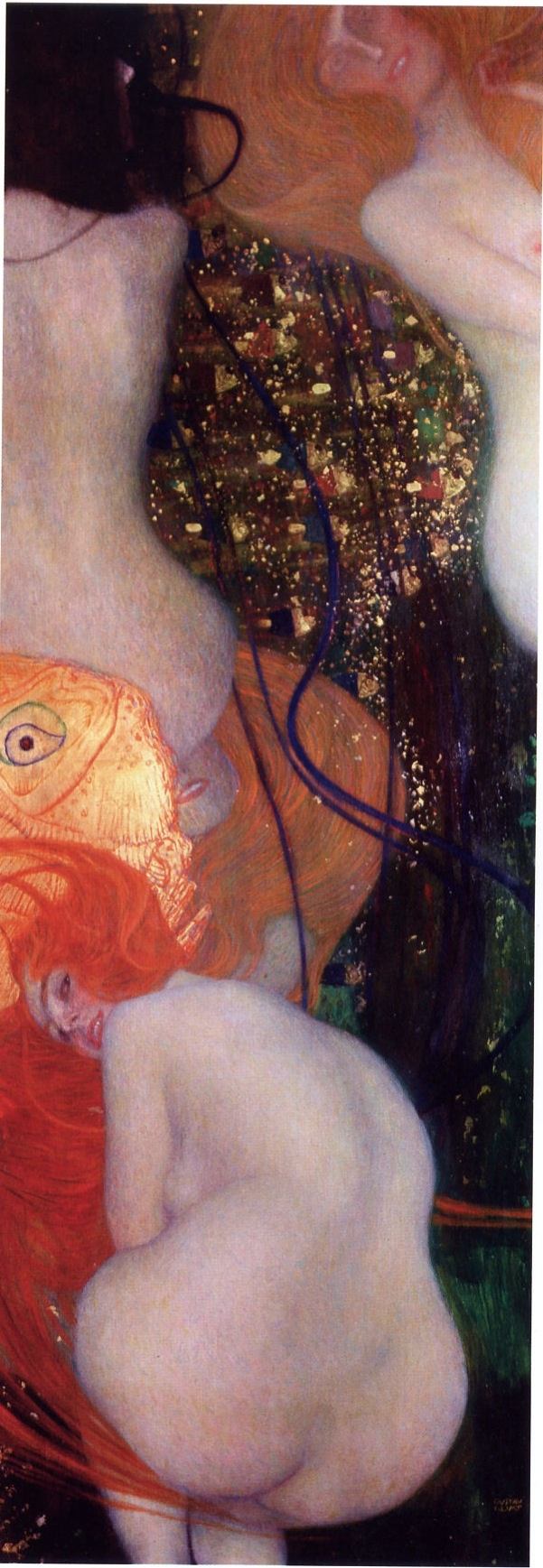
Goldfische, 1902

### Secession
In 1897 stond Klimt mede aan de wieg van de oprichting van de Wiener Secession. De Secession bestond uit een groep jonge kunstenaars die eerder deel uitmaakten van de klassiek-traditionele vereniging Künstlerhaus en die zich afzetten tegen hun oudere vakbroeders. Aansluiting werd gezocht bij andere Secession-bewegingen in Berlijn en München, maar bijvoorbeeld ook bij symbolistische groeperingen als Les XX in Brussel en in geval van Klimt met name het werk van Fernand Khnopff en Jan Toorop. Klimts schilderij Nixen uit 1899 laat bij uitstek de vroege invloed van deze symbolistische schilders zien en geldt als voorloper van zijn latere definitieve stijl.
Klimt werd de eerste voorzitter van de Wiener Secession. Andere leden van het eerste uur waren Koloman Moser, Josef Hoffmann, Joseph Maria Olbrich, Max Kurzweil, Wilhelm Bernatzik en Otto Wagner. Later zouden ook baanbrekende kunstenaars als Egon Schiele en Oskar Kokoschka bij de beweging - of restanten daarvan - aansluiten. De Secession beoogde gelegenheid te bieden voor jonge kunstenaars in diverse modernistische stijlen om hun werk te exposeren. Ook richtte ze zich op architectuur, grafische- en industriële vormgeving, alsmede andere kunstvormen. Een ideaalbeeld werd gevonden in het Gesamtkunstwerk: een artistiek harmonieuze samenvoeging van meerdere kunstvormen, met een maatschappelijke functie. Moderniteit werd gedefinieerd als een volkomen nieuwe artistieke vorm die niet meer paste in welke voorafgaande stijl dan ook.
Tussen 1898 en eind 1903 komt hun tijdschrift Ver Sacrum uit (Heilige Lente), met veel illustraties van Klimt, die ook in de redactie zitting had. Ver Sacrum zou, als spreekbuis van de Secessionbeweging, de bakermat worden voor de Jugendstil. Exposities werden gehouden in hun in 1898 door Olbrich ontworpen Secessionsgebouw, nabij de Karlsplatz. De eerste vond plaats in 1898, waar ook Toorop exposeerde. In 1900 was werk van Klimt en andere Secessionleden te zien op de Wereldtentoonstelling van Parijs.

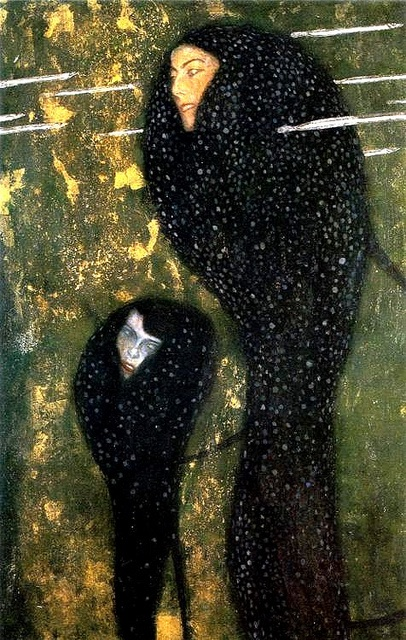
Nixen (Silberfische), 1899, Albertina, Wenen
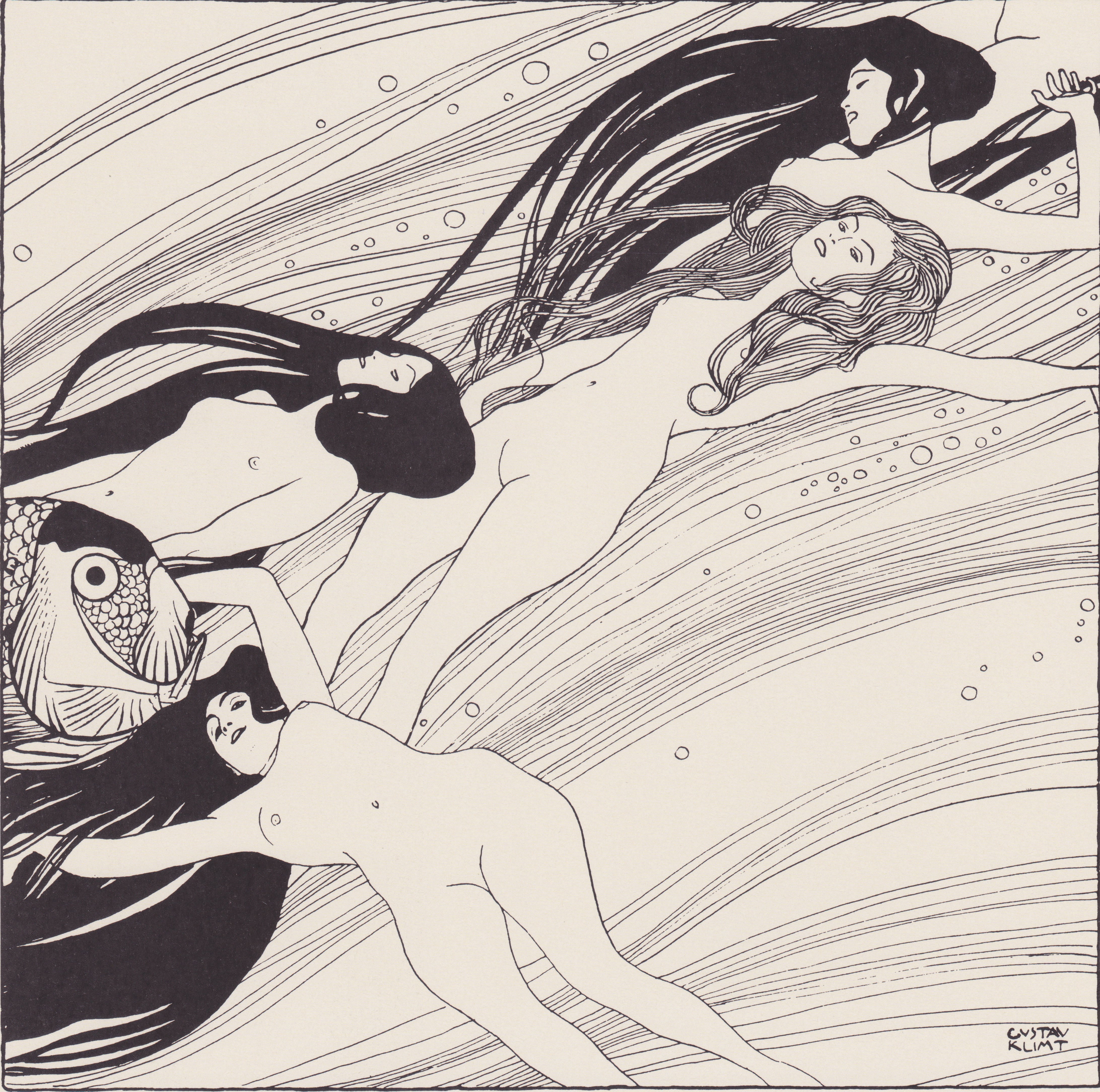
Fischblut, Ver Sacrum, 1898
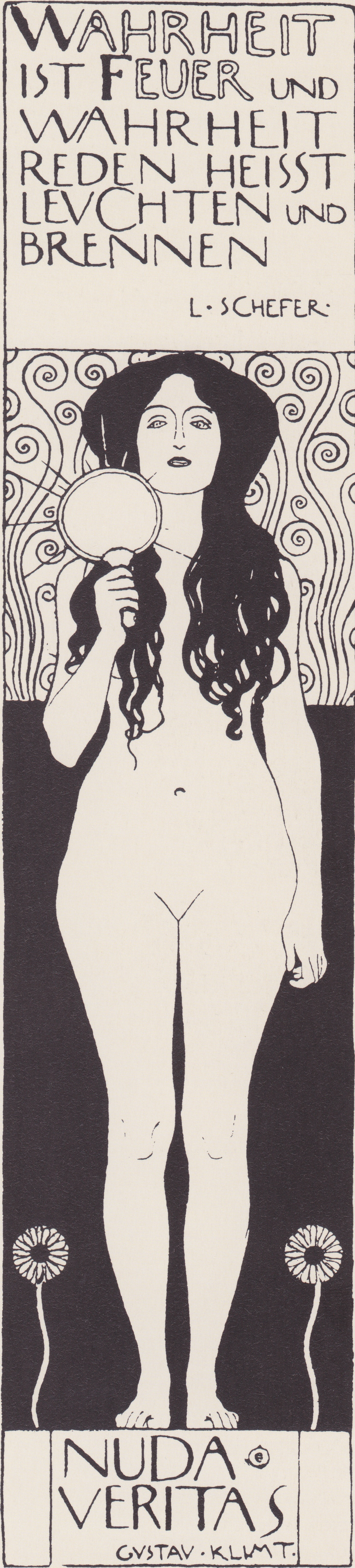
Nuda Veritas, Ver Sacrum, 1898
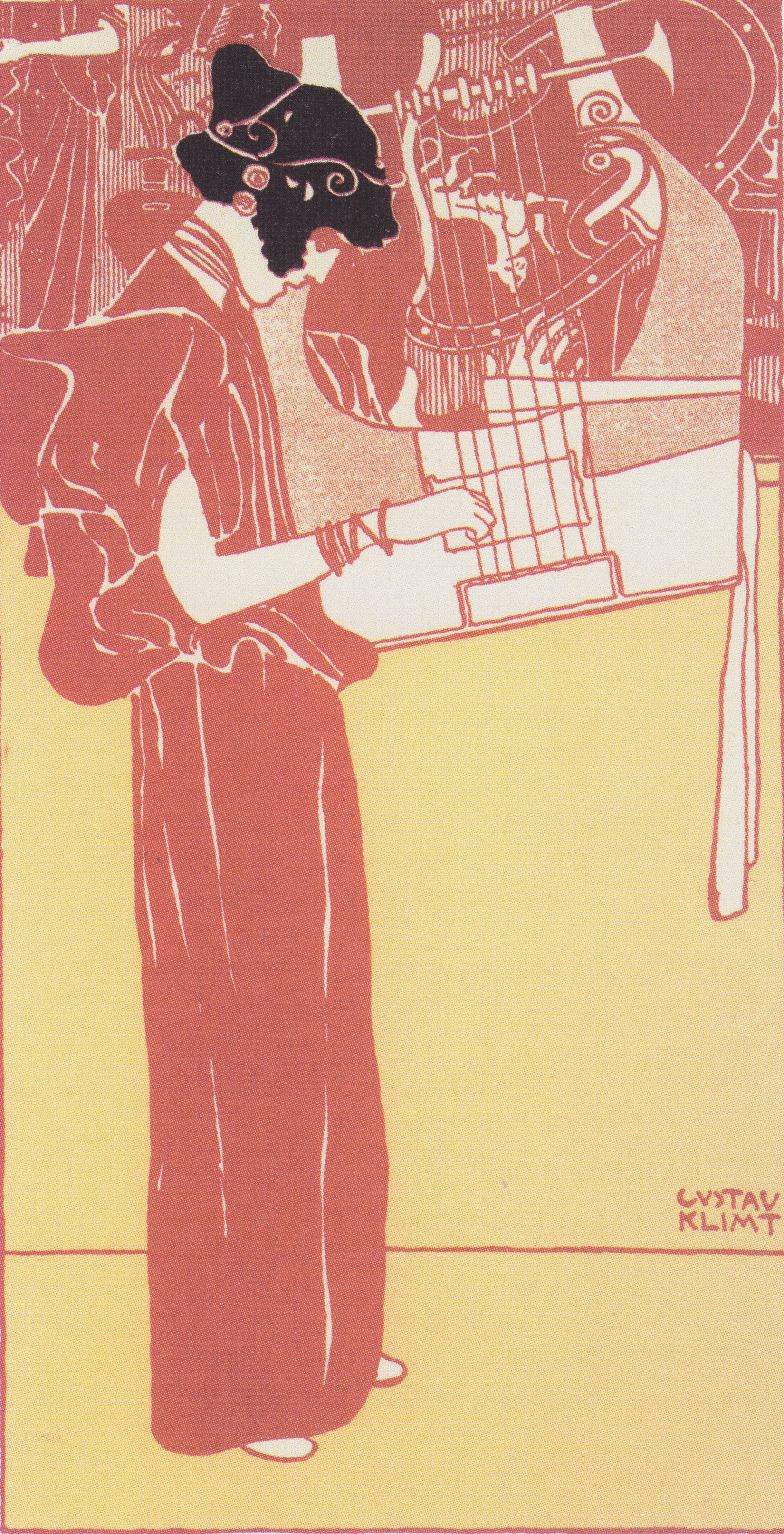
Musik, Ver Sacrum, 1901
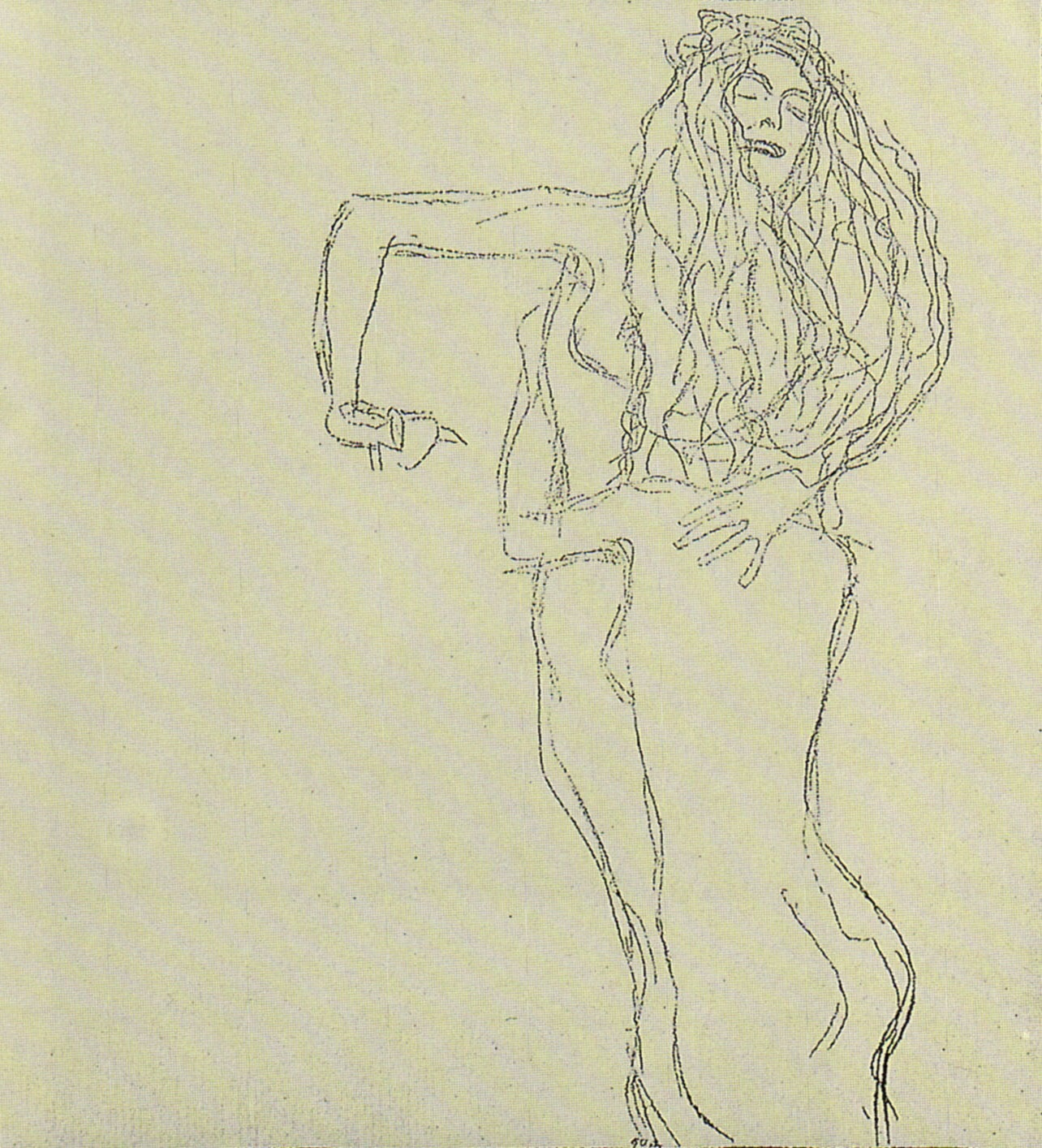
Wasserschlangen skizze, Ver Sacrum, 1903

### Beethovenfries
In de ogen van Klimt en de Secessionkunstenaars heeft alleen kunst de macht om de mens te verheffen. Vanuit die overtuiging werd voor hun veertiende tentoonstelling in 1902 gewerkt aan een Gesamtkunstwerk in hun eigen Secessiongebouw. Het moest een eerbetoon worden aan Beethoven, met de Beethoven-sculptuur van Max Klinger als middelpunt. Josef Hofman ontwierp de binnenhuisarchitectuur en Klimt schilderde eromheen zijn zogenoemde Beethovenfries. De uitvoering van muziek van Beethoven moest zorgen voor een synthetische ervaring.
De Beethovenfries bestaat uit drie gedeelten: de eerste schildering op de lengtewand tegenover de ingang verbeeldt "het verlangen naar geluk", de tweede, op de smalle wand, "de vijandige krachten" en "knagend verdriet", en de derde op de tweede lengtewand "de kus voor de gehele wereld". De opzet van de werken houdt rekening met de zaal en de versierde stucvlakken. Typerend voor Klimt is het gebruik van diverse materialen, zoals caseïne-verf, stucwerk en verguldsel. Lijnen en ornamenten verzelfstandigen in de schildering op verregaande, soms bijna abstracte wijze.
In het werk vond Klimt een positief antwoord op het negativisme van de faculteitsschilderingen, waarmee hij op dat moment nog bezig was. De reactie van het publiek was echter nog steeds afwijzend. De boodschap kwam nauwelijks over en het waren vooral de uiterlijke "lelijkheden" en seksualiteit die de aandacht trokken.

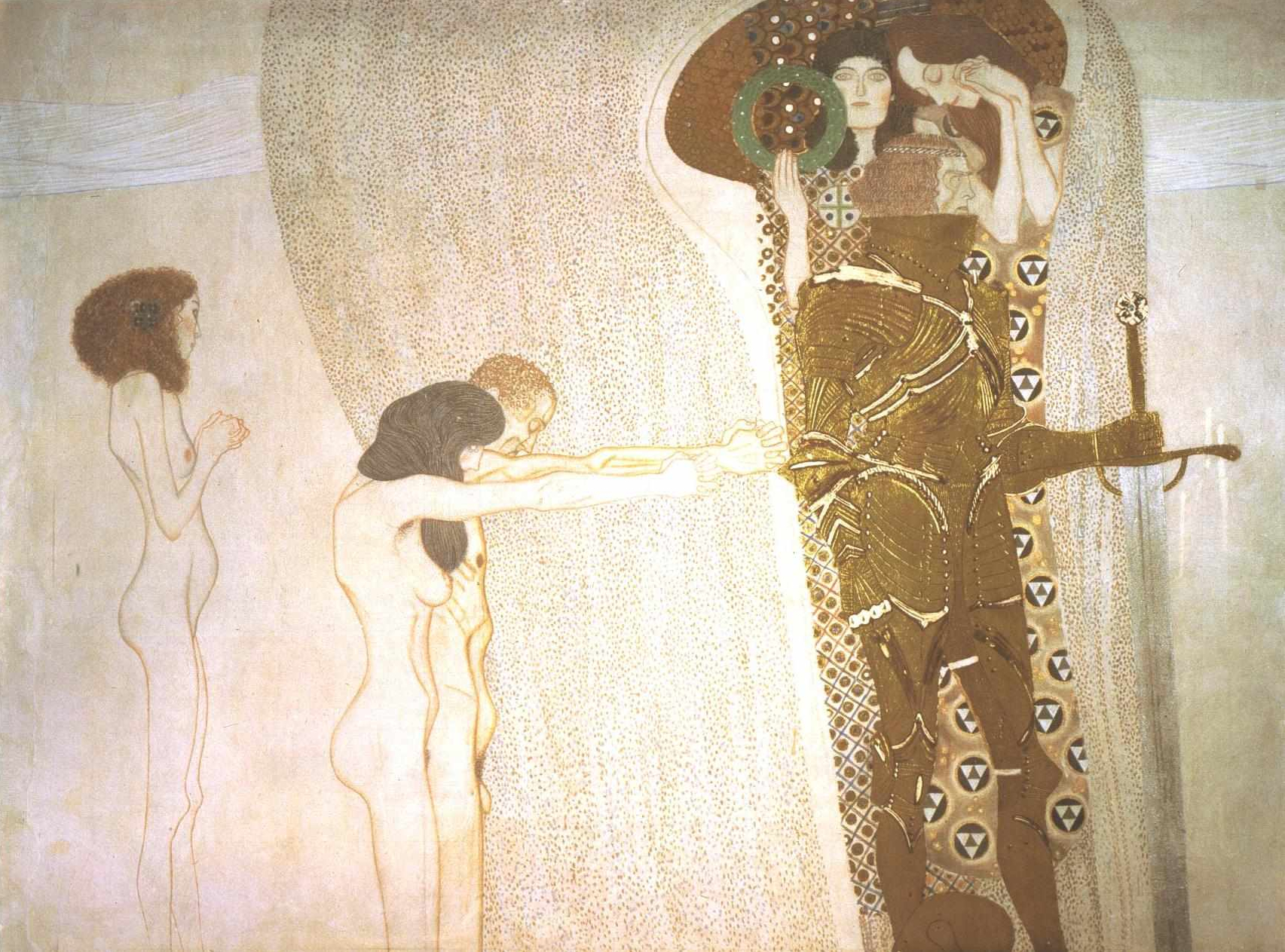
Sehnsucht nach Glück
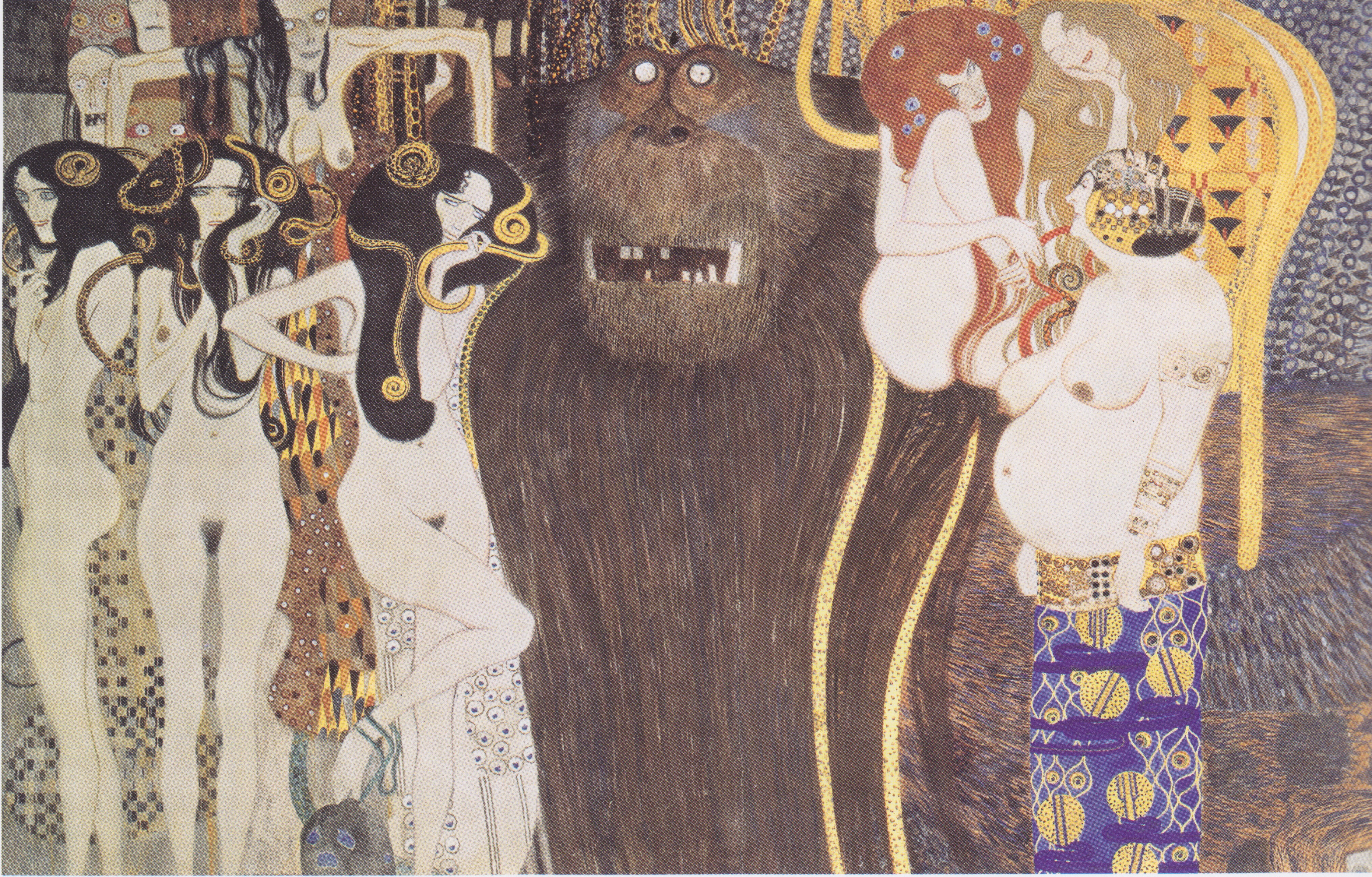
Die feindlichen Gewalten
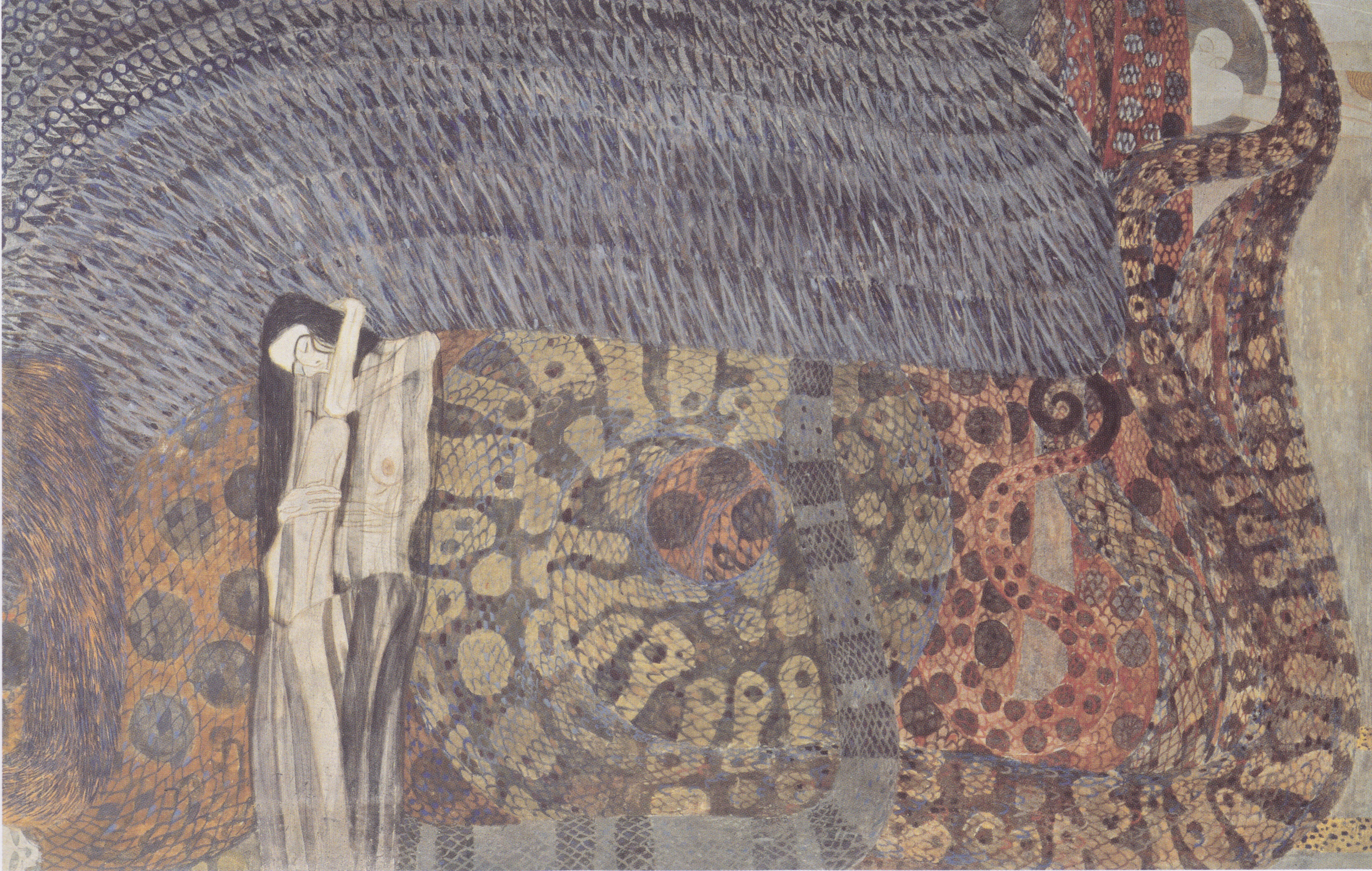
Nagender Kummer
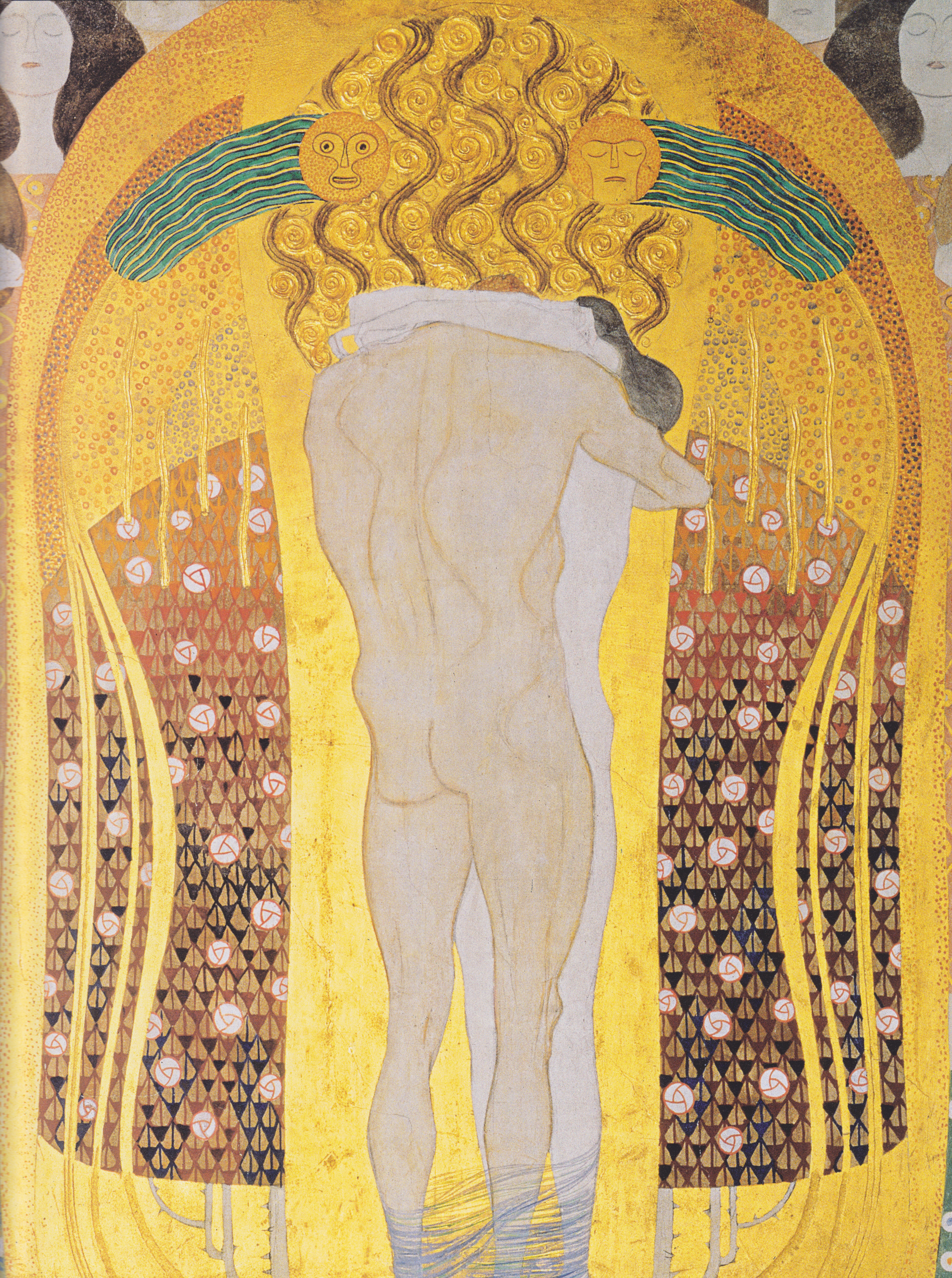
Diesen Kuss der ganzen Welt

### Klimt-groep, Stoclet-fries
In 1905 kwam het binnen de Secession tot een breuk tussen de sterk op het decoratieve gerichte Stilisten en de Nurmaler (louter schilders). Klimt verliet de vereniging en vormde samen met Hoffmann, Moll, Wagner en Moser de zogenaamde Klimt-groep. Kort na deze afscheiding kregen Klimt en Hoffmann van de Belgische industrieel Adolphe Stoclet opdracht tot het bouwen en ontwerpen van een paleisachtige woonhuis te Brussel, waarvoor Klimt de wanddecoraties moest maken. Uitgangspunt was dat er opnieuw interactie moest zijn tussen de kunsten: architectuur, beeldhouwkunst en schilderkunst. Klimt werkte in een negental panelen opnieuw een levenscyclus uit, maar deze keer duidelijk vrolijker dan in de Beethovenfries. Zijn Stockletfries is bij uitstek ornamenteel, met uitvoerig gebruik van mozaïektechnieken en bladgoud, dat exemplarisch zou worden voor zijn werk in deze periode. De opzet sluit aan bij het kubusachtige woningontwerp van Hoffmann. Thematisch verwerkt hij tal van verholen zowel als aperte symbolen, vaak de levensvreugde uitdrukkend. Centraal staat de levensboom, weergegeven in het midden van de twee langste panelen, omgeven door gestileerde vogels en vlinders, maar ook donkere zwarte symbolische figuren. De vervlochten opzet vormt een opmaat voor een aantal latere werken waarin de vereniging en verstrengeling van de geslachten eveneens centraal zou staan.

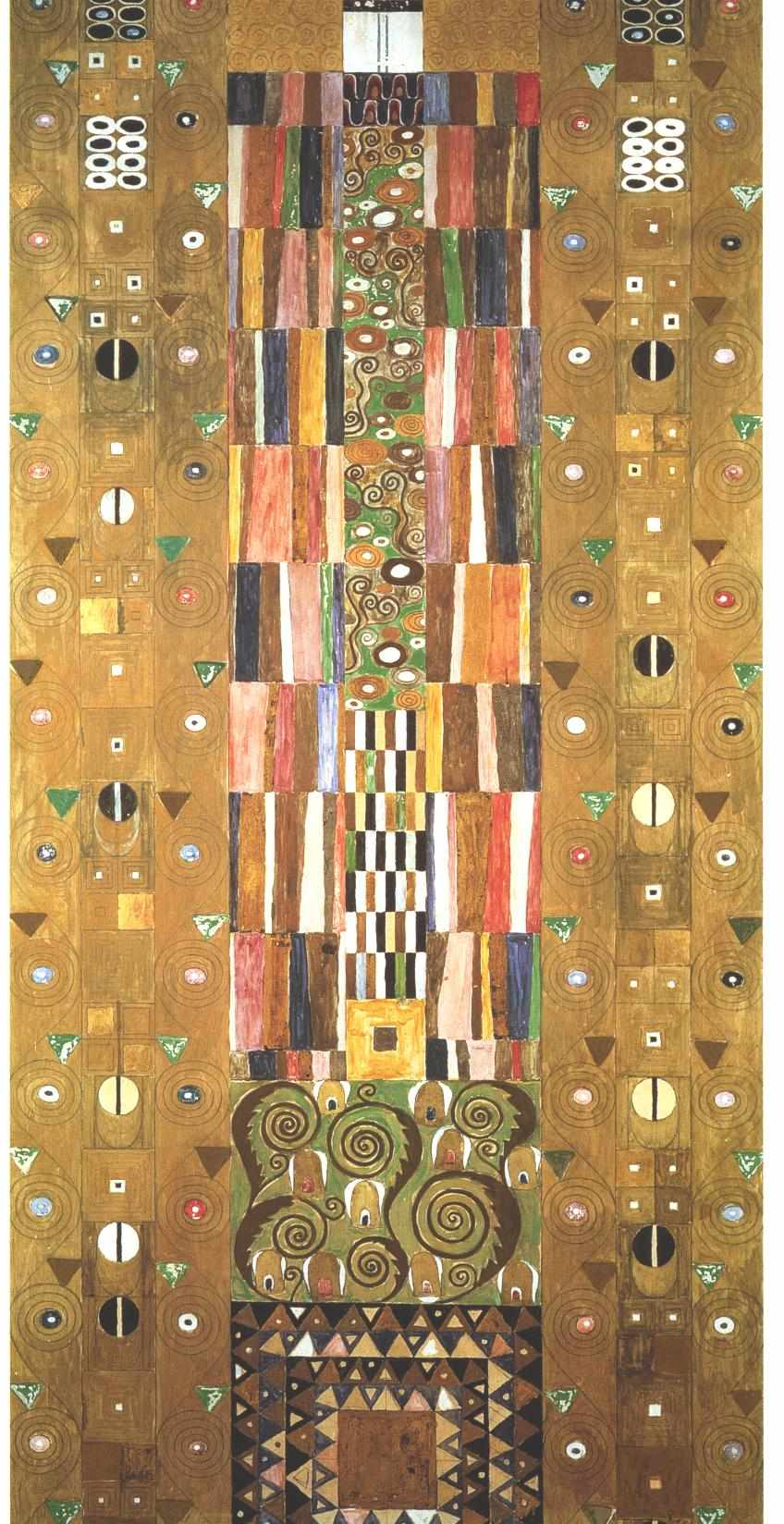
Goldener Ritter, korte zijde
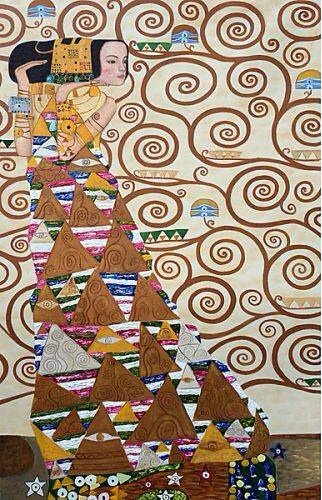
Erwartung
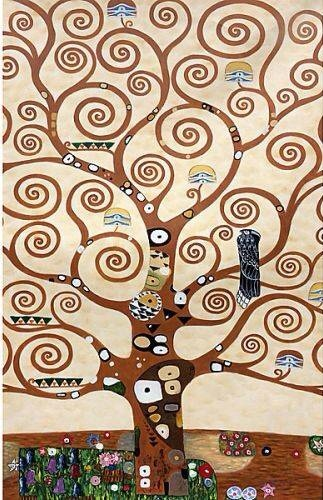
Lebensbaum
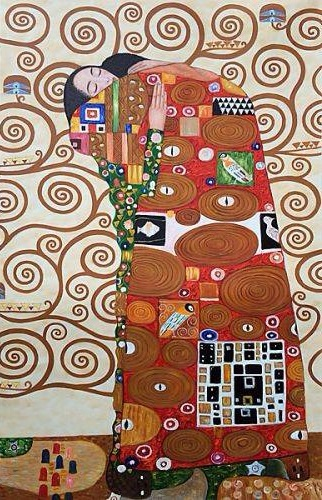
Umarmung

### Kunstschau, Gouden periode
Een hoogtepunt in de geschiedenis van de Klimt-groep was hun tentoonstelling van 1908: de Kunstschau genaamd. Ze vond plaats in een nieuw gebouwencomplex, waarvoor Hoffmann het architectonisch kader leverde. De expositie in 54 zalen was de grootste ooit in Wenen gehouden en bevestigde als geheel de oorspronkelijke Secession-doelstelling van het Gesamtkunstwerk, een communicatief totaalconcept dat in staat was het dagelijks leven te veranderen. De Klimt-expositie in zaal 22, een door Kolomon Moser ontworpen ruimte, trok verreweg de meeste aandacht en werd in de recensies zelfs de "kathedraal van de moderne kunst" genoemd. Hij exposeerde er zestien doeken, waaronder Die drei Lebensalter der Frau, Danaë, de portretten Adele Bloch-Bauer I en Fritza Riedler, enkele landschappen, twee versies van Wasserschlangen en De Kus. Het zijn hoogtepunten uit wat later zijn Gouden periode zou worden genoemd: werken uitgevoerd in een grafische perfectie met een overdaad aan ornamentiek, in het bijzonder veel bladgoud, dat doet denken aan Byzantijnse iconen. Met name in zijn vrouwportretten versterkt dit "imperiale" goud de koninklijke waardigheid van de modellen en geeft het een bijna sacrale glans aan bepaalde objecten. Erotiek is het centrale thema. De afgebeelde vrouwen geven een contrast te zien van koele, afstandelijke aristocratische vrouwen, waardoorheen een sterke erotische gloed schemert, versterkt door de overdadige decoratieve symbolen. In Danaë uit 1907 verbeeldt hij bijvoorbeeld de ultieme en geïsoleerde beleving van de vrouwelijke seksualiteit. Gekoppeld aan het aperte thema van de erotiek gaan Klimts werken echter vooral over het noodlot van de man, die per definitie volgend is aan de vrouw, vaak in een hoedanigheid als femme fatale. De wijze waarop die man-vrouwverhouding precies moet worden gezien blijft mysterieus. Samenvattend noemde hij zijn werken wel "levensraadsels".
Medio 1909 werd een tweede Kunstschau georganiseerd welke de laatste expositie van de Klimt-groep zou zijn. Ook Egon Schiele en Oskar Kokoschka deden mee. Klimt exposeerde onder andere twee versies van Die Hoffnung en Judith II.

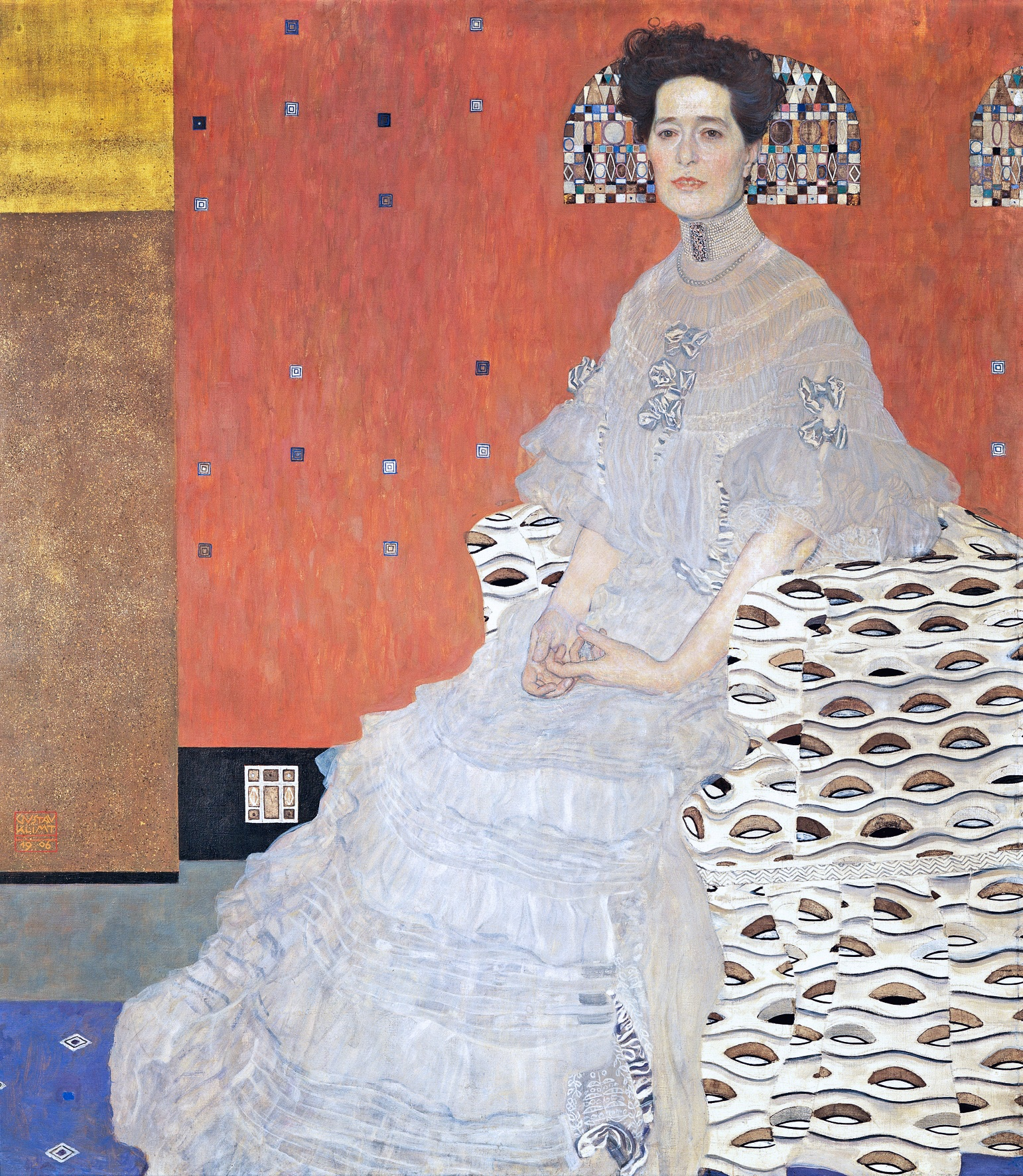
Portret van Fritza Riedler, 1906, Belvedere, Wenen
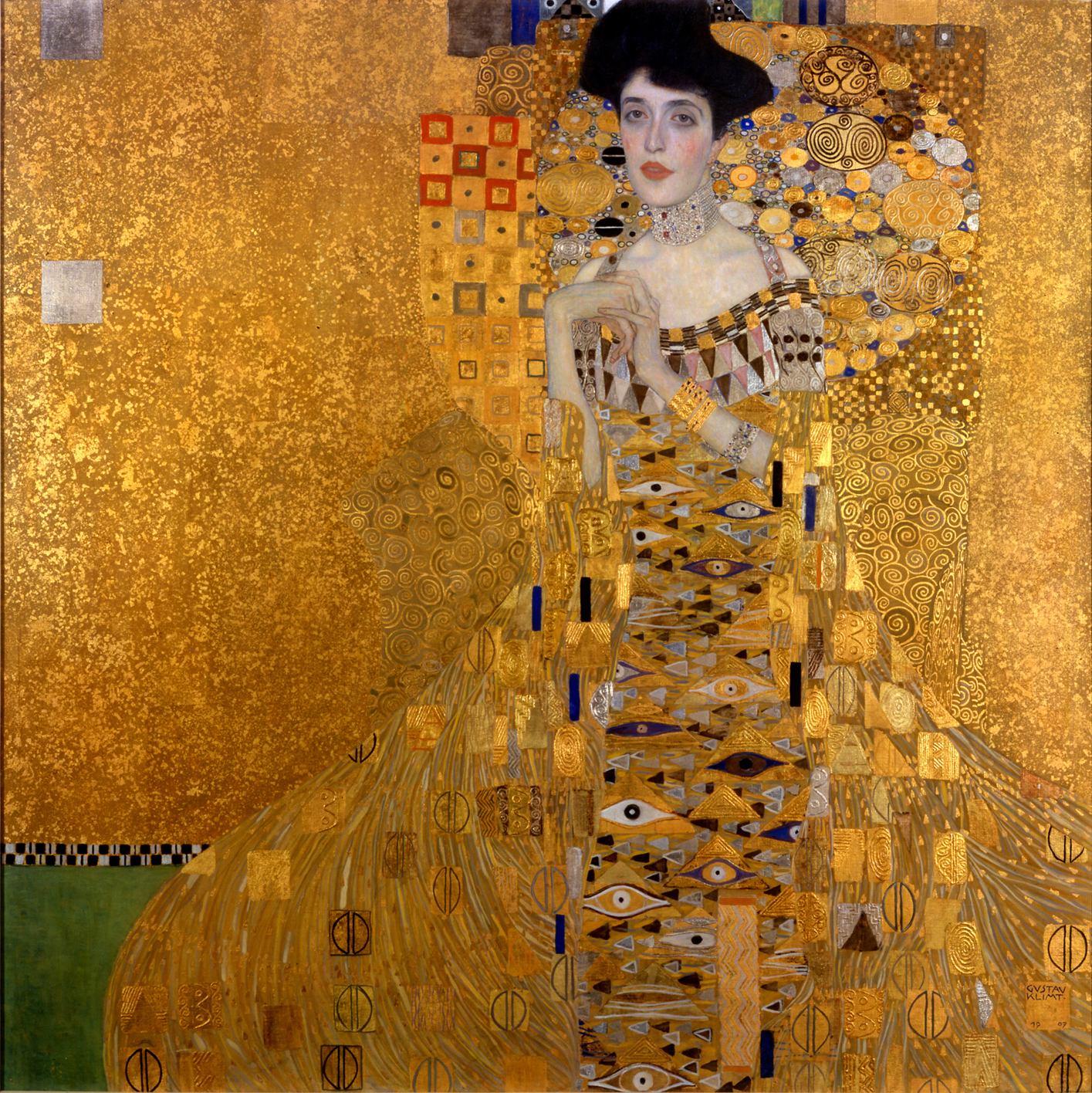
Portret van Adèle Bloch-Bauer I, 1907, Neue Galerie, New York
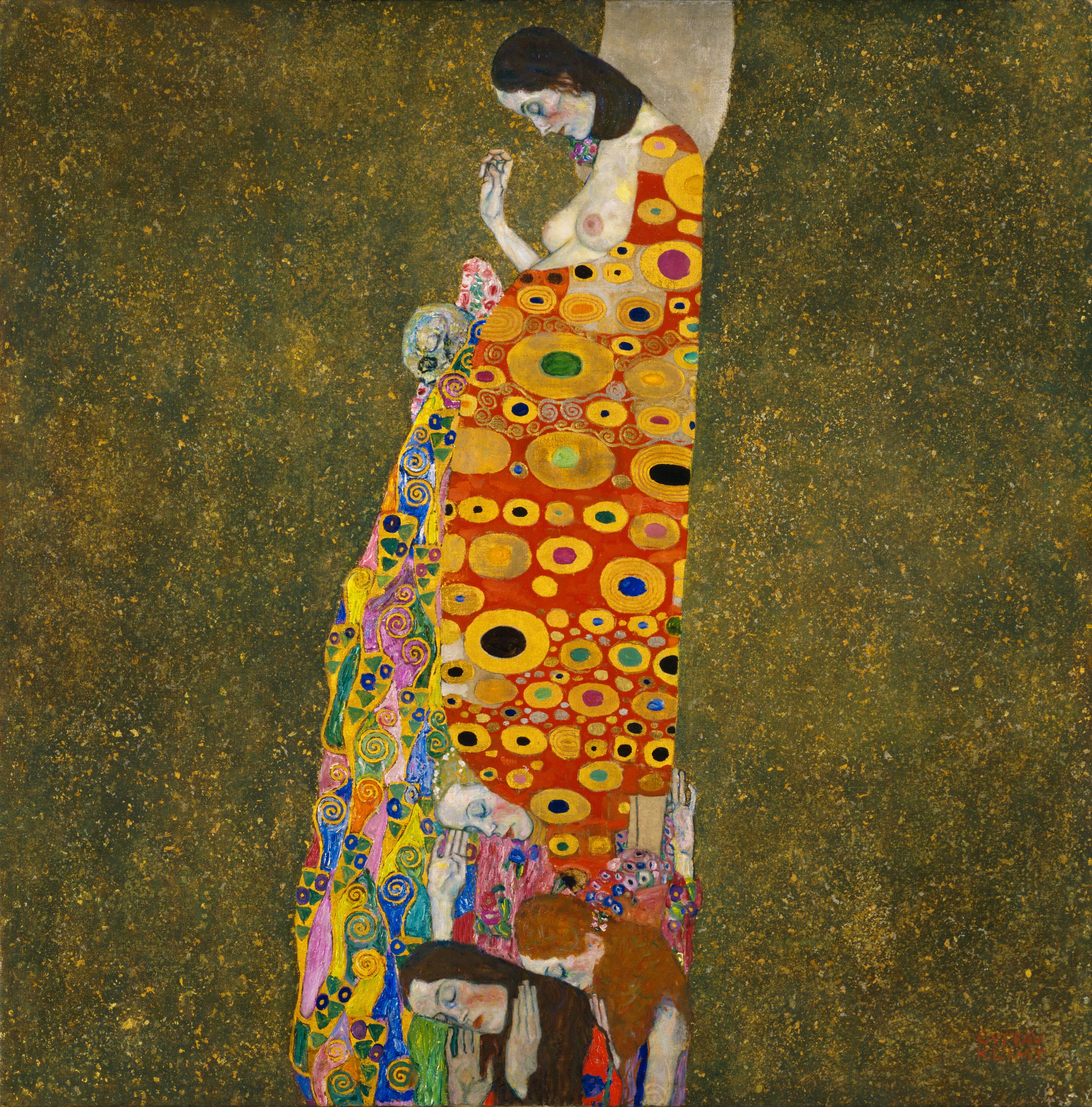
Die Hoffnung II, 1907-1908, Museum of Modern Art, New York
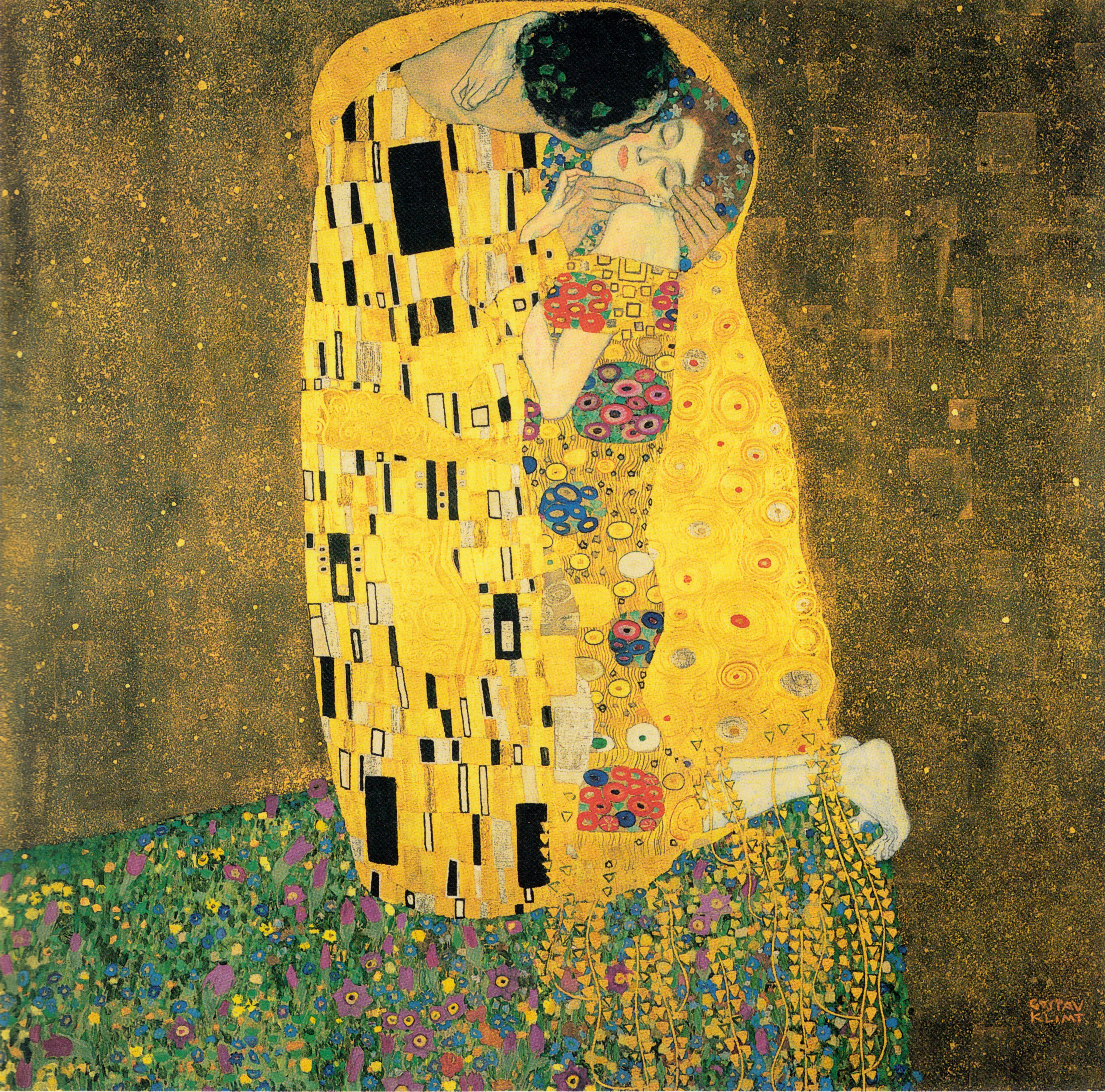
De Kus, 1907-1908, Belvedere, Wenen
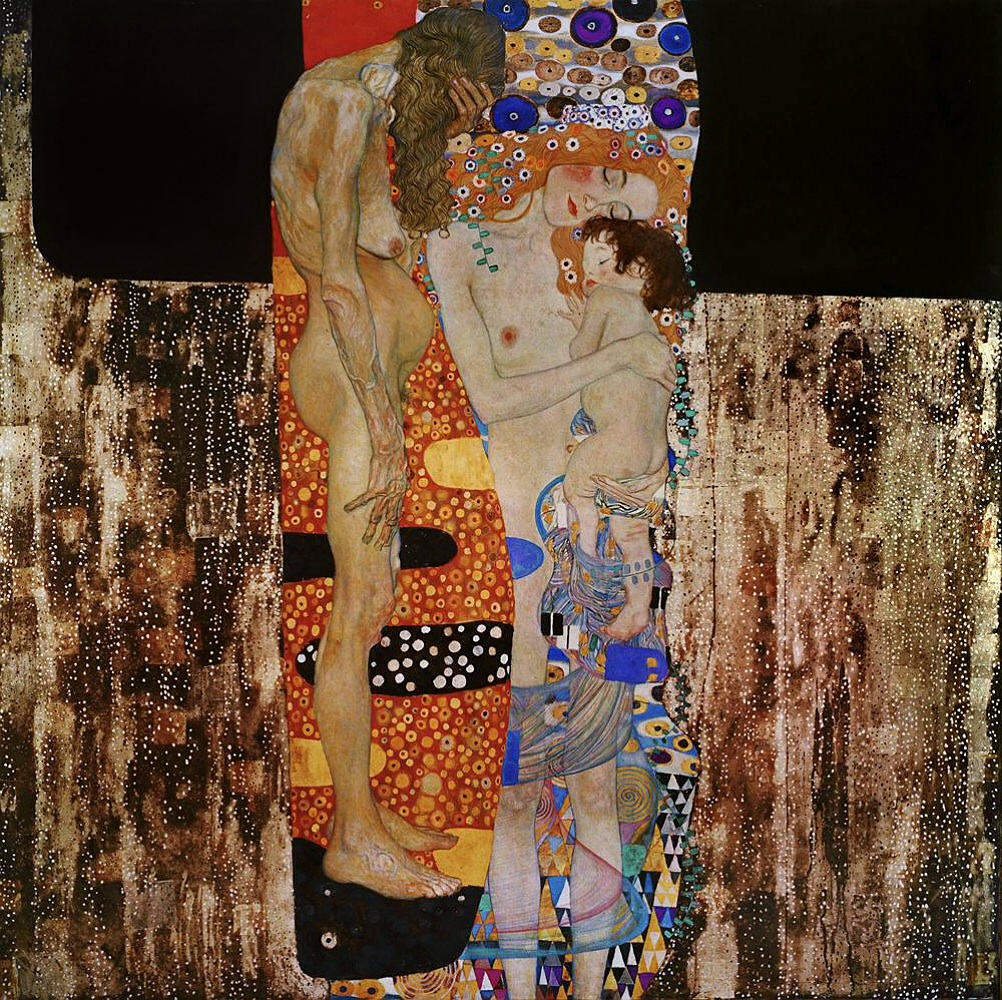
De drie levensfasen van de vrouw, 1905, Galleria nazionale d'arte moderna e contemporanea, Rome
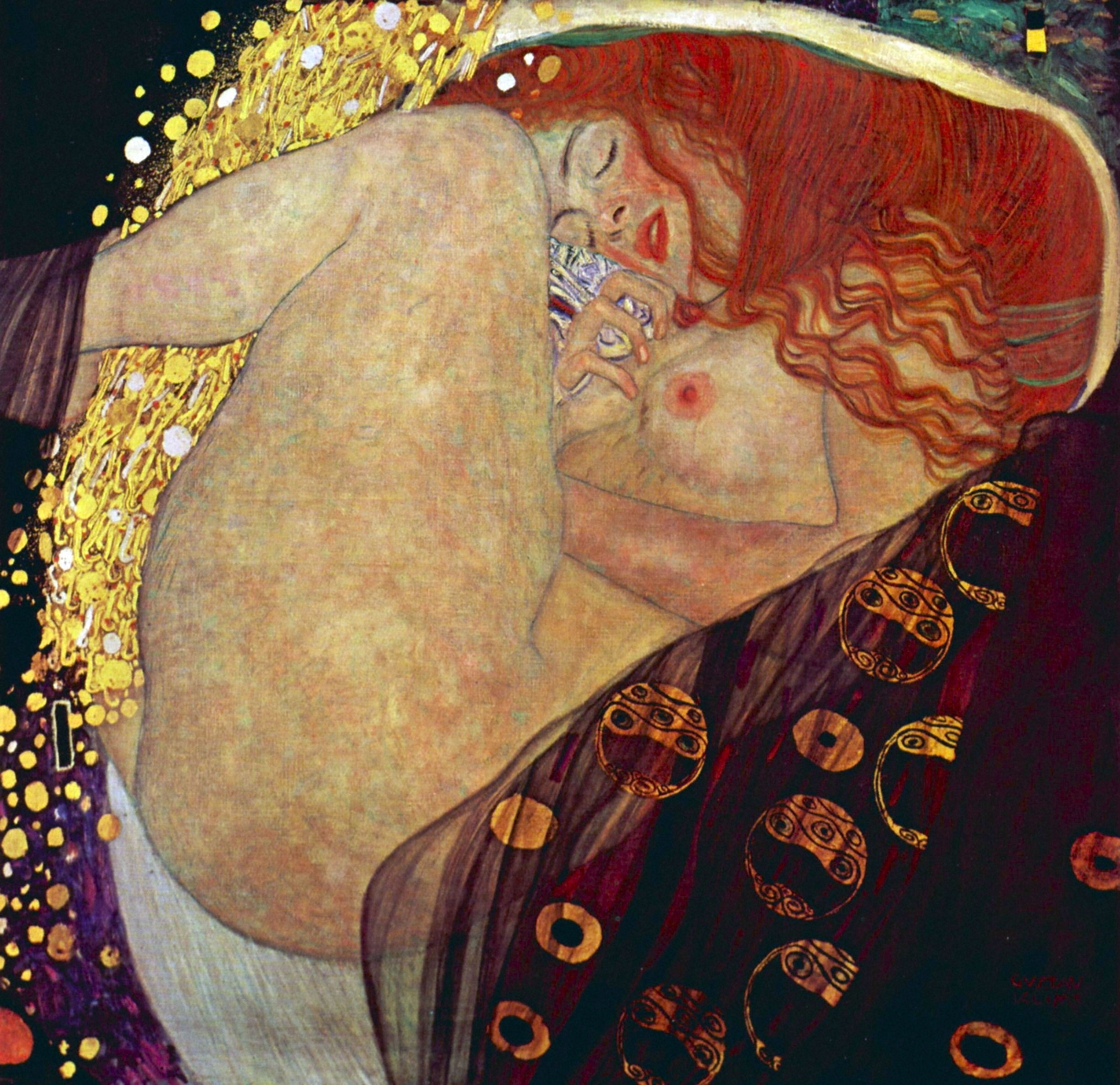
Danaë, 1907
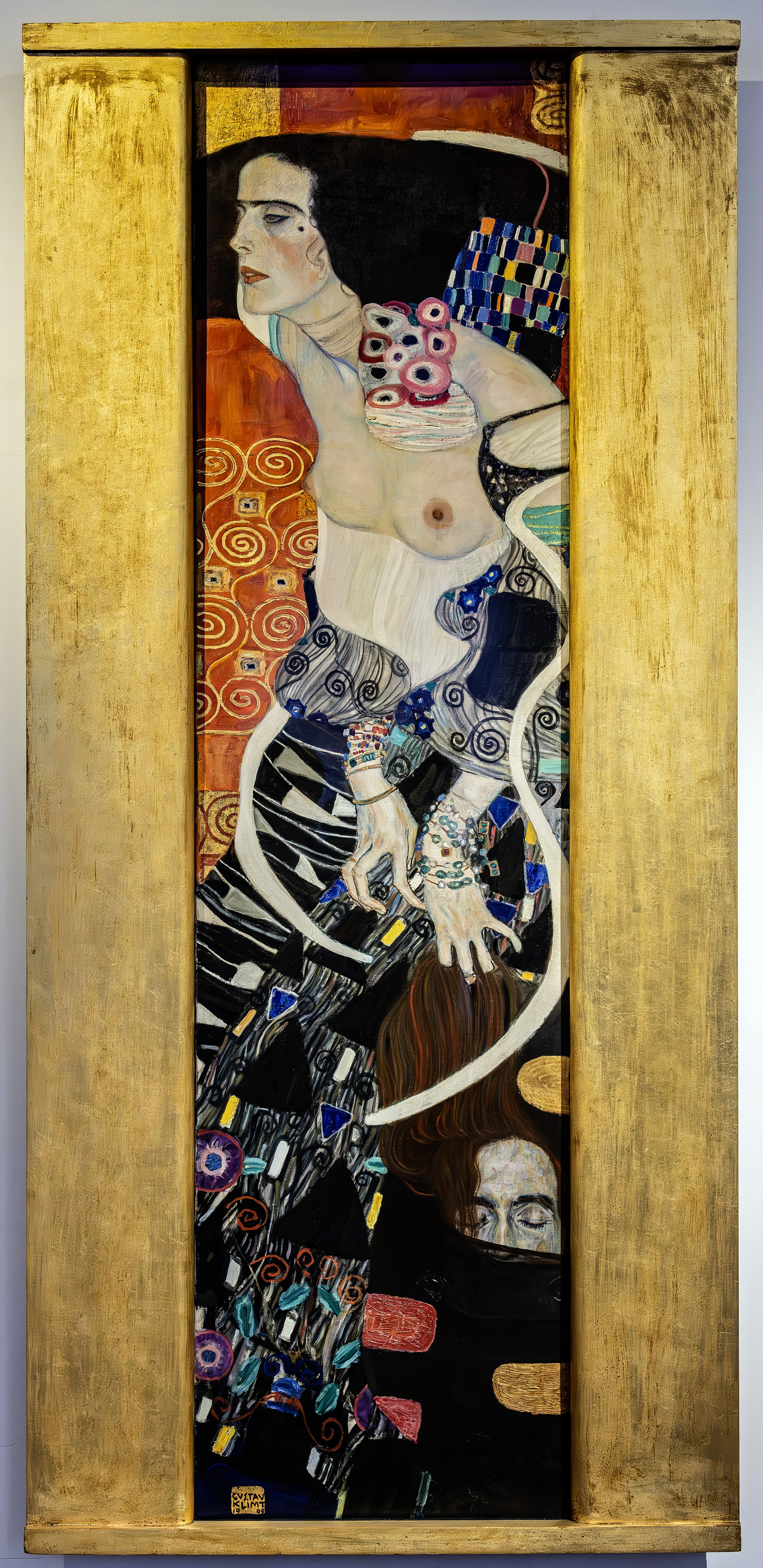
Judith II, 1909, Ca' Pesaro, Venetiē

### Landschappen
Klimt is bovenal gekend om zijn decoratieve werken met vrouwfiguren, maar schilderde ook veel landschappen: bijna een kwart van zijn schilderijen zijn aan dit thema gewijd. Opvallend is dat het allegorische in zijn landschappen nauwelijks een rol speelt. Het zijn vooral stemmings- en bezinningswerken, met invloeden vanuit het impressionisme, vaak vierkant van formaat, statisch, zonder beweging, vooral gericht op rust en harmonie.
Klimts vroege landschappen, daterend van rond het jaar 1900, laten veel verspreide, opschietende bomen zien en ademen zwaarmoedigheid en eenzaamheid uit. Na deze tijd neemt de afstandelijkheid af en laat hij vooral de bloeiende schoonheid van tuinen, bloemen en vruchten zien, zich verdichtend tot een bont tweedimensionaal kleurengordijn. Het zijn vlakke decoratieve patronen die de toeschouwer als het ware buitensluiten. Ze geven nauwelijks menselijke activiteit te zien, ook de hemel en wolken worden amper geschilderd, maar de aandacht wordt vooral getrokken door een statische weergave van langzaam groeiende natuurelementen, waarin het weer noch de lichtinval noemenswaardige verandering veroorzaakt.
Veel van Klimts landschappen werden gemaakt tijdens vakanties aan de Attersee, die hij daar doorbracht bij de familie Flöge. Ze zeggen iets over zijn vermeende kleinburgerlijkheid en vonden naar eigen zeggen een motivatie in het alledaagse en zijn behoefte een regelmatige bezigheid te hebben tijdens deze verblijven. Daarenboven zijn ze een spiegel van zijn eigen innerlijk, een beschouwing die niets te maken heeft met vooropgezette ideeën, zoals de Secession en later de Klimt-groep die predikte. Daarmee was het ook een contrastvorm in zijn eigen denken.

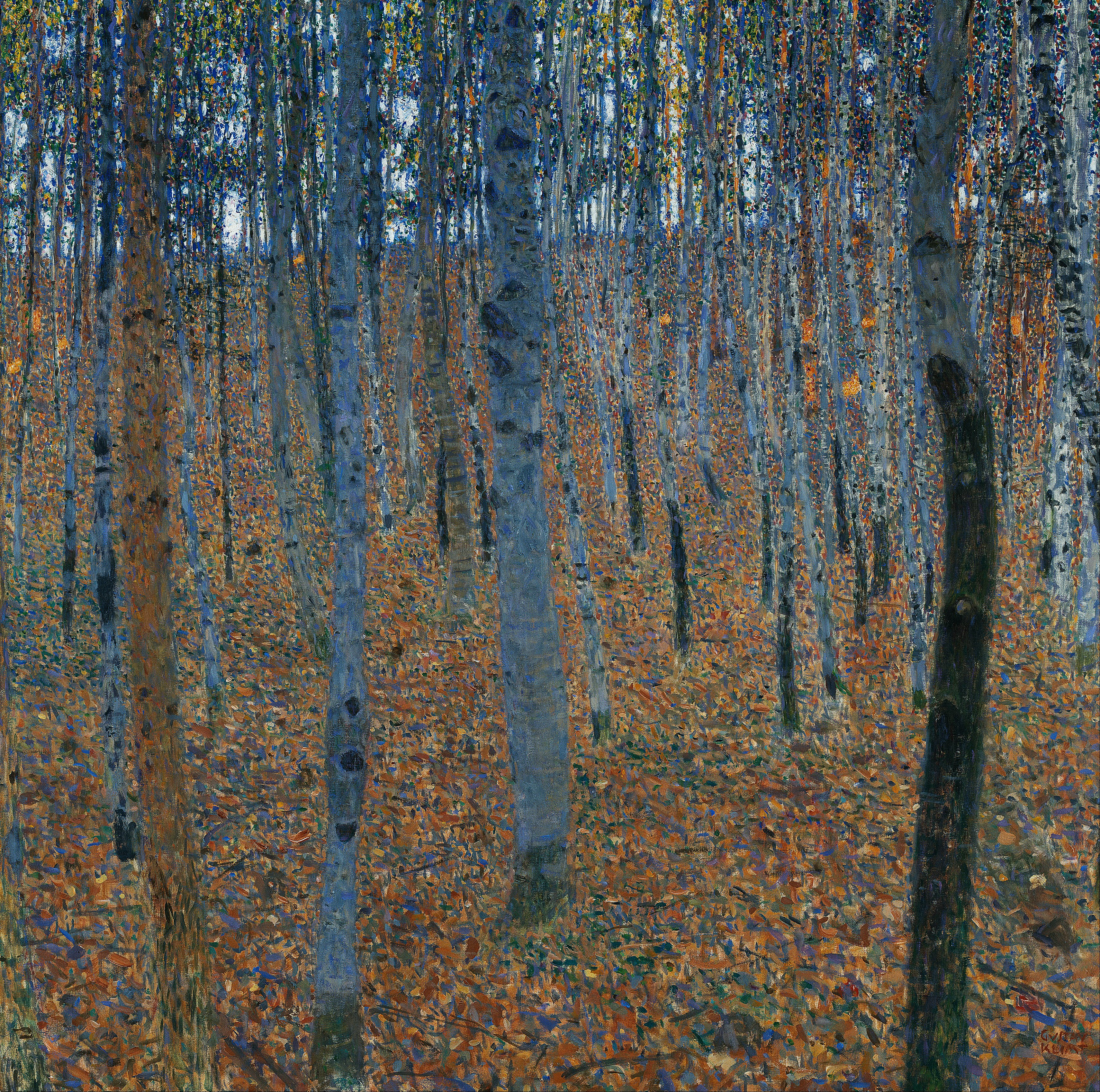
Nadelwald I, 1902, Galerie Neue Meister, Dresden
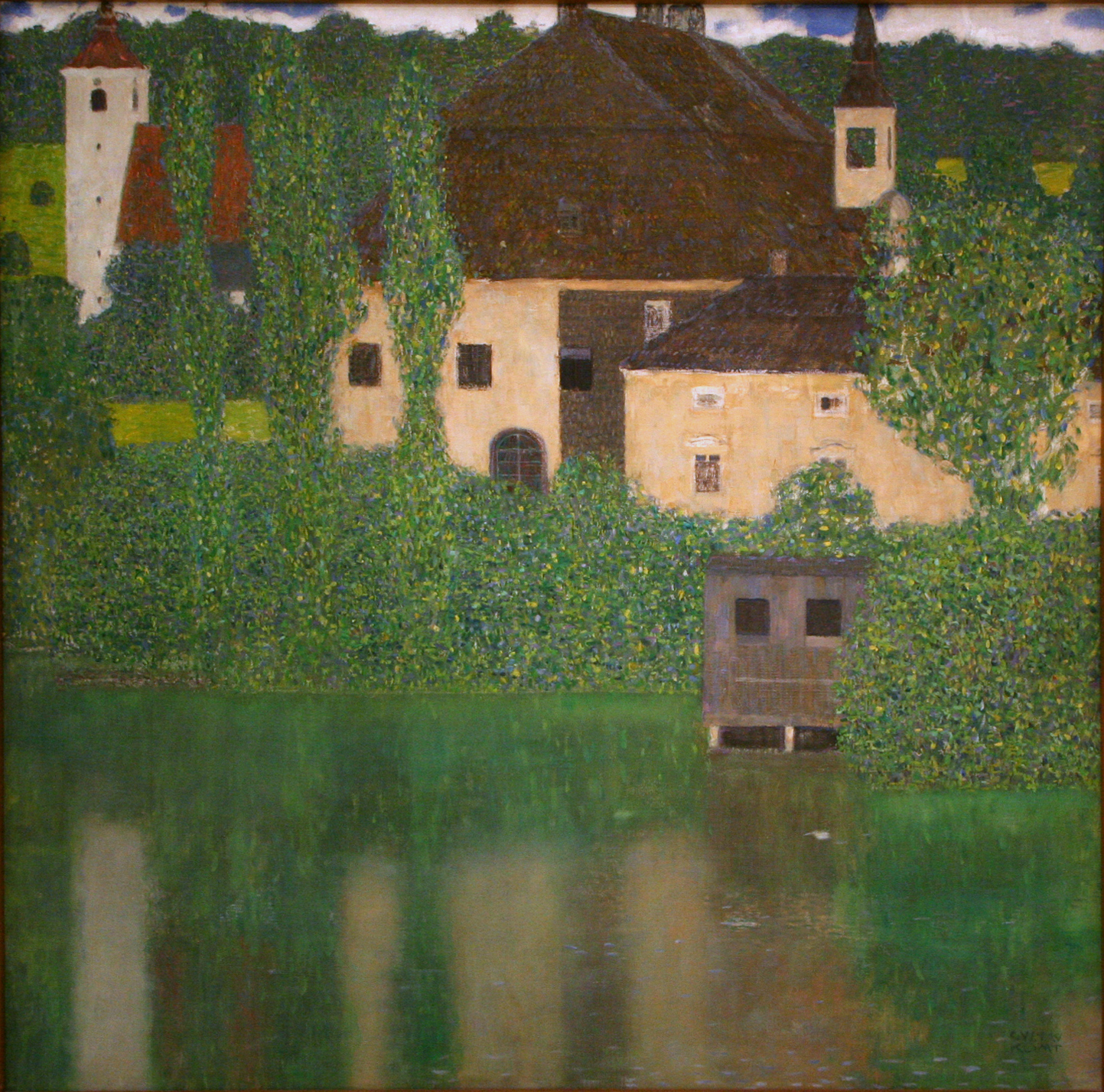
Schloss, Unterach am Attersee, 1908-1909, National Galerie, Praag
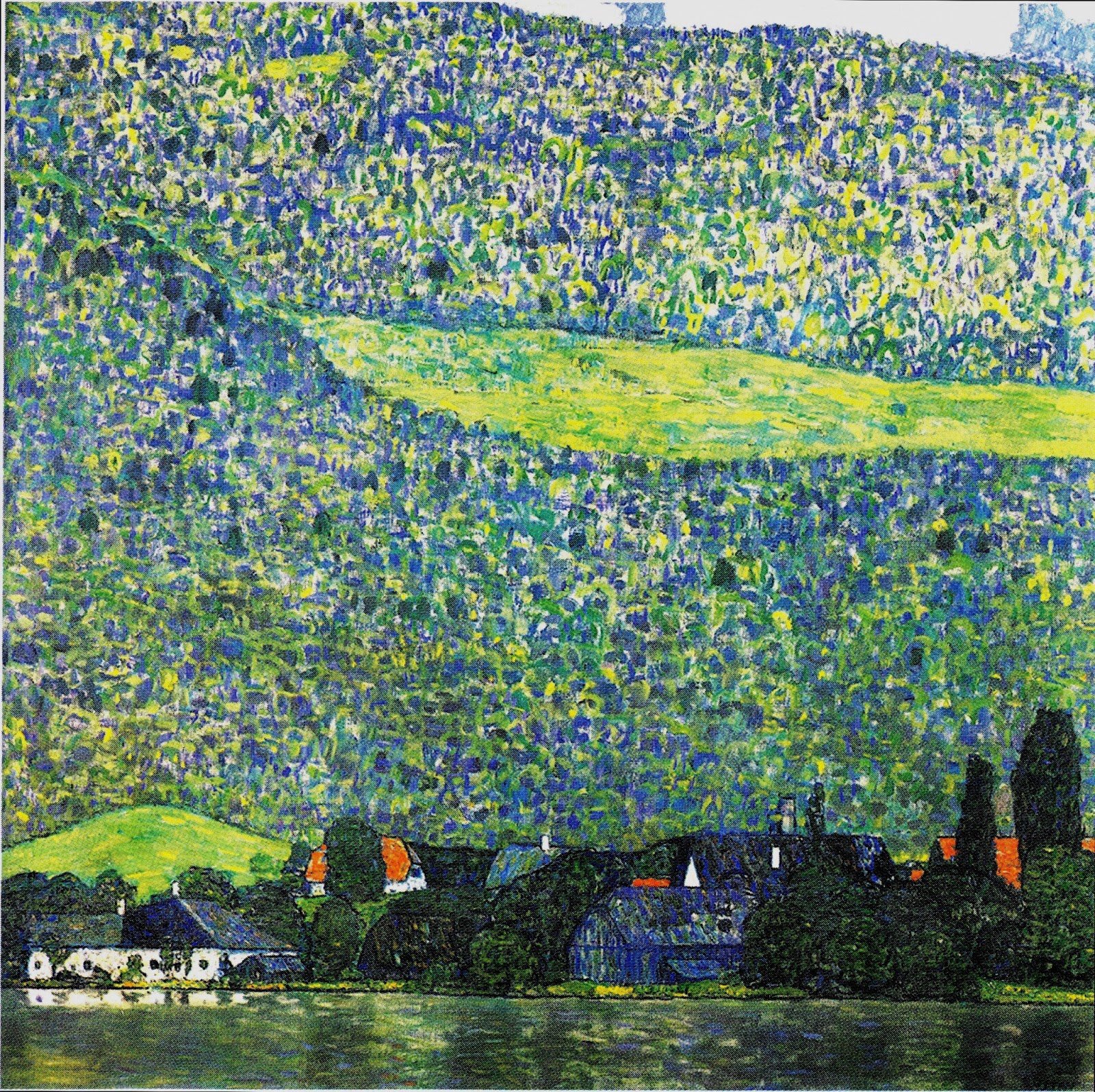
Litzlberg, Unterach am Attensee, 1915
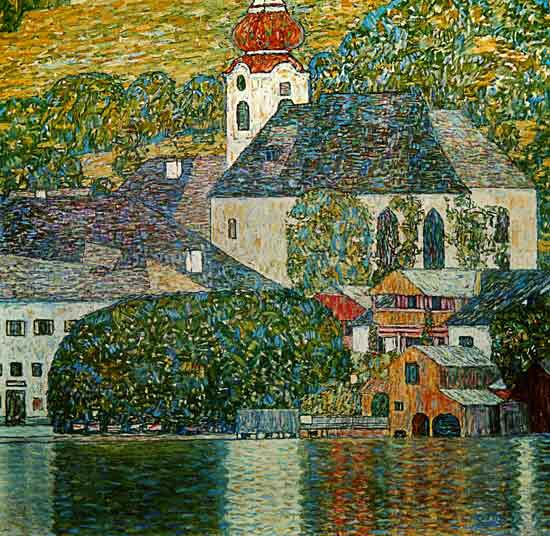
Kirche in Unterach am Attersee, 1916

### Tekeningen
Reeds tijdens zijn leven en nog steeds zijn er kunstcritici die Klimts tekeningen rekenen tot het beste uit zijn oeuvre. Tijdens zijn leven waren ze bij het grote publiek echter weinig bekend, vooral toch ook vanwege het aperte erotische gehalte. Slechts een klein aantal werd gepubliceerd, onder andere via het tijdschrift Ver Sacrum. Pas in 1984 kwam Astrid Strobl tot een omvattend overzicht van 3000 bewaard gebleven tekeningen.
Klimt viel al tijdens zijn opleiding op door zijn bijzondere tekentalent. Diverse potloodstudies uit deze periode, vooral van mannelijke naakten, zijn bewaard gebleven. Bovendien maakte hij zijn hele carrière talloze voorstudies voor zijn schilderwerken, soms wel meer dan dertig, welke veelal als kunstwerkjes op zichzelf beschouwd kunnen worden. Vaak tekende hij zijn vrouwelijke modellen ook naakt, zoals ze doorgaans ook door zijn atelier liepen, regelmatig met meerdere tegelijk, ook waar ze uiteindelijk gekleed op het schildersdoek werden afgebeeld.
De faam van Klimt als groot tekenaar dankt hij heden ten dage vooral aan zijn erotische tekeningen, die de grens van het pornografische vaak overschreden. Waar de erotische inhoud van zijn schilderijen vaak nog verpakt ging onder een symbolische inhoud, is daar in zijn tekeningen geen enkele sprake van. Het zijn provocerende afbeeldingen van fatale, niet geïdealiseerde vrouwen, in gewaagde houdingen of met gespreide benen, zichzelf bevredigend of in een lesbische of heteroseksuele omstrengeling.
De duiding van Klimts erotische tekeningen gaat verder dan alleen zijn persoonlijke obsessie met erotiek en voyeurisme. Tegenover feministische afwijzing is gewezen op het emancipatorische aspect, namelijk de vrouw die zelfstandig kan beschikken over haar eigen seksualiteit, geïsoleerd, ontdaan van elke dimensie in tijd en ruimte. Erotiek wordt voorgesteld als het enige domein waarop absolute zelfstandigheid te verwezenlijken is. De man blijft op afstand, neemt geen deel: als kunstenaar behoudt hij afstand en zelfbeheersing. Van de andere kant is het niet het vrouwelijke in het algemeen dat Klimt interesseert, maar het concrete lichaam dat hij waarneemt en dat hem prikkelt, los van de verdere psychische of maatschappelijke werkelijkheid. Wel gaat het daarbij altijd om een wisselwerking waarin, in de woorden van kunsthistoricus Werner Hofmann, "de macht van de man beperkt wordt, en omgevormd in een dialoog van geven en nemen".

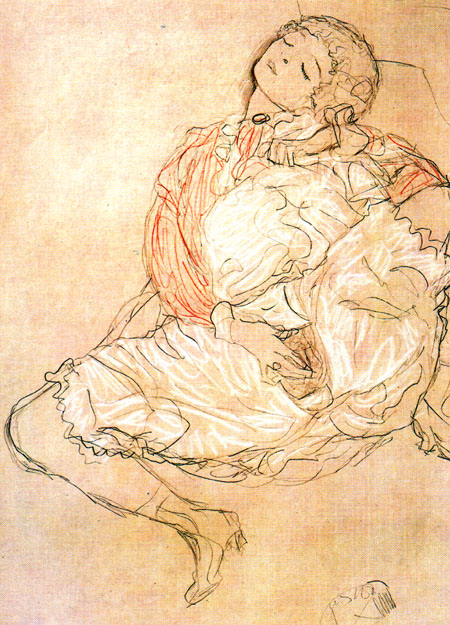
Frau bei der Selbstbefriedigung, 1913
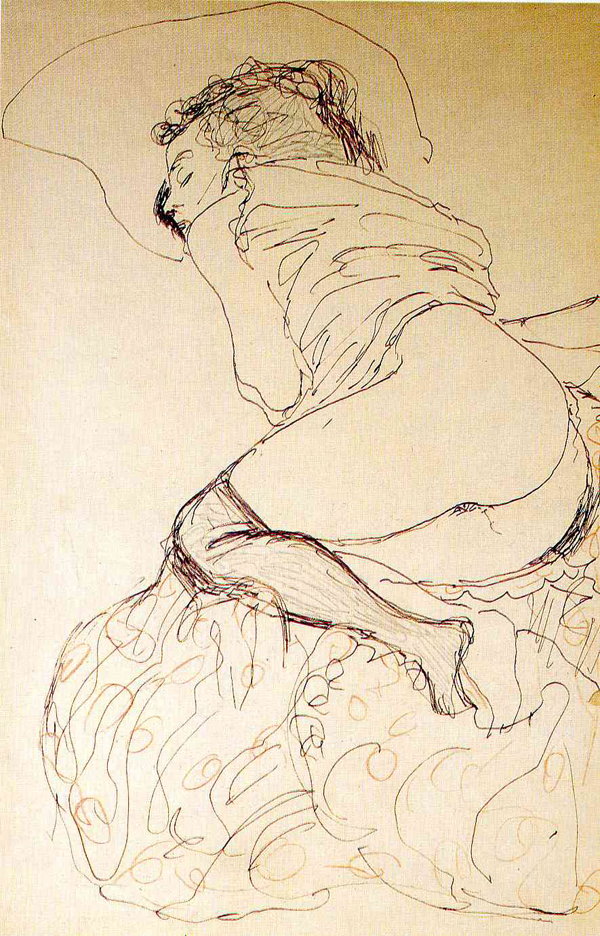
Weiblicher Akt, von links gedreht, 1912-1913
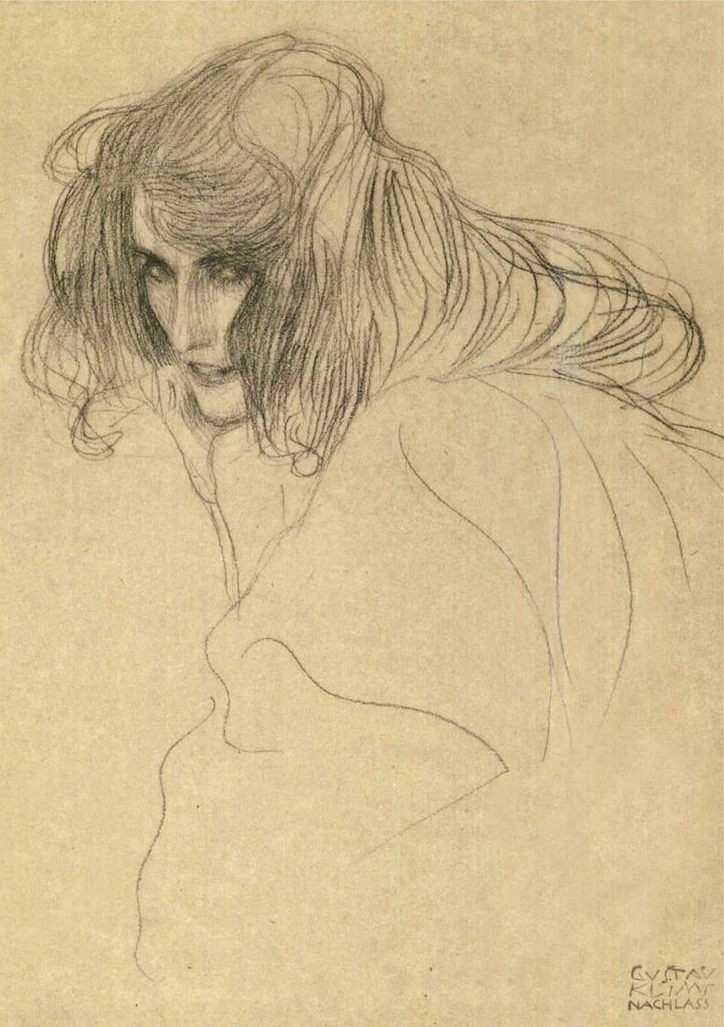
Figuurstudie voor Wulpsheid, Beethovenfries, 1901
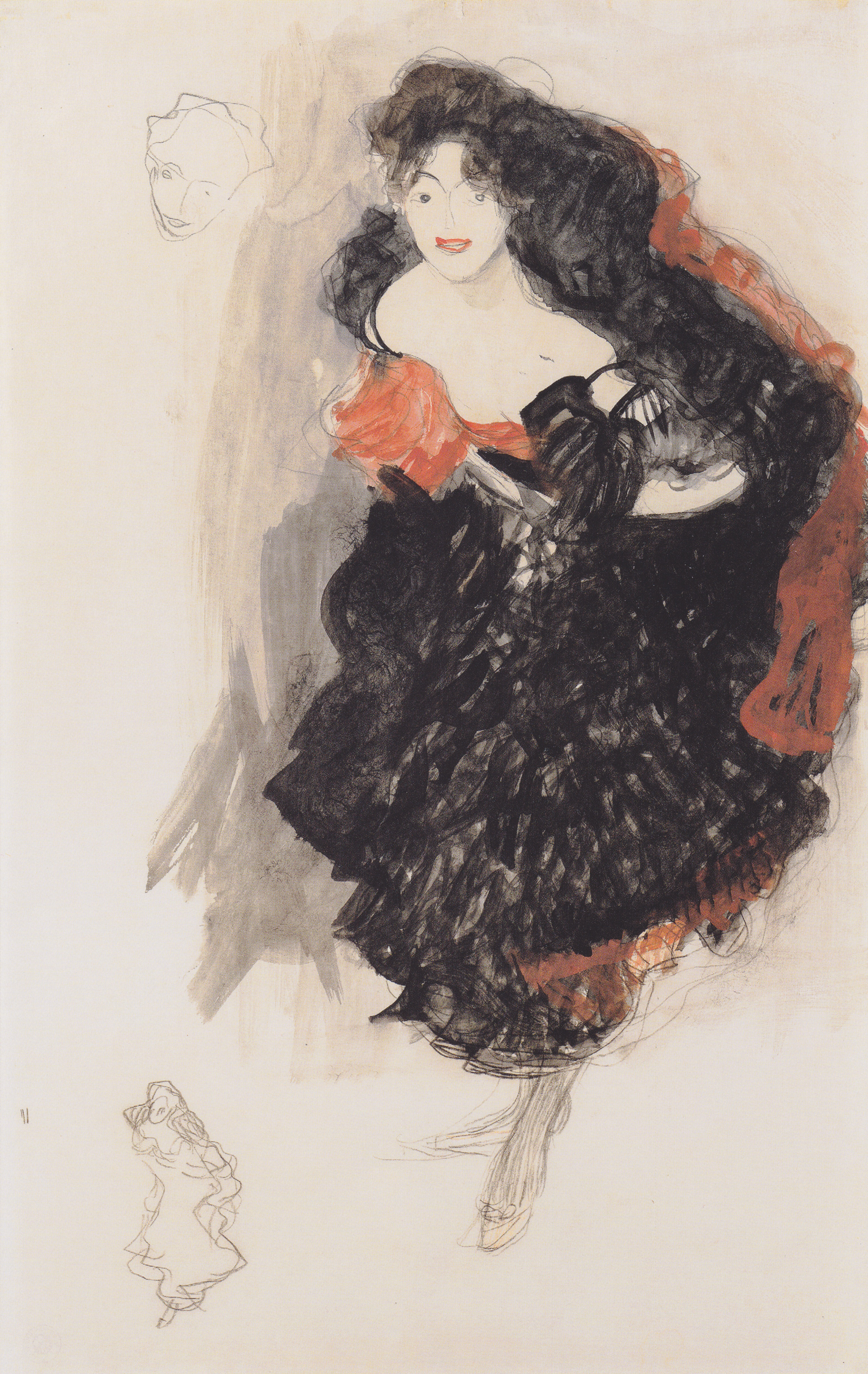
Tänzerin, studie in krijt voor Judith II, 1908

### Late werken

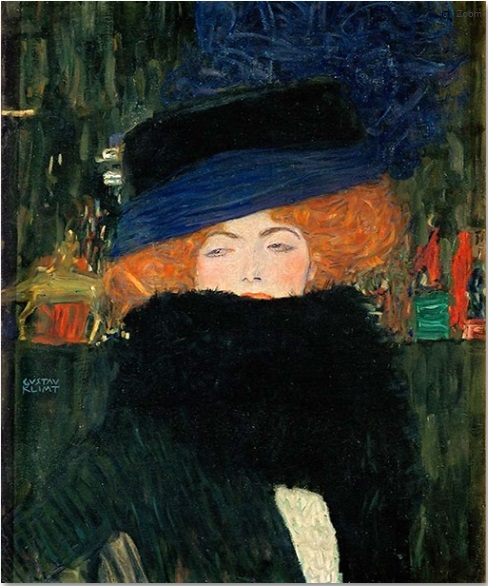
Dame mit Hut und Federboa, 1909, impressionistisch uitstapje

In het najaar van 1909 maakte Klimt een studiereis naar Praag, Parijs en Madrid, waar hij zich oriënteerde op de moderne kunst, die toen nog sterk gedomineerd werd door de impressionisten en postimpressionisten. De reis markeert het einde van zijn "gouden" ornamentalistrische periode. Terug in Wenen schilderde hij het impressionistische portret Dame mit Hut und Federboa, maar deze stijlverandering zou van korte duur zijn. Al snel na de voltooiing ervan raakte hij opnieuw geïnteresseerd in het ornament, vanaf 1912 vooral ook met Oosterse invloeden. Zijn werk werd optimistischer, kleuriger, minder donker en ook zonder zwaarmoedige tragiek of allegorische toespelingen op de maatschappelijke werkelijkheid. De vrouwen die hij portretteert lijken in een soort van droomwereld te zijn geplaatst, een schemertoestand van de zintuigen die niet door het ontwaken verlost zal worden. Het inhoudelijke en suggestieve maakt plaats voor een groter formele vrijheid. Meer nog dan in het verleden is de man afwezig. Stilistisch is sprake van een minder strakke, meer schilderachtige penseelvoering. Het decoratieve en de hang naar het erotische, als het ultieme, aan de natuur ontsproten geluksgevoel, zijn echter blijvend.
Klimt zou altijd in Wenen blijven werken, waar veel van zijn collega's naar het buitenland vertrokken. Zijn aanvankelijke bewonderaars Schiele en Kokoschka sloegen nieuwe wegen in naar een meer rauwe, expressionistische kunst, hetgeen de rol van Klimt als groot vernieuwer relativeerde. "Ze gaan een andere kant op", zei hij daarover, "Ik weet niet of ik nog wel meetel". Hoewel zijn faam internationaal nog steeds groeiende was, mede na een paar succesvolle internationale exposities (Berlijn 1909, Venetië 1910, Rome, 1911, Boedapest, 1913), en niettegenstaande een eredoctoraat aan de plaatselijke universiteit, werd zijn stijl door de Weense kritiek als gedateerd afgedaan. Hem werd wel verweten dat de veranderingen in de wereld en de turbulente tijd van de Eerste Wereldoorlog volledig aan hem voorbij leken te gaan, hetgeen in feite ook zo was.
In februari 1918 overlijdt Klimt aan een longontsteking, 55 jaar oud, diverse werken niet geheel afgerond achterlatend in zijn atelier. Hij werd begraven op het Hietzinger Friedhof in Wenen. Op de steen staat zijn typerende handtekening gebeiteld. Met zijn overlijden (alsook door de dood van Egon Schiele, Kolomon Moser en Otto Wagner, later dat jaar) kwam een definitief einde aan de bloeiperiode van de Weense kunst, die zo'n twee decennia had geduurd.

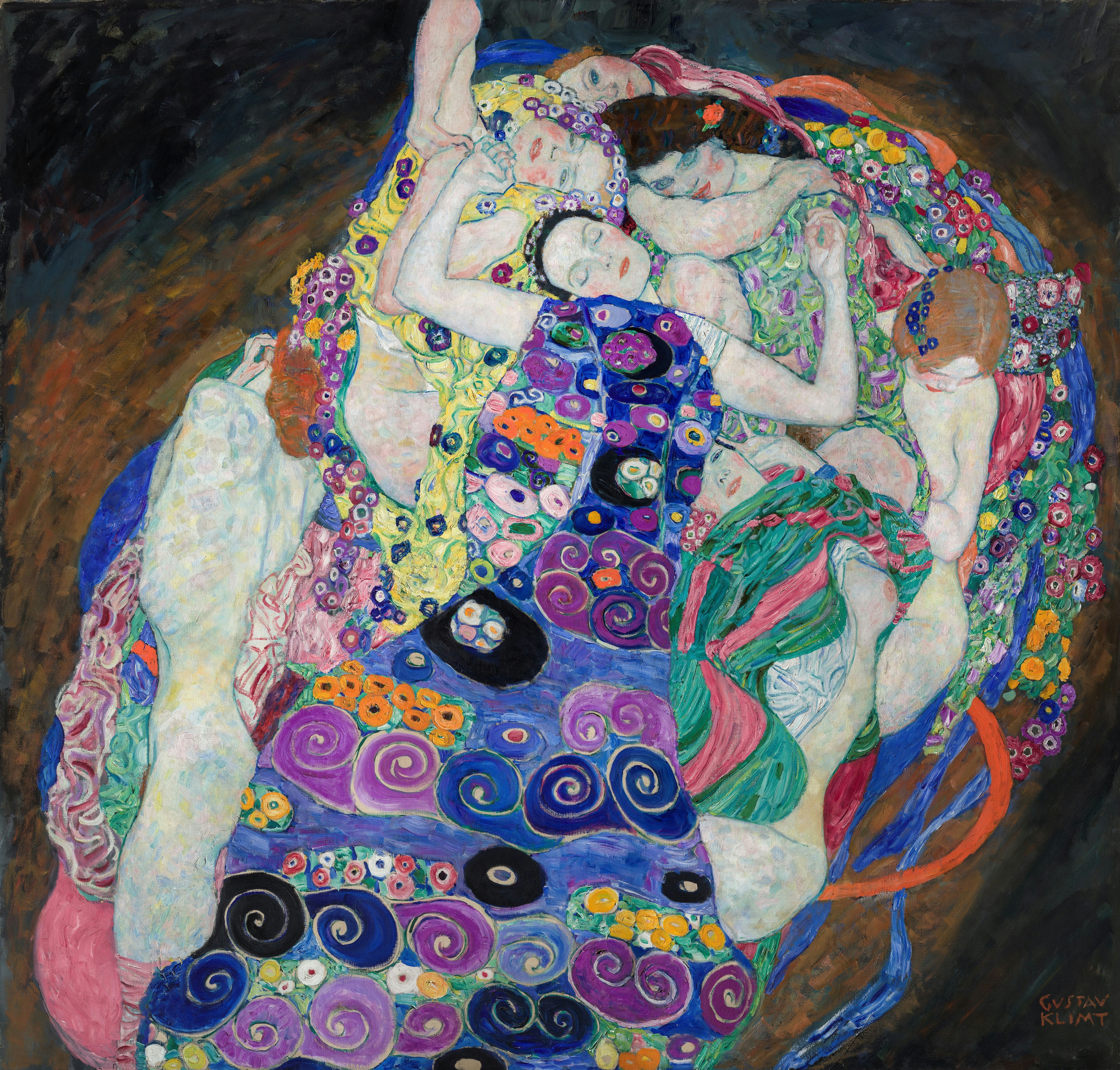
Die Jungfrau, 1913, National Galerie, Praag
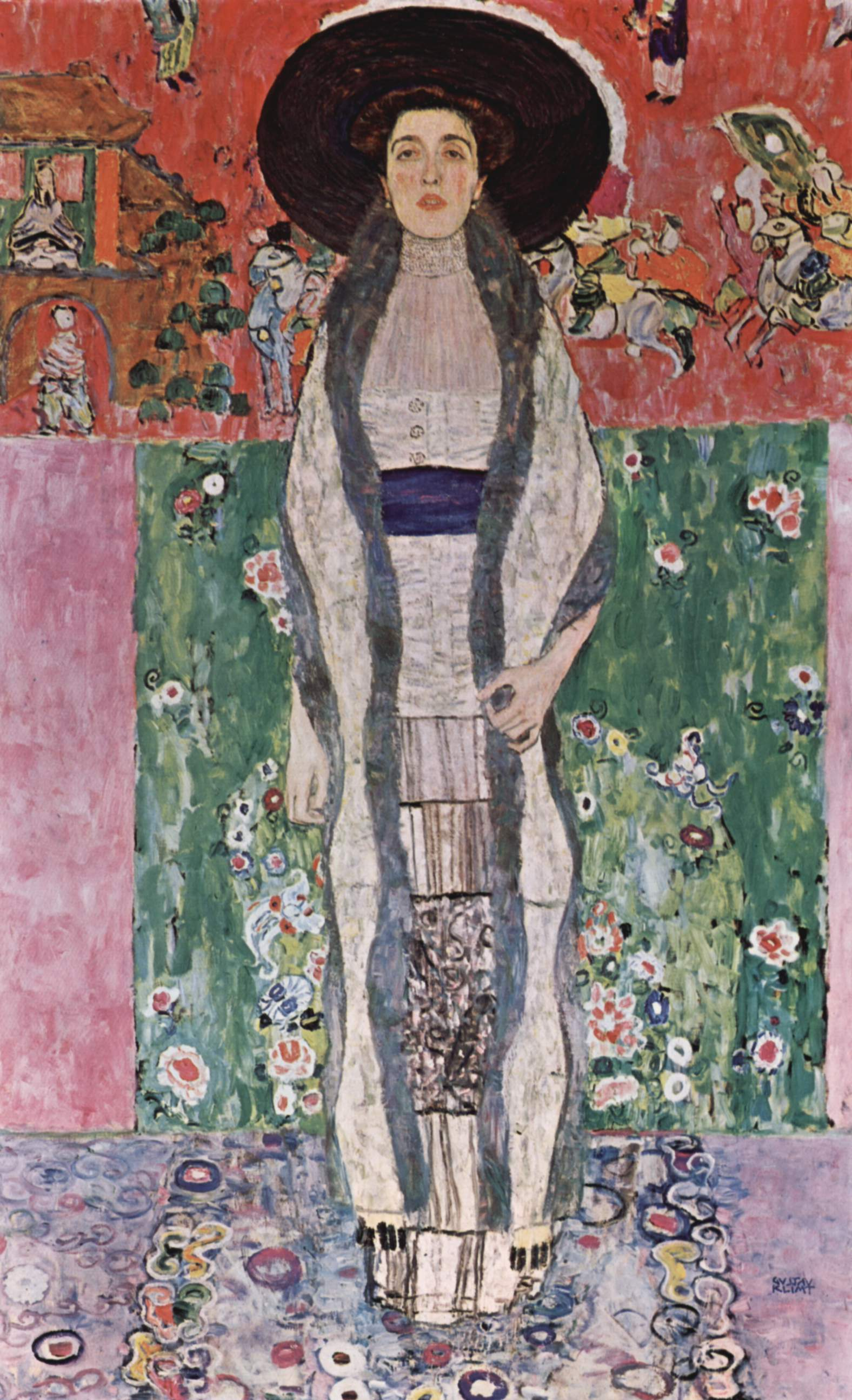
Portret van Adèle Bloch-Bauer II, 1912, Belvedere, Wenen
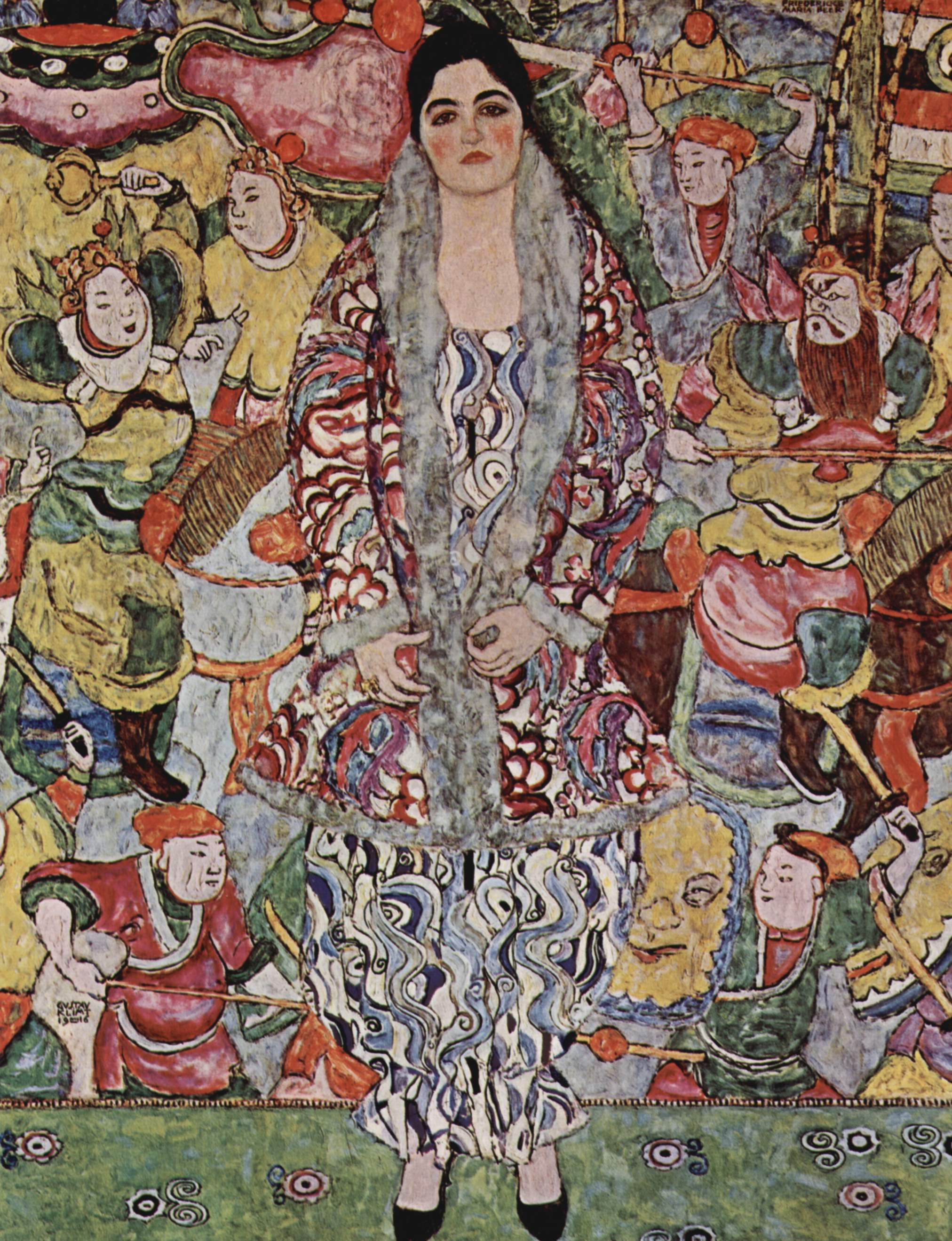
Portret van Friederike Maria Beer, 1916, Tel Aviv Museum of Art
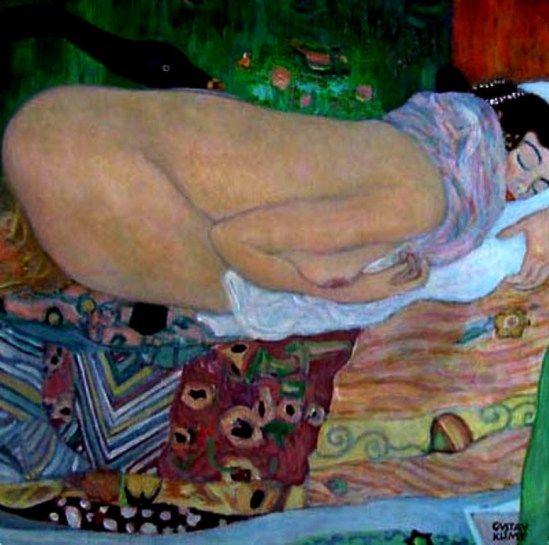
Leda, 1917
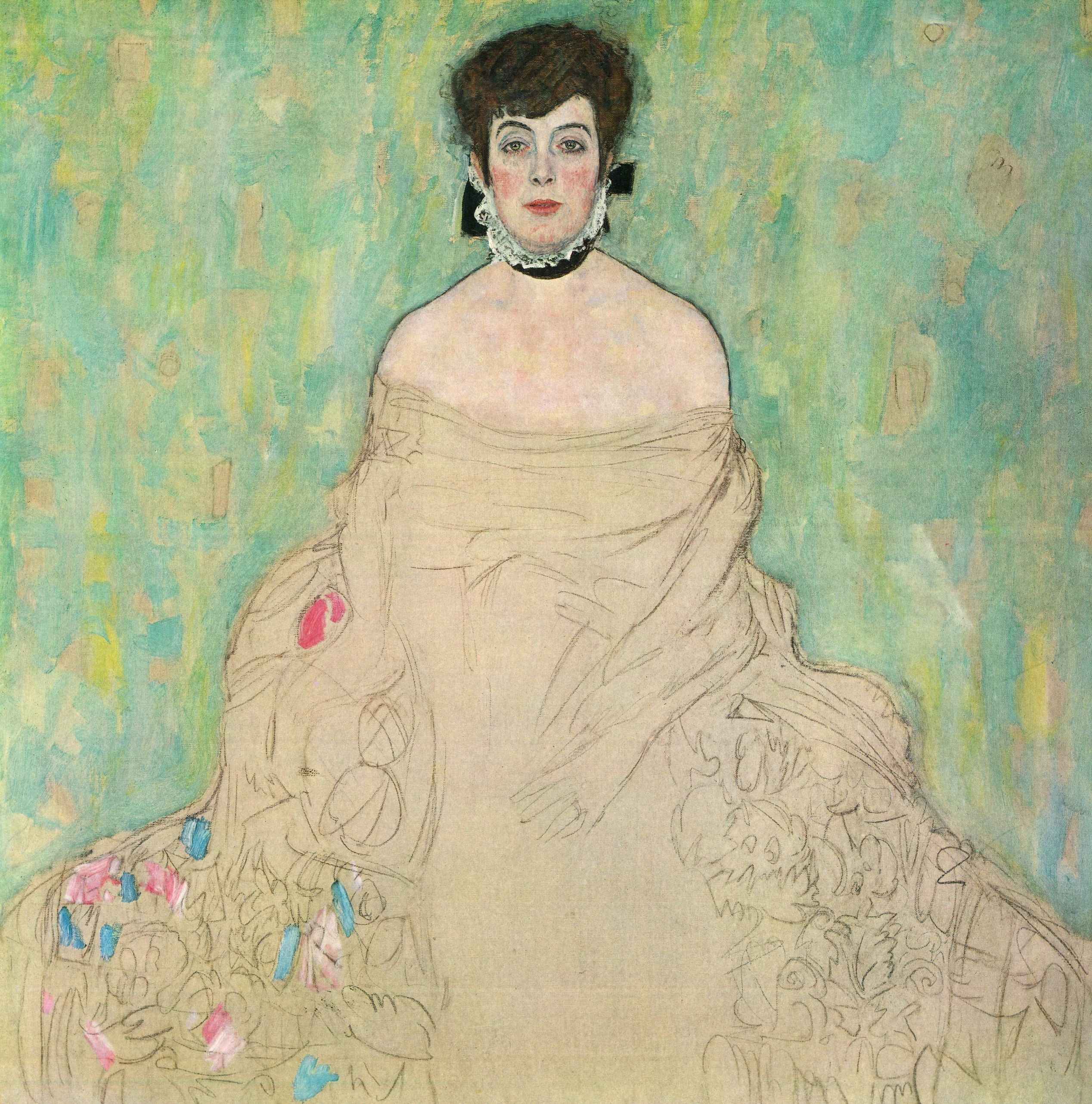
Portret van Friederike Maria Beer, 1917-1918, Belvedere, Wenen
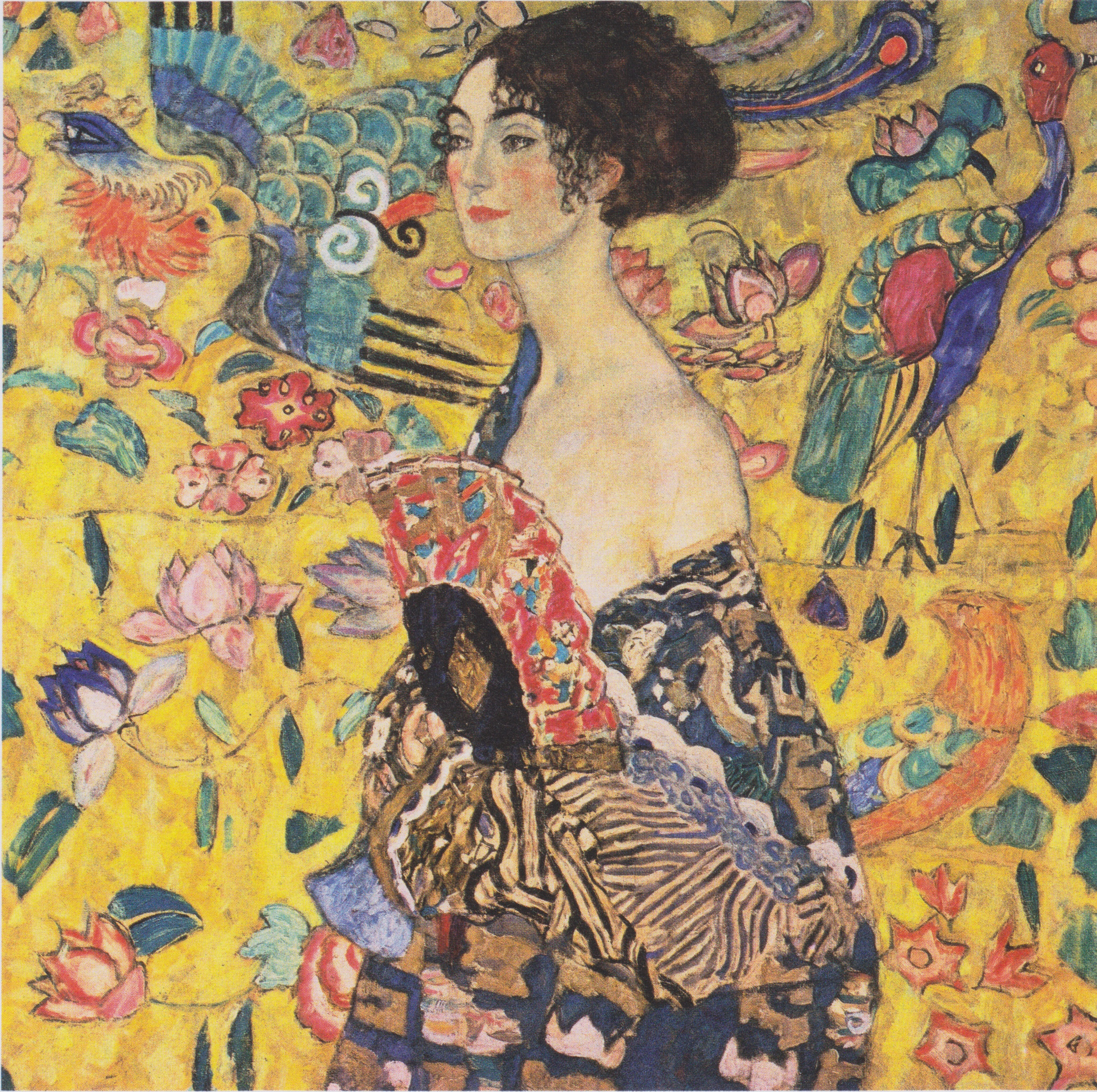
Dame mit Fächer, 1917-1918
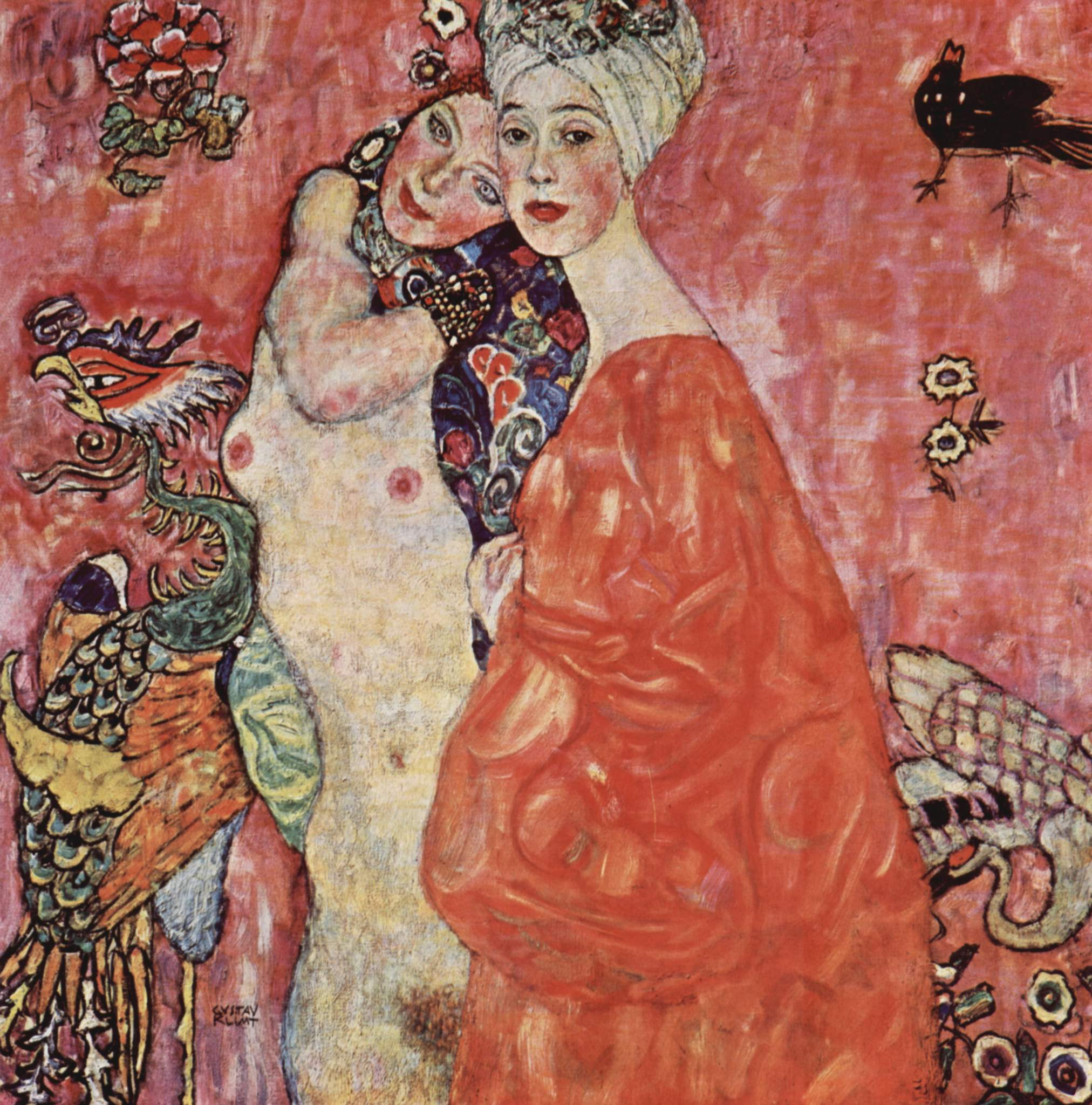
Die Freundinnen, 1917-1918
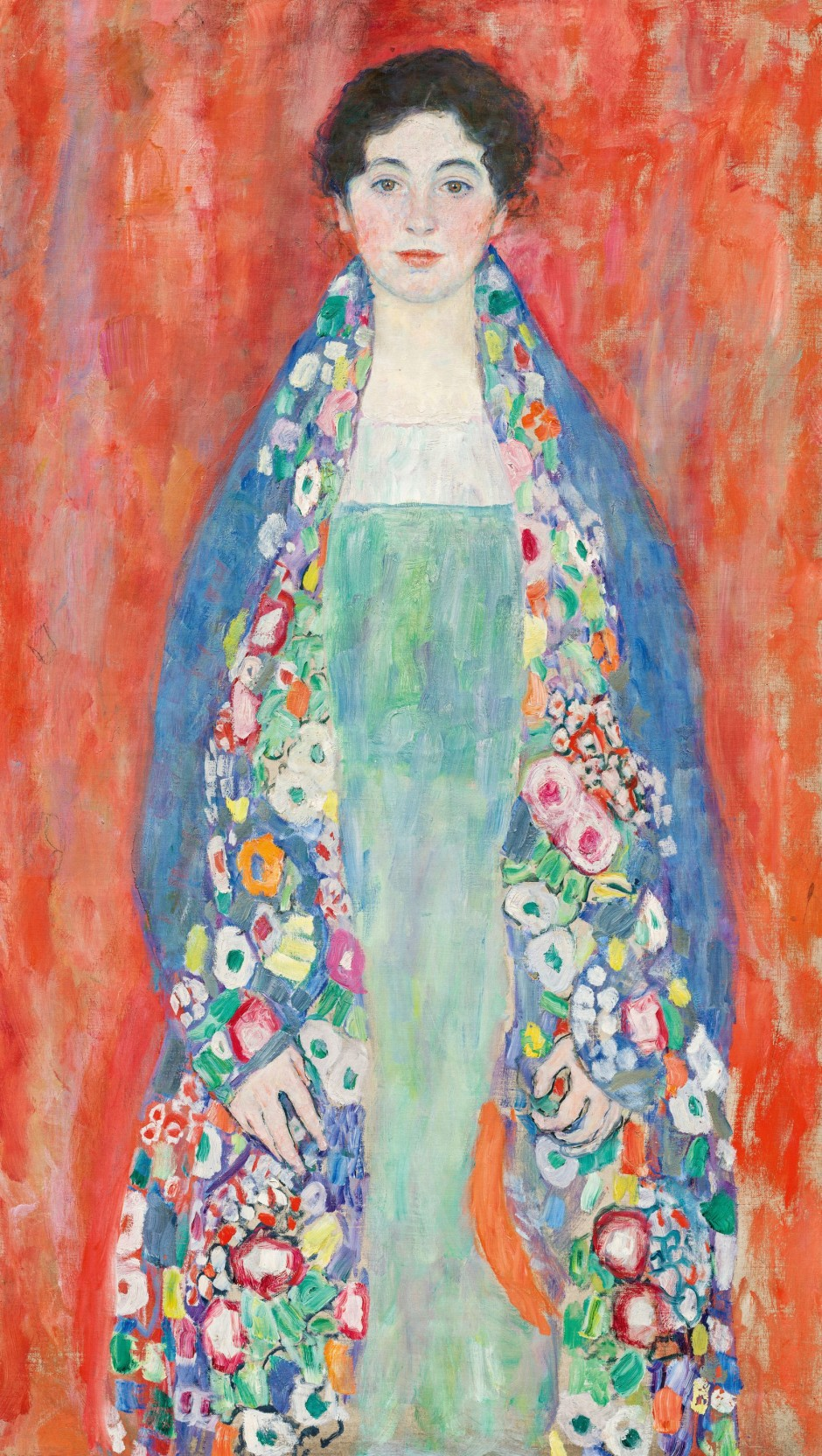
Fräulein Lieser, 1917-1918

## Roem en populariteit
Klimt wordt tegenwoordig gerekend tot de grootste modernisten uit de kunsthistorie en vaak in één adem genoemd met kunstenaars als Pablo Picasso, Piet Mondriaan en Salvador Dali. Zijn werk is in de huidige samenleving (en niet alleen in de Westerse) alom zichtbaar, in de reclamewereld, de posterkunst, maar ook als decoratief motief op talloze gebruiksvoorwerpen, bekers, vazen, tegels enzovoort, een ontwikkeling die aansluit bij zijn zelfgekozen doelen van het Gesamtkunstwerk.

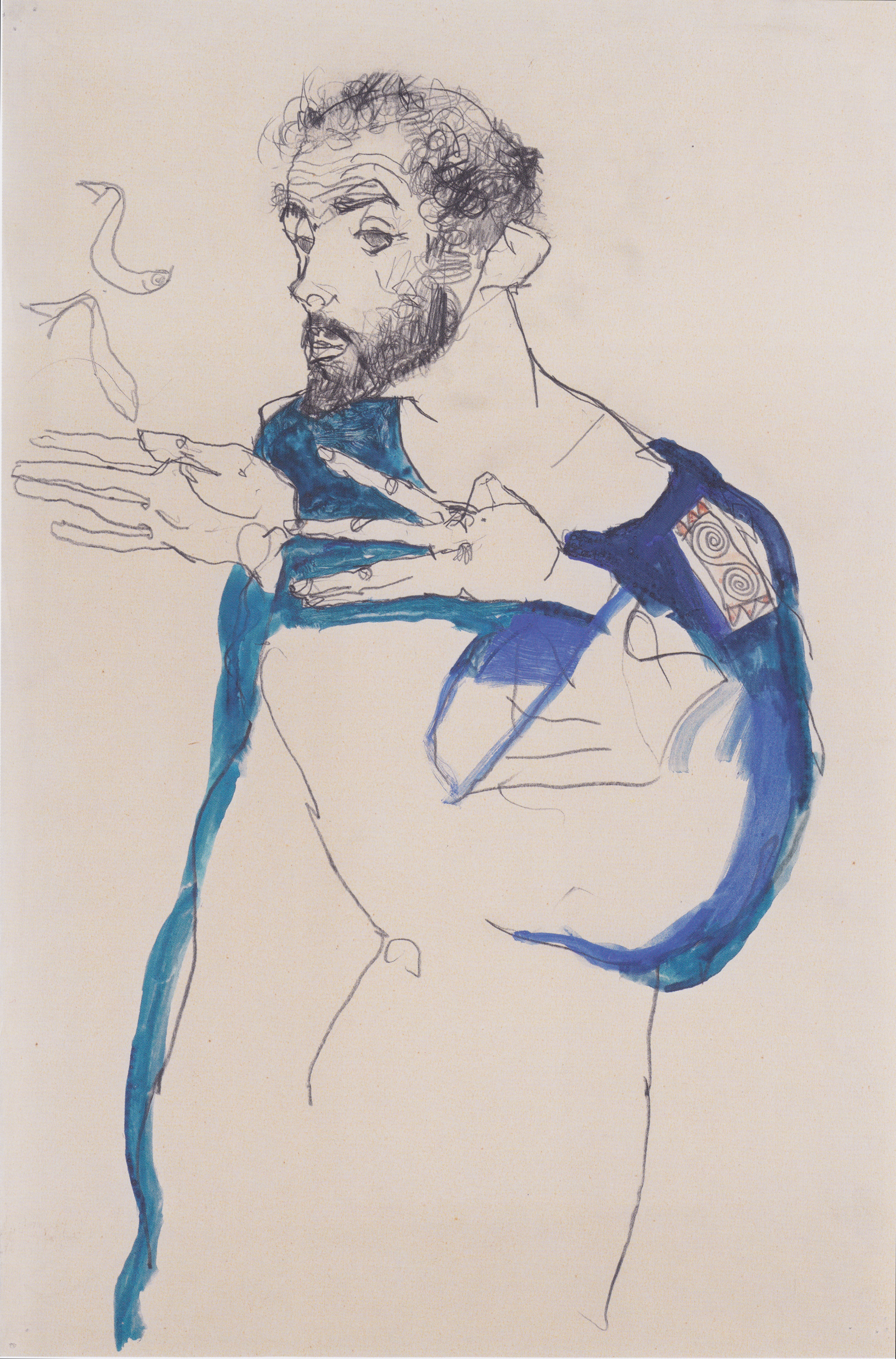
Egon Schiele, Klimt im blauen Malerkittel, 1913

De waarde van Klimts werk overstijgt het ornamentele en moet gezocht worden in haar oer-thematiek: de oer-energieën van geboorte, sterfelijkheid, liefde en vooral ook erotiek. "Alle kunst is erotisch", was een bekende uitspraak van Klimt, doelend op de verdrongen werking van seksualiteit als bron van elke scheppingsdrang. In de openheid waarmee hij naar beelden zocht voor het leven van driften en seksualiteit kan een parallel worden gezocht met het werk van zijn tijdgenoot Sigmund Freud, die net als hijzelf inspiratie zocht in de klassieke oudheid. Schoonheid (van de vrouw) en verval schuren voortdurend tegen elkaar aan. De kracht van zijn werk ligt in de spanning tussen het decadentisme van het fin de siècle en de modernistische vernieuwing, welke nog altijd aanspreekt.
In de eerste decennia na zijn dood bleven Klimts werken bij het grote publiek redelijk onbekend, mede omdat zijn schilderijen moeilijk toegang vonden tot de grote internationale musea. Toch is het beeld dat lang van hem bestond, namelijk van een verguisde en miskende kunstenaar, nooit terecht geweest. Reeds tijdens zijn leven werd hij, niettegenstaande de weerstand in conservatieve kringen tegen zijn erotische thematiek, een gevierd kunstenaar, en ook na zijn dood verdween hij nooit echt in de vergetelheid. In de jaren 1960 was er echter sprake van een complete herontdekking, waarop volgend alle aspecten van zijn werk belicht werden. Met de golf aan tentoonstellingen rond het millennium tot en met de viering van zijn honderdvijftigste geboortedag in 2012 en zijn honderdste sterfdag in 2018, kwam zijn roem op het niveau van de allergrootsten. Zijn invloed op de moderne schilderkunst is groot. Cultuurwetenschapper Jacques Le Rider vatte de invloed van Klimt op de moderne schilderkunst samen als "een hulde aan het matriarchaat, dat de moderne schilderkunst beheerst".
Op veilingen en in de kunsthandel brengen Klimts werken tegenwoordig prijzen op uit de allerhoogste categorie. Zo verwierf Oprah Winfrey in 2006 tijdens een veiling bij Christie's Portret van Adèle Bloch-Bauer II voor 88 miljoen dollar, om het in 2016 voor 150 miljoen dollar weer door te verkopen aan een Chinese particulier. Portret van Adèle Bloch-Bauer I bracht op dezelfde veiling in 2006 135 miljoen dollar op. Beide portretten van Adèle Bloch-Bauer verschijnen nog steeds in tal van lijsten van duurste schilderijen ooit. Dame mit Fächer werd in juni 2023 in Londen geveild voor  85,3 miljoen pond (108,4 miljoen euro).

## Trivia

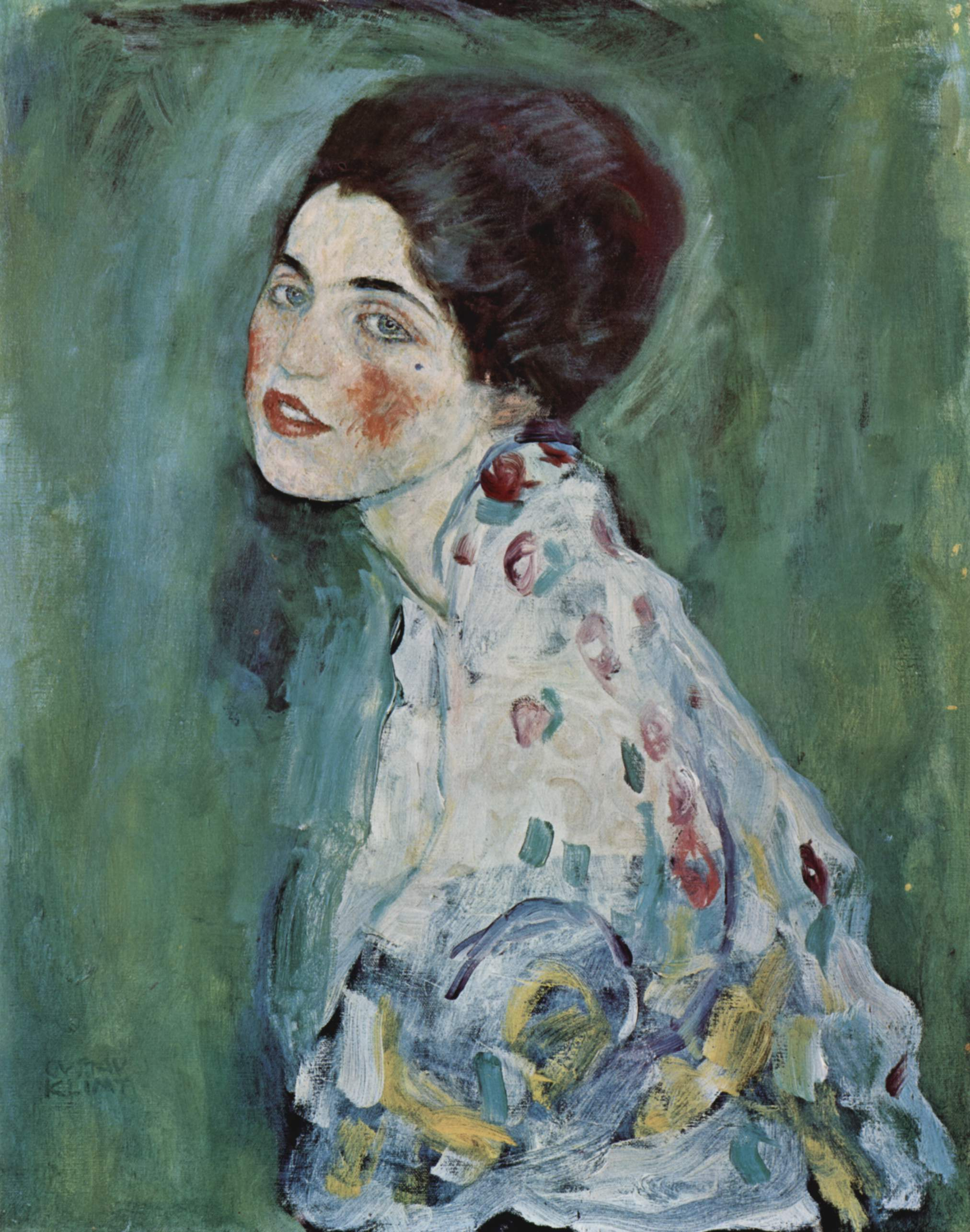
Portret van een dame, 1907

In december 2019 werd achter de muur van de Galleria d'arte moderna Ricci Oddi (in Piacenza, Italië) het schilderij Portret van een dame teruggevonden dat in 1997 uit het museum werd gestolen. Na onderzoek bleek dat het doek eigenlijk een overgeschilderd werk is. De waarde wordt geschat op tientallen miljoenen Euro’s.
Judith I (1901) · Portret van Margaret Stonborough-Wittgenstein (1905) · De drie levensfasen van de vrouw (1905) · Portret van Fritza Riedler (1906) · Portret van Adèle Bloch-Bauer I (1907) · De kus (1907-1908) · Danaë (1907-1908) · Judith II (1909) · Dame met hoed en verenboa (1909) · Stoclet-fries (1905-1911) · Portret van Adèle Bloch-Bauer II · (1912) De maagd (1912-1913)
- Art Gallery of South Australia: 3894
- Bibsys: 90163182
- Biblioteca Nacional de Chile: 000083449
- Biblioteca Nacional de España: XX1114134
- Bibliothèque nationale de France: cb119392602 (data)
- Catàleg d'autoritats de noms i títols de Catalunya: 981058517180206706
- CiNii: DA01641099
- Gemeinsame Normdatei: 118563289
- International Standard Name Identifier: 0000 0001 2119 2863
- KulturNav: 8d8eaaf2-c81e-477d-bd3c-021af6448273
- Library of Congress Control Number: n79039898
- Nationale Bibliotheek van Letland: 000131564
- MusicBrainz: 2a882a06-1af6-4bcd-aa14-89d7a6089c68
- Bibliotheek van het Japanse parlement: 00445893
- Nationale Bibliotheek van Tsjechië: jn19990004419
- Nationale bibliotheek van Australië: 35275496
- Nationale Bibliotheek van Israël: 987007263864505171
- Nationale Bibliotheek van Polen: a0000001184401
- Nationale en Universitaire bibliotheek Zagreb: 000003412
- Nederlandse Thesaurus van Auteursnamen: 069344949
- RKD-Nederlands Instituut voor Kunstgeschiedenis: 44815
- Istituto Centrale per il Catalogo Unico: CFIV016239
- LIBRIS: 193845
- SNAC: w62f7x4j
- Système universitaire de documentation: 027326047
- Trove: 893219
- Union List of Artist Names: 500030531
- Virtual International Authority File: 7399081
- WorldCat: E39PBJhxqjHtFKFxdjtcPYhyh3